# Моусон, Дуглас
Ду́глас Мо́усон (англ. Douglas Mawson; 5 мая 1882, Шипли, Брадфорд, Йоркшир, Великобритания — 14 октября 1958, Аделаида, Южная Австралия) — австралийский геолог, исследователь Антарктики, автор трудов по геологии и гляциологии. Первооткрыватель руд радиоактивных элементов на территории Австралии. Участник трёх антарктических экспедиций, двумя из которых руководил.
Дуглас Моусон родился в Великобритании, в двухлетнем возрасте был перевезён родителями в Австралию. Получив образование горного инженера в Сиднейском университете, он быстро был принят на работу в Аделаидский университет и Музей Южной Австралии. В 1904 году совершил свою первую геологическую экспедицию — на Новые Гебриды. В 1907 году Моусон вошёл (вместе со своим научным руководителем Э. Дэвидом) в состав антарктической экспедиции Шеклтона, участвовал в первом восхождении на Эребус, являлся одним из трёх человек, впервые достигших Южного магнитного полюса. После возвращения Моусон приступил к организации собственной Австралийской антарктической экспедиции, которая длилась с 1911 по 1914 год. В ходе санного похода антарктическим летом 1912 года погиб, провалившись в ледниковую трещину, лейтенант Ниннис (14 декабря), а вскоре — 8 января 1913 года — от неизвестного заболевания скончался швейцарский учёный Ксавье Мерц. Несмотря на тяжёлое моральное и физическое состояние, 8 февраля Моусон в одиночку достиг экспедиционной базы.
За успехи в исследовании Антарктиды в 1914 году Моусон был возведён в достоинство рыцаря-бакалавра. В 1916—1919 годах служил в министерстве вооружения в Лондоне. В 1921 году получил звание профессора геологии и минералогии Аделаидского университета. В 1929—1931 годах Моусон возглавлял Британо-австрало-новозеландскую антарктическую экспедицию (BANZARE), по итогам которой была провозглашена Австралийская антарктическая территория. Публикация научных результатов Австралийской экспедиции была окончена только в 1947 году (96 выпусков в 22 томах), а обработка материалов Британо-австрало-новозеландской экспедиции продолжалась до 1975 года. Моусон вышел в отставку в 1952 году и до конца жизни состоял в руководстве Аделаидского университета, принимал участие в подготовке Международного геофизического года.
Именем Моусона названы: море в Антарктике, полуостров, берег, гора, а также австралийская научная станция.

## Становление (1882—1907)

### Ранние годы
Фамилия «Моусон» встречается в документах графства Йоркшир по крайней мере с 1290 года; в нескольких местностях имеются топонимы наподобие «Моусон-Филд» и тому подобные. Семейное предание гласило, что семейство служило Фаунтинскому аббатству и получило землю после его ликвидации во время Реформации. Предком будущего полярника был йомен Джон Моусон, который упоминался в завещании генерала Ферфакса; там же говорилось о ферме Моусонов в Райтоне. Дед — Уильям Моусон — скончался в 1862 году. Всю жизнь он прожил в Стэйнбёрне, занимаясь разведением овец и молочных коров. Его восьмилетний сын Роберт был отправлен в частную школу Керра в Йорк; получив образование, он занялся торговлей тканями и быстро обанкротился, но далее смог восстановить дело. Роберт Моусон женился на Маргарет Мур, дочери владельца металлургического завода на острове Уайт; в семье было два сына — Уильям (1880 года рождения) и младший Дуглас, который появился на свет 5 мая 1882 года в общине Шипли города Брадфорд. Сына нарекли в честь родного города его матери. После смерти матери Роберта и продажи семейной фермы Моусоны в 1884 году переселились в Австралию, несмотря на неодобрение родни.

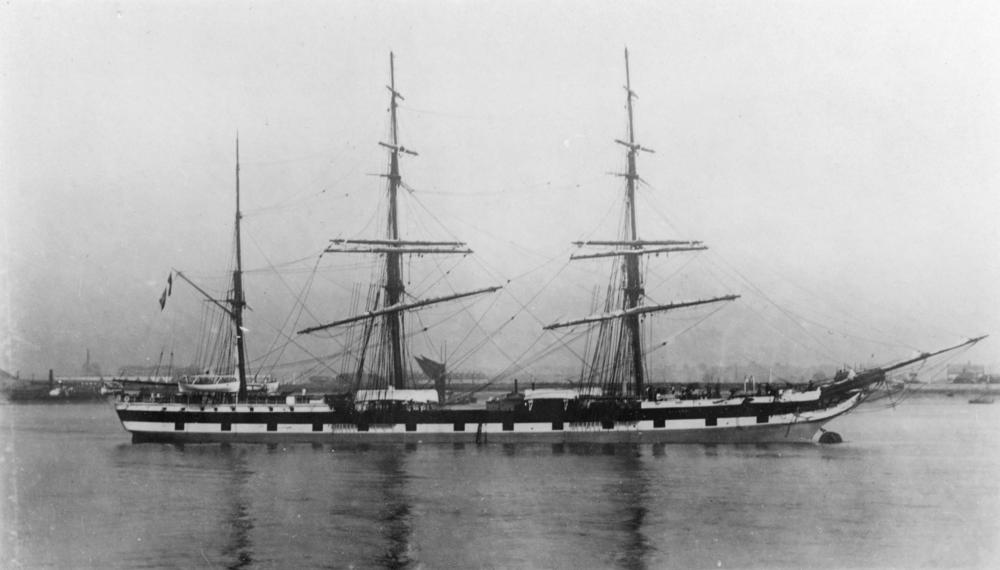
Клипер «Эллора», на котором семейство Моусонов переезжало в Австралию. Фото из собрания Государственная библиотека Квинсленда

Обосновавшись в Сиднее, Роберт Моусон вложил средства во фруктовую и виноградную ферму в Рути-Хилл, он основал первый завод по производству плодоовощных консервов в Новом Южном Уэльсе. Дело было не слишком успешным, и глава семейства устроился бухгалтером в лесоторговую фирму Сакстона. Детство Уильяма и Роберта Моусонов прошло в сельской местности рядом со стойбищем аборигенов, которые иногда задирали детей. Братья пошли в сельскую школу (расположенную в четырёх милях от дома), и вскоре Роберт Моусон подал ходатайство министру образования Нового Южного Уэльса об основании новой школы в Пламптоне, которая была создана, когда Дугласу было шесть лет. Далее семейство переехало обратно в Сидней. Материальное положение семьи не было блестящим: в приобретённом ими доме приходилось сдавать комнаты. Дугласа приучали к ведению хозяйства, что впоследствии пригодилось при организации экспедиций. Он получал среднее образование в публичной школе на Форт-стрит, которая считалась одной из лучших в Австралии. Юноша проявил себя как явный лидер, хотя не отличался прилежанием к латыни. Старший брат Уильям в конце концов получил медицинское образование и руководил церковным хором в Кэмпбеллтауне, в котором держал практику (музыкальными способностями отличалась мать). Дуглас также одно время пел в церковном хоре вместе с братом. Все эти сведения получены ретроспективно, поскольку школьные архивы времён обучения Моусона не сохранились. По настоянию матери оба брата одновременно поступили в 1899 году в Сиднейский университет, хотя разница в возрасте между ними составляла 18 месяцев, Дугласу ещё не исполнилось и семнадцати; оба выиграли стипендию от попечительского совета школы Форт-Хилл. Дуглас избрал инженерные науки и под воздействием профессора Дэвида увлёкся геологией, решив остаться в сфере науки и образования. За время обучения он получил награду за петрологические работы и награды второй степени по физике и химии, а также высшие оценки за геологию. 19 апреля 1902 года Дуглас получил степень бакалавра инженерии. 11 апреля 1902 года он занял должность ассистента-геохимика с жалованьем 100 фунтов стерлингов в год. В рекомендательном письме профессор Дэвид утверждал, что способности Моусона «выше средних» и что он сможет сделать успешную академическую карьеру.

### Экспедиция на Новые Гебриды. Профессиональное призвание

#### Первая экспедиция

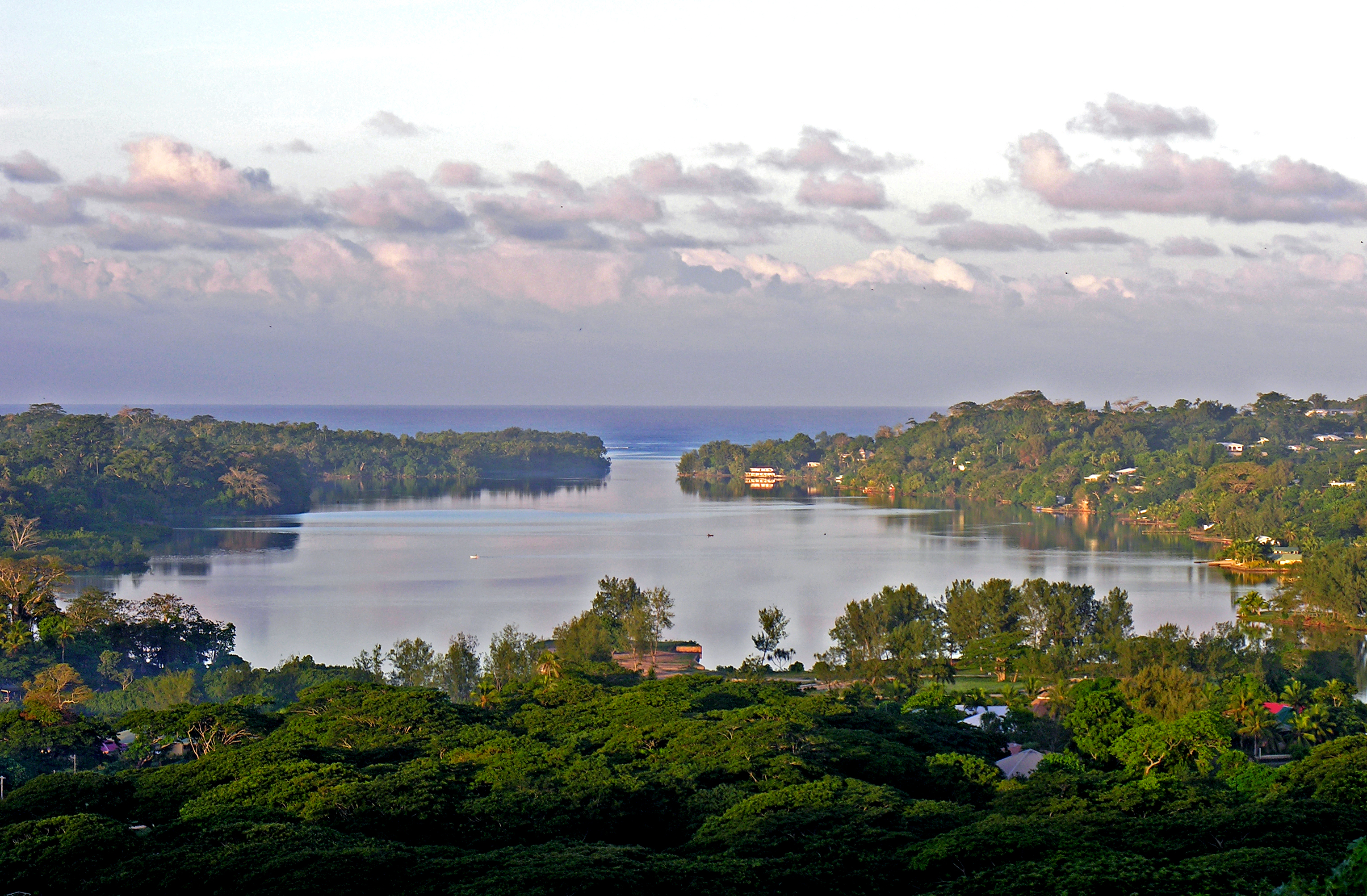
Порт-Вила. Фото 2006 года

Вновь открытые архивные свидетельства показывают, что экспедиция на Новые Гебриды была проектом профессора Э. Дэвида, а участие в ней Моусона было запланировано ещё в 1902 году. Сам Дэвид работал над темой образования коралловых рифов в Фунафути в сезоны 1897 и 1898 годов.
Получив назначение ассистентом, Моусон истребовал шестимесячный отпуск для работы в составе команды вновь назначенного комиссара-резидента Эрнеста Голдфинча Рэйсона. 3 апреля 1903 года Моусон и биолог У. Квайфи отправились рейсовым пароходом в Порт-Вила, на что понадобилось десять дней. Для передвижения по островам служил крейсер HMS Archer, которым командовал Рэйсон; иногда Моусон в своих одиночных экскурсиях пользовался лодкой, принадлежавшей пресвитерианской миссионерской станции Тангоа и предоставленной преподобным Греем. Во время одной из поездок Моусон подверг свою жизнь серьёзной опасности, выехав на лодке в сопровождении мальчика-туземца. При попытке отколоть заинтересовавший его геологический образец геолог повредил колено: он носил шорты вместо брюк. Острый осколок камня застрял под коленной чашечкой, спровоцировав серьёзное воспаление и лихорадку. Проводник геолога и миссионер-сопровождающий почти без отдыха гребли 36 часов, чтобы доставить Моусона к судовому врачу. На его счастье, крейсер находился на месте стоянки; Дуглас был в полубессознательном состоянии, и флотский врач настаивал на ампутации. Тем не менее, Моусон воспротивился операции, был прикован к койке на несколько недель, но сумел полностью восстановиться. Данный эпизод не зафиксирован в полевых дневниках Моусона, а личного дневника в этой поездке он не вёл. Судя по косвенным данным, в июле он перенёс тяжёлую тропическую лихорадку; в полевом журнале упоминается, что на миссионерской станции от этой болезни умерли четверо местных жителей.
Как отмечают современные австралийские исследователи Дж. Джаго, М. Фарао (глава Центра Моусона Музея Южной Австралии) и Ч. Уилсон-Робертс, записные книжки и дневники свидетельствуют о научной зрелости 21-летнего Моусона. Преимущественно он работал на Эфате и Эспирито-Санто, однако на лодке или крейсере посетил практически все острова и атоллы архипелага. Моусон хорошо знал литературу о Новых Гебридах, применял комплексный подход и не стеснялся критиковать признанных авторитетов — например, специалиста по кораллам Дж. Дану. Хотя У. Квайфи редко упоминался в его дневнике, судя по всему, они поладили, поскольку совершали совместные поездки ещё в 1907 году (и даже вместе совершили восхождение на гору Косцюшко). Записей, не касающихся геологии, сохранилось очень мало, например, 11 августа зафиксировано, что Моусон попробовал в туземной деревне каву. Основная часть полученных материалов вошла в статью, опубликованную в «Трудах Линнеевского общества Нового Южного Уэльса» 20 декабря 1905 года, но в ней речь идёт только об Эфате и юго-западе Эспирито-Санто. По сути, это была полноценная монография, сопровождаемая тремя картами (подробной картой всего архипелага и геологическими картами упомянутых островов), одиннадцатью фотографиями ландшафтов и десятью геологическими фотографиями; в тексте много геологических разрезов. Кроме того, образцы, добытые Моусоном, были использованы палеонтологом Фредериком Чепменом в статье, опубликованной в 1906 году в престижном «Квартальнике Королевского геологического общества» в Лондоне. Моусон занимался также этнографией меланезийцев и пожертвовал в Музей Южной Австралии 25 предметов, включая ритуальную маску, копья, лук, стрелы, горшки и крысоловку. Только в 1957 году вышла статья о гончарстве в изолированной деревне Вусс на Эспирито-Санто. После кончины учёного его вдова передала в музей ещё 50 предметов из новогебридской коллекции.
По результатам путешествия на Новые Гебриды Моусон защитил дипломный проект на степень бакалавра наук. На формирование круга научных интересов Моусона, помимо Дэвида, огромное воздействие оказал пример профессора Сиднейского университета Арчибальда Лайверсайджа, особенно в химических аспектах геологии и геохимии как таковой.

#### Начало академической карьеры

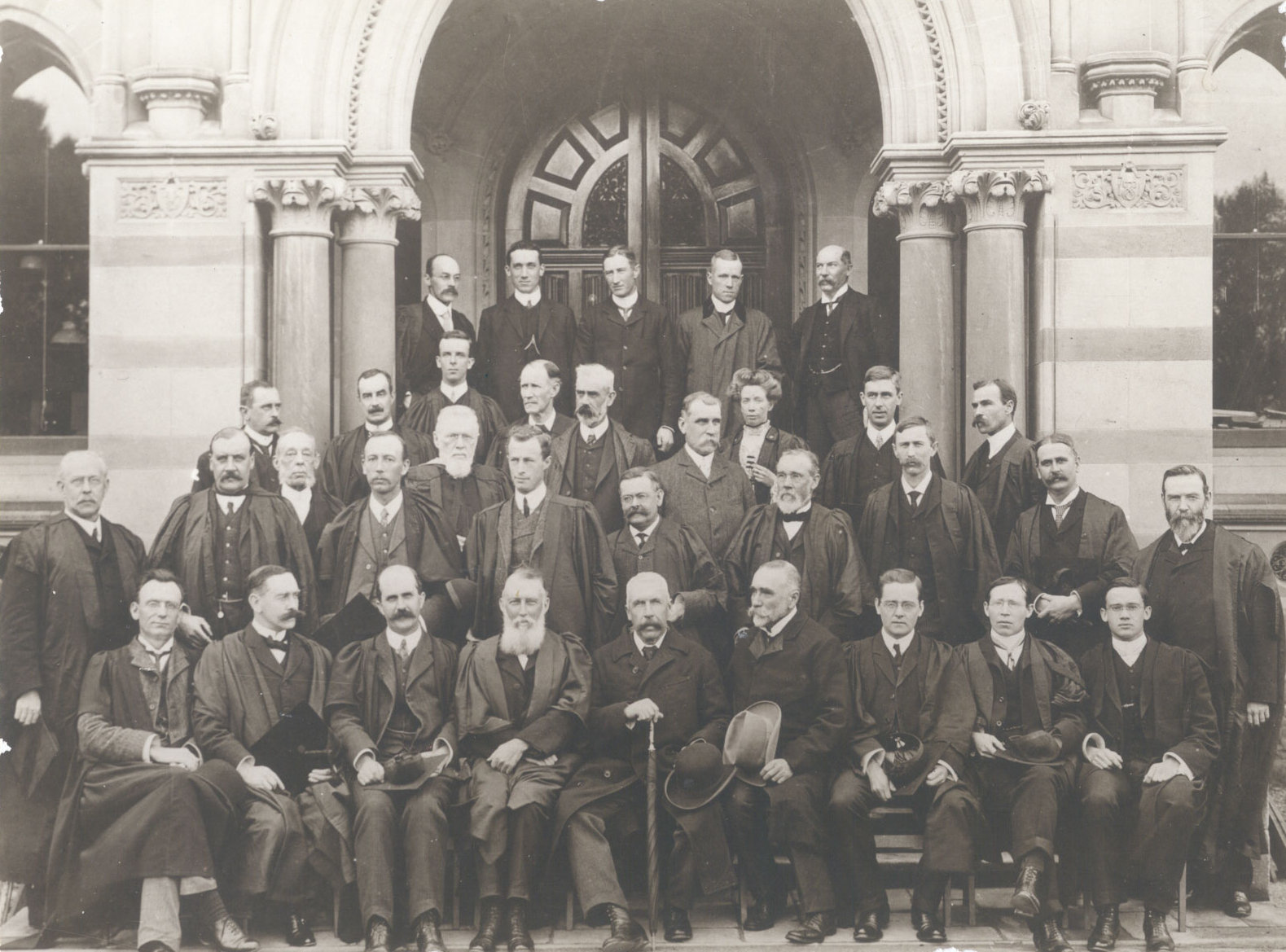
Общая фотография преподавателей Аделаидского университета в 1906 году. Моусон стоит во втором ряду четвёртым слева

Со времён учёбы в университете ближайшим другом Моусона на всю жизнь стал Гриффит Тейлор, близкое знакомство с которым началось в 1904 году, когда Дуглас одолжил коллеге академическую шапку, необходимую для церемонии получения диплома. Первая их совместная экспедиция в Миттагонг состоялась ещё в 1903 году, доклад был прочитан в Королевском обществе Нового Южного Уэльса 7 октября 1903 года — менее чем через месяц после окончания. На вакациях братья Моусоны и двое их спутников посетили долину реки Хоксбери для рыбалки и едва не погибли во время урагана, с трудом удалось сохранить небольшую лодку, утопив значительную часть имущества. Вдобавок дерево, к которому попытались причалить, рухнуло, а на нём гнездились сотни пауков-птицеедов, от которых пришлось спасаться под водой. Такого рода инциденты не мешали успешной научной работе: Дуглас Моусон заинтересовался публикациями о следах кембрийского периода в Южной Австралии; кроме того, профессор У. Хоучин выдвинул предположение как минимум о двух периодах оледенения, которому подвергался континент в далёком прошлом. Это совпало с объявлением о вакансии в Аделаидском университете, причём профессор Дэвид посоветовал подать заявку. В результате Дуглас Моусон получил с 1 марта 1905 года ставку преподавателя минералогии и петрологии с жалованьем 300 фунтов стерлингов в год (32 450 в ценах 2019 года) с возможностью повышения до 350 фунтов через год успешной работы. Моусон очень быстро переехал в Аделаиду и поначалу остановился в отеле «Ньюмаркет»; первые дни его пребывания документируются фотоальбомом с видами города. Позднее он подыскал себе более подходящее по финансам жильё; на каникулах он стремился в австралийскую глубинку для сбора образцов, особенно в районе хребта Флиндерс. Он описал новый минерал давидит — оксид редкоземельных элементов, титана и урана. Молодой учёный оказался социабильным и активно участвовал в жизни университета и городского светского общества, особенно он сблизился с семействами Тоддов, Брэггов и Гордонов. Чарльз Тодд, в частности, был главным астрономом Южной Австралии, а на посту почтмейстера он установил телеграфную связь с Северными территориями; на одной из его дочерей был женат университетский профессор Уильям Брэгг, который вместе с сыном удостоился Нобелевской премии по физике за 1915 год.
В 1905 году Дуглас получил степень бакалавра наук. В 1907 году он занял должность куратора геологических коллекций Музея Южной Австралии, которую занимал до конца жизни. В 1909 году Моусон был удостоен докторской степени за исследование высокоминерализованных докембрийских пород Барьерного хребта, в которых он выделил более древнюю архейскую серию и новую протерозойскую. Правительство штата также привлекло его как эксперта по поиску радия и радиоактивных руд, поскольку он оказался единственным специалистом в этой области; он же идентифицировал первые образцы, имеющиеся в коллекциях. Его статья «Предварительные наблюдения радиоактивности при обнаружении радия в полезных ископаемых Австралии» была опубликована в «Трудах Королевского общества Нового Южного Уэльса». Дуглас даже посетил месторождение радиоактивных руд в Гринвуде и попытался заключить с владельцем земли концессионный договор. В Аделаиде Моусон учредил фирму «Radium Extraction Company of South Australia» с номинальным уставным капиталом в 5000 фунтов стерлингов. Он получил концессию на 4 квадратных мили земли, однако привлечь требуемых 30 000 фунтов так и не удалось, а дальнейшая попытка перепродать права на концессию позволила лишь вернуть затраты в 3500 фунтов. Уже в 1940-х годах он жалел об упущенных когда-то возможностях. В конечном счёте из научных интересов Моусона того времени — радиоактивности и гляциологии — победила вторая: южной зимой 1907 года учёный прочитал объявление об антарктической экспедиции Шеклтона. 28 сентября Моусон написал Шеклтону и одновременно профессору Дэвиду. Первоначальной его целью было совершить плавание к побережью Моря Росса и вернуться в тот же сезон. Моусон писал, что желал своими глазами увидеть существующий ледяной щит и ознакомиться с его геологическими последствиями для сопоставления с имеющимися в Австралии образцами, в частности моренами. Однако Эрнест Шеклтон ответил телеграммой, в которой извещал, что Моусон назначен геодезистом, картографом и специалистом по магнетизму на всё время экспедиции, поэтому ему предлагалось взять отпуск из университета.

## Две экспедиции в Антарктиду (1907—1914)

### С Шеклтоном в Антарктиду. Южный магнитный полюс (1907—1909)

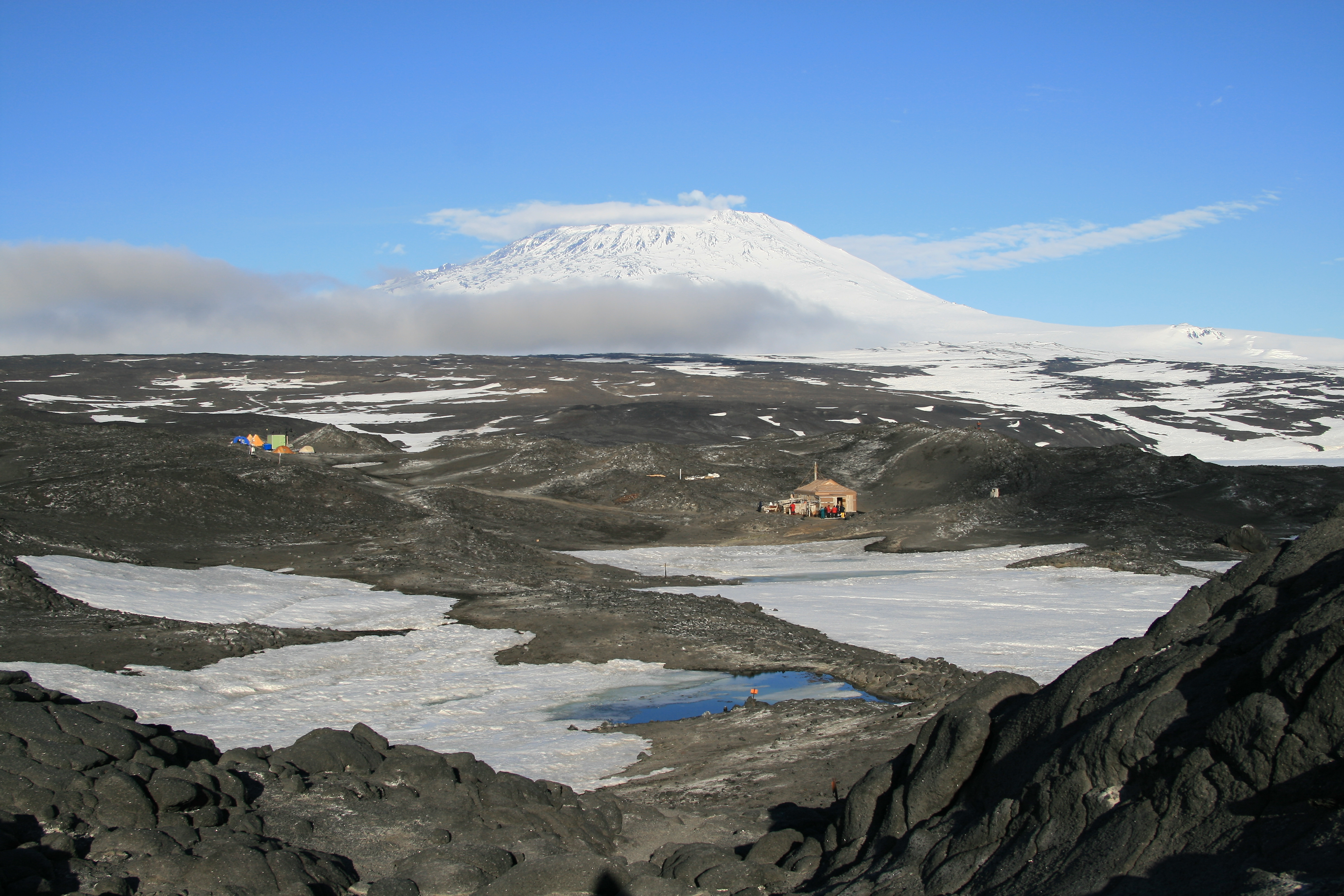
Вид на вулкан Эребус и хижину Шеклтона на мысе Ройдс в 2007 году

#### Первый сезон. Эребус
Научный руководитель Моусона — Эджуорт Дэвид — был одним из апологетов активной экспансии Австралии в широтах крайнего Юга и убедил правительства Австралии и Новой Зеландии помочь организации экспедиции Шеклтона в сумме 6000 фунтов стерлингов. Помимо Дэвида, в состав экспедиции вошёл молодой геолог Реймонд Пристли; Шеклтон, вероятно, чувствуя себя обязанным, быстро включил в команду и Моусона. Жалованье ему было назначено в 200 фунтов в год на полном обеспечении во время путешествия. Перспектива остаться на Ледяном континенте на зимовку была неожиданной, но всё-таки Дуглас согласовал свои действия в университете и вместе с Дэвидом 24 декабря 1907 года отплыл из Сиднея в Литтелтон. Здесь произошла встреча с Фрэнком Уайлдом, которая переросла в пожизненную дружбу двух полярников. 1 января 1908 года баркентина «Нимрод» отправилась в южные широты. Впрочем, штормы Южного океана едва не испортили Дугласу репутацию: по мнению врача Эрика Маршалла, Моусон был «бесполезен» из-за морской болезни; возможно, в этом суждении сказывался британский шовинизм и пренебрежение к жителям колоний. Поскольку в каюте почти не было свободного пространства и она не проветривалась (Пристли прямо сказал, что не стал бы помещать туда даже собак), геолог устроился в одной из шлюпок. Единственным, кто проявил к нему сочувствие, был первый помощник капитана Джон Кинг Дэвис. Ещё во время морского перехода было решено, что на зимовку в Антарктиде останется и профессор Дэвид, отношения которого с 26-летним Моусоном стали дружескими. Дэвид также сыграл большую роль в выборе места для зимовки на острове Росса, интересного для геологической науки.
Базу основали в 23 милях к северу от зимовья Роберта Скотта — на мысе Ройдс. При разгрузке и переноске снаряжения учёные работали наравне с матросами, а после перевозки угля Моусон заснул в машинном отделении «Нимрода», положив ноги на цилиндры паровой машины. Шеклтон был впечатлён выносливостью и энтузиазмом молодого учёного, хотя они успели поспорить из-за того, что начальник взял с собой в качестве тягловой силы десять пони и всего девять ездовых собак. Моусон утверждал, что хотя одна собака может тянуть груз немногим более собственного веса — в среднем 78 фунтов (35 кг), но эти упряжные животные не требуют объёмного корма, могут питаться мясом тюленей и пингвинов, добываемым на охоте, а также служить пищей своим товарищам по упряжке и даже людям.

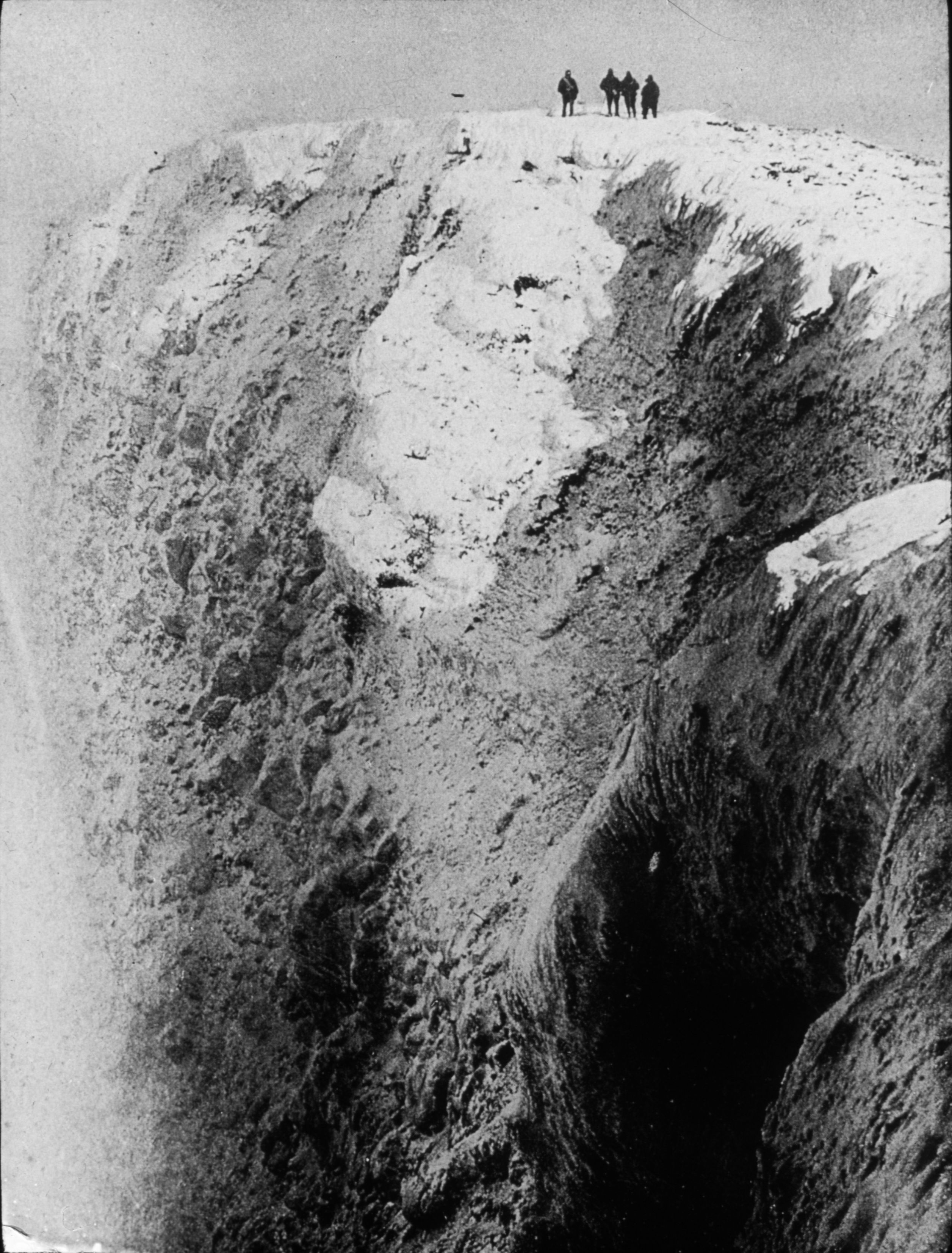
Слева направо: Маккей, Маршалл, Адамс и Дэвид у кратера Эребуса. 9 марта 1908 года

4 марта 1908 года Шеклтон объявил, что на следующий день начнётся восхождение на Эребус. Во время предыдущей экспедиции Р. Скотта, Ф. Уайлд и Э. Джойс, которые находились в составе нынешней команды, поднялись по его склонам до высоты 3000 футов. Начальник назначил в партию для восхождения Дэвида, Моусона, ассистента врача Маккея, а страховать их должны были Маршалл, турист Броклхёрст и Адамс. Первая тройка была снабжена провиантом на 11 дней, а группа поддержки — на шесть; общий вес снаряжения составил 600 фунтов. Выйдя рано утром 5 марта, экспедиционеры, ни у одного из которых не было альпинистского опыта, уже через милю пути были вынуждены в буквальном смысле на руках тащить свои сани по ледниковой морене. За весь день удалось преодолеть семь миль с восхождением на 2750 футов. На следующий день начались поля заструг, на которых нарты опрокидывались; в результате удалось пройти всего три мили, направляясь к основанию главного кратера. 7 марта Адамс постановил, что на вершину пойдут все вместе, причём нарты и большую часть снаряжения пришлось оставить в базовом лагере. На каждого приходилось теперь 40 фунтов груза, при том что никто не озаботился о рюкзаках или вещевых мешках. 8 марта на высоте 8750 футов температура упала до −34 °F (−37 °C), и началась метель; в течение 32 часов зимовщики не могли покинуть палатки. Броклхёрст, выйдя по нужде, поморозился, далее у него унесло ветром варежки, а когда он бросился их ловить, порывом ветра его сбросило в овраг. Когда его вернули в палатку, оказалось, что трёхместный спальный мешок забит мелким снегом, не позволяющим согреться. Наутро выяснилось, что Броклхёрст отморозил шесть пальцев на ногах, и в последнее восхождение его не взяли. Остальные обвязались верёвкой и за четыре часа изнурительного восхождения всё-таки добрались до кратера на вершине. Участники похода поднялись выше облаков, и им открылась пропасть шириной в полмили и видимой глубиной около 900 футов. Профессор Дэвид описал шаровидный клуб пара диаметром около 1000 футов, который вырвался из кратера у них на глазах, — так было объяснено наличие постоянного облака у вершины вулкана. Дэвид и Моусон усердно собирали геологические образцы, не считаясь с их весом, а также смогли построить геологический разрез. Были обнаружены глыбы застывшей лавы, кристаллы полевого шпата и фрагменты пемзы. Не менее интересны оказались скрытые под льдом и снегом фумаролы, в одну из которых чуть не угодил Маккей. Далее все сели на зады и спустились к Броклхёрсту по ледяным склонам. Этот метод применялся и для спуска ниже. К трём часам ночи все участники команды достигли нижнего лагеря, где обнаружили признаки начинающейся пурги. После этого они бросили нарты с образцами и вовремя достигли зимовочного дома. Маршалл описывал их состояние как «полумёртвое».

#### Зимовка

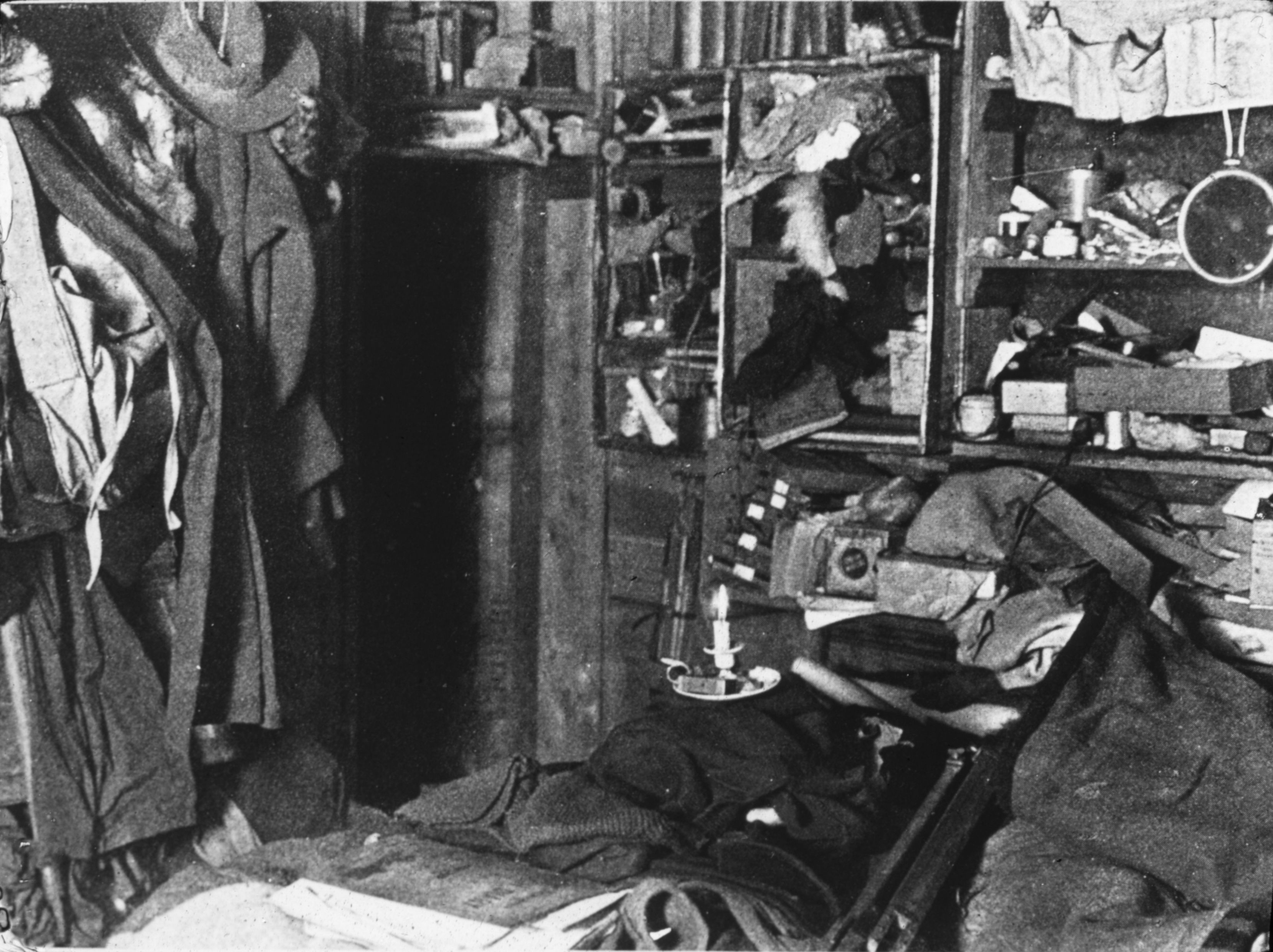
«Ломбард» Моусона и профессора Дэвида

После начала полярной ночи Шеклтон основное внимание уделял подготовке к походу на Южный географический полюс и практически отдал всю научную работу на откуп Дэвиду и его коллегам. Моусон вместе с Пристли и профессором обрабатывал добытые геологические коллекции, вёл журналы состояния льда и снега, помогал при метеорологических наблюдениях, поскольку показания приборов снимались каждые два часа, замерял уровень атмосферного электричества и наблюдал за полярными сияниями. Первоначально Моусон оборудовал на веранде зимовочного дома физическую лабораторию, но потом она вся обледенела и была отведена под склад. Дуглас обосновался в фотолаборатории: хотя официальным фотографом команды был Маршалл, но оборудование и реактивы, а также плёнки и фотопластинки были привезены Дэвидом и Моусоном. Дуглас обтянул лабораторию войлоком, приладил полки и всё оборудовал. Профессор и ученик жили в одном отсеке размером 2,1 × 1,9 м. Остальные прозвали их закут «Ломбардом», поскольку всё свободное место было занято фотоаппаратами, спектроскопом, термометрами, электрометрами, штангенциркулями и прочим. Шеклтон утверждал, что «профессор Дэвид… нагромождал блестящие консервные банки и разноцветные соломенные обёртки в углу своей койки, что придавало ей некоторое сходство с гнездом австралийского ткача»: геологические образцы учёные заворачивали в солому. На зимовке выпускался печатный журнал Aurora Australis, в котором Моусон поместил своё единственное художественное произведение: рассказ «Батибия» о том, что покорители Южного полюса обнаружили в этом регионе гигантские грибы. Дэвиду и Моусону, как самым выдержанным, нередко приходилось мирить зимовщиков. Например, 3 августа повар Робертс встал ногой на ящик Маккея, который схватил Робертса за горло. Моусон силой водворил шотландца на койку, и инцидент не получил продолжения.

#### Поход к Южному магнитному полюсу
Во время зимовки Шеклтон принял решение достигнуть двух больших целей: его собственный отряд должен был покорить Южный полюс, тогда как учёные — Дэвид, Маккей и Моусон — были отряжены к Южному магнитному полюсу. Двое других австралийцев — Пристли и Бертрам Армитедж — были отряжены в Сухие долины Мак-Мердо. По тогдашним оценкам, магнитный полюс находился примерно в 400 или 500 милях к северо-северо-западу от базы, на высокогорном Полярном плато. В данной Шеклтоном инструкции говорилось:

Главные цели вашего путешествия заключаются в следующем:
1. Проводить магнитные наблюдения во всех подходящих для этого местах, чтобы определить магнитное склонение и положение Магнитного полюса. Если позволит время, и вашего оборудования и запасов будет для этого достаточно, вы должны попытаться достигнуть Магнитного полюса.
2. Произвести общее геологическое обследование берега Земли Виктории. Выполняя эту работу, вы не должны приносить ей в жертву время, которое могло бы быть потрачено на выполнение работы, указанной в п. 1. Мне нет нужды описывать вам подробнее эту работу или давать по ней указания, так как вы гораздо лучше меня знаете, что здесь требуется.
3. Я особенно хотел бы, чтобы вы смогли провести работы по геологии Западных гор и чтобы Моусон провёл по крайней мере две недели в Сухой долине для разведки полезных ископаемых. Эта разведка должна быть проведена по возвращении с севера. Чтобы выполнить её успешно, вы должны возвратиться в Сухую долину не позже, чем на первой неделе января. Я не хочу ограничивать ваши действия указанием точной даты возвращения в Сухую долину, на случай, если вы решите, что, продлив свое пребывание на севере, вы сможете достигнуть Магнитного полюса, но, если времени будет мало, вы не должны на обратном пути к югу задерживаться только ради выполнения геологических работ…

План был прост: идти через льды пролива Мак-Мердо на запад, а далее найти на Земле Виктории проход через горы к Полярному плато и вернуться на побережье к 15 января 1909 года. Эта дата определялась графиком подхода экспедиционного судна «Нимрод». Дэвид планировал выход 1 октября, но непогода позволила двинуться только пятого числа. Миновав два заранее заложенных склада у мыса Баттер-Пойнт, учёные столкнулись с проблемами. Суммарный вес их снаряжения (сложенного на двух нартах) превышал полтонны, а все тягловые животные были заняты в походе на Южный полюс. Маккей недавно пережил перелом лучезапястной кости, поэтому приходилось перетягивать грузы челночным методом. Продовольственные сани были прозваны «Plum Duff», а вторые — «Рождественской ёлкой», поскольку большая часть снаряжения была заброшена второпях без всякого порядка. Совершая в сутки 12 миль челночных рейсов, учёные проходили по карте не более четырёх. Припай постепенно таял, затрудняя продвижение. На четвёртый день похода Моусон стал жаловаться в дневнике на своего профессора. По совету Нансена, для согревания Моусон, Дэвид и Маккей использовали общий спальный мешок. Дэвид ложился спать одетым посередине, в результате для остальных едва оставалось свободное место. Бросив на восьмой день похода большую часть груза, учёные 17 октября достигли мыса Бернакки, где официально провозгласили суверенитет Британской империи над Землёй Виктории.

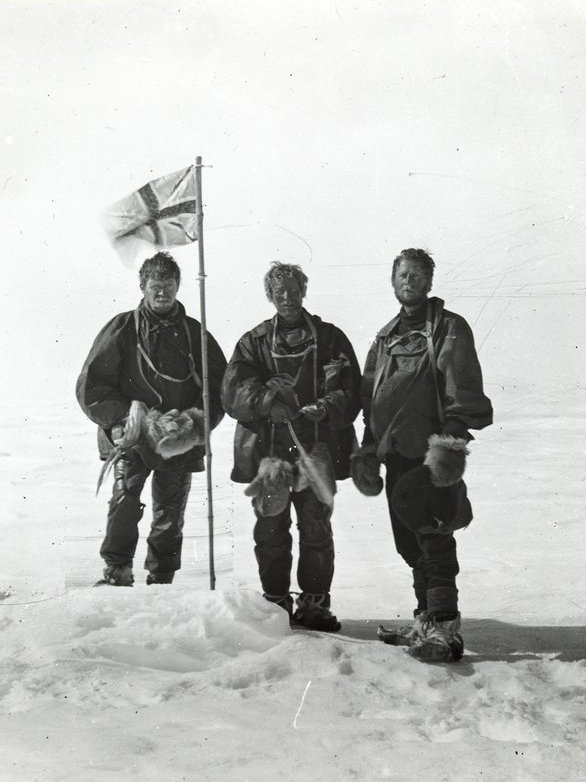
Слева направо: Маккей, Дэвид и Моусон на Южном магнитном полюсе. 72°15′ ю. ш., 155°16′ в. д. 16 января 1909 года

Из-за чрезвычайно тяжёлого пути к концу октября путешественники преодолели по побережью Земли Виктории не более 100 км. Моусон предложил сосредоточиться на научных открытиях и отказаться от рекорда, но Дэвид и Маккей его не поддержали. Тогда Моусон рассчитал, что, если перейти на половинный рацион пищи, можно преодолеть 400 миль по высокогорью и обратно. Решение приняли единогласно. Первые недели пути выявили ещё одну проблему: 51-летний Дэвид в физическом смысле оказался «слабым звеном» команды. Моусон записал в дневнике: «Проф, безусловно, прекрасен для его возраста, но он… не способен тянуть с той же силой, как молодой человек». 2 ноября Северная партия выступила форсировать ледники Норденшельда и Дригальского. Учёные проделывали по 10 миль в день, даже в сильную пургу. Чтобы сэкономить припасы и набраться сил, экспедиционеры питались почти исключительно мясом и салом тюленей, однако резкое сокращение сухарей в рационе привело к приступу диареи у всех троих. Переход тянулся до 9 декабря из-за полей сплошных заструг, напоминавших путешественникам «внезапно замёрзшее бурное море». Профессор Дэвид несколько раз проваливался в трещины, но не пострадал; 11 декабря его вытащил Моусон. В это время геолог менял фотопластинки в камере, сидя в палатке, а Маккей отправился на разведку местности. Профессор Дэвид удержался на руках на краю трещины и дождался помощи.
16 декабря начался подъём на Полярное плато с грузом 670 фунтов. 17 декабря был достигнут чрезвычайно изломанный ледник Ривза, более напоминавший ледяной лабиринт, после чего команда смогла проходить до 17 км ежедневно. С этого же дня начались регулярные магнитные измерения. Рождество отпраздновали на леднике, а в качестве подарка Дэвид и Моусон отдали Маккею запас норвежской осоки (которой набивали меховую обувь) для трубки, поскольку запас табака уже давно иссяк. Несмотря на подъём на высоту 6500 футов (1981 м), поверхность была ровной, позволяя стабильно делать по 10 миль в день. Однако сокращение рациона привело к резкому упадку сил, особенно пострадал профессор Дэвид. Даже когда было решено вернуться к нормальным порциям, чувство голода не ослабевало. Моусон свидетельствовал в дневнике, что они могли думать и говорить только о еде и расписывали друг другу ужины из девяти блюд, которые даст Дэвид в честь своих спутников. Из-за несовершенства приборов приходилось несколько раз повторять 24-часовые циклы наблюдений. Моусон 15 января пришёл к выводу, что полюс переместится к наблюдателям; до вычисленной точки пришлось преодолеть ещё 13 миль. Наконец, 16 января 1909 года Южный магнитный полюс был достигнут на 72°15' ю. ш., 155°16' в. д. на высоте 2210 м над уровнем моря. Моусон наладил автовзвод на фотоаппарате и запечатлел всех троих экспедиционеров. Открытый район по инструкции, данной Шеклтоном, был провозглашён владением Британской империи. Всего неделей ранее такую же церемонию проделала группа Южного полюса.
Несмотря на упадок сил, члены команды магнитного полюса преодолели 250 миль (402 км) обратного пути за 15 дней, назначенных до прихода «Нимрода». Участников похода также сильно раздражало отсутствие чая, из-за чего использовали остатки спитой заварки. 28 января путешественники решили воспользоваться попутным ветром и, используя палаточный тент вместо паруса, преодолели 20 миль; иногда за санями приходилось бежать. Экспедиционеры совершили ошибку, пройдя прямо через ледяной лабиринт, чем довели профессора Дэвида до нервного истощения. 31 января «Нимрод» подошёл к берегу, не приближаясь из-за полосы припая больше, чем на 26 миль. Только 4 февраля, пережив снегопад и падение в трещины морского льда, а также серьёзный конфликт (Маккей призывал «свергнуть старика»), отряд Дэвида вернулся на судно. За время ожидания они успели исследовать ледник Феррара. Перед самым подъёмом на судно Моусон провалился на 18 футов, но уцепился за узкий уступ. Сил Дэвида и Маккея не хватало, чтобы вытянуть его за брошенную верёвку, тогда лейтенант Дэвис велел перебросить через трещину доски, спустился в трещину, обвязал Моусона, и матросы вытащили их наверх.

### Австралия. Новые планы (1909—1910)

Встреча Моусона в Аделаиде в апреле 1909 года

25 марта 1909 года «Нимрод» прибыл в Литтелтон, причём Дэвиду и Моусону удалось сесть на рейсовый лайнер до Сиднея в буквальном смысле через час после швартовки; в Новом Южном Уэльсе они оказались 30-го числа. После возвращения из экспедиции Дэвид пользовался в Австралии гораздо большей популярностью, чем сам Шеклтон; в прессе его даже называли «австралийским Нансеном». В своих публичных выступлениях профессор воздал должное и Моусону, которого назвал «истинным лидером и душой нашей экспедиции к магнитному полюсу». В Аделаиде Моусона встречали на вокзале все преподаватели, около ста студентов университета и множество горожан; по легенде, его несли от поезда до фиакра на руках (в него тоже впряглись люди), а далее препроводили в Норт-террас в главное здание университета, где собралось не менее двухсот студентов. На званом обеде в Брокен-Хилл он познакомился с 17-летней Франсиской Адрианой Дельпрат (ещё её именовали «Пакита»), младшей дочерью крупного магната Гийома Дэниэла Дельпрата. До этого они однажды виделись на спортивном мероприятии; письмо её отцу с просьбой руки дочери Моусон написал на семи страницах. 9 декабря 1909 года Моусон смог отправиться в своё первое путешествие по Европе на рейсовом лайнере «Монголия» вторым классом. В Плимуте он высадился 14 января 1910 года.

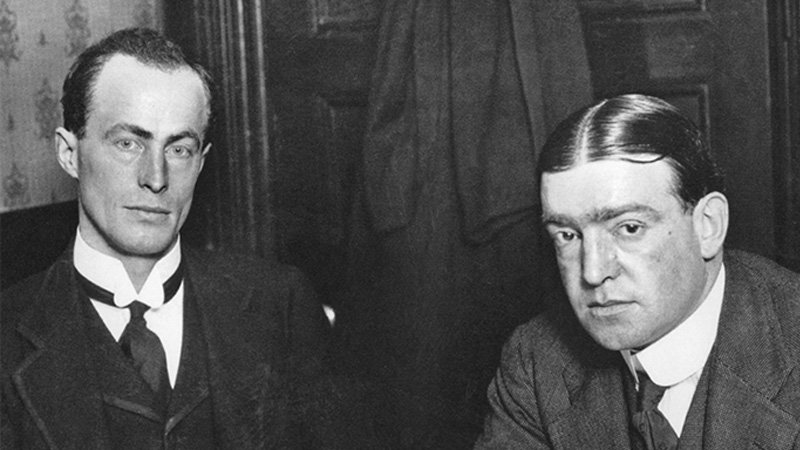
Дуглас Моусон и Эрнест Шеклтон

Благодаря рекомендациям Дэвида, Моусон был тепло встречен в Кембриджском университете. В апреле Моусон взял подряд на геологическое обследование Карпат по границе Венгрии и Буковины, которое заняло шесть недель. Объяснялось это тем, что Шеклтон был не в состоянии выплатить жалованье своим сотрудникам и пригласил Дугласа обозреть потенциальные месторождения золота, в которые намеревался вложиться; Моусона сопровождал товарищ по антарктической экспедиции Энеас Макинтош. Когда переговоры в Будапеште зашли в тупик, Дуглас совершил поездку по Нидерландам, Германии и Скандинавии. В Австралию он вернулся через США и Гавайские острова, совершив тем самым кругосветное путешествие. Вероятно, именно в это время он стал задумываться о комплексном исследовании 2000-мильного побережья Антарктиды, примыкающего к Австралийскому материку. Отчасти эти идеи отрабатывались во время лекций, которые позволяли зарабатывать на жизнь. По воспоминаниям своей невесты, он начинал рассказ в полном полярном облачении и по мере изложения избавлялся от ветрозащитных куртки и брюк, свитеров и прочих слоёв шерсти, наконец, оставшись в смокинге. Едва ли не сразу после высадки во Фримантле он отправил телеграмму Роберту Скотту, который был заинтересован задействовать геолога в собственной экспедиции. Достигнуть взаимопонимания им не удалось: капитан считал, что австралиец нуждается в работе и будет готов на любые условия, а Моусон объяснял, что его планы простираются к западу от мыса Адэр, а вовсе не на Землю Эдуарда VII. Южным полюсом он не интересовался вообще, хотя Скотт сулил хорошее жалованье (800 фунтов стерлингов) и предлагал сразу включить австралийца в полюсную группу. Тем не менее, Моусон ещё раз встречался со Скоттом в присутствии Адриана Уилсона и в результате окончательно решил организовывать собственную экспедицию.
Общались Моусон со Скоттом и в октябре 1910 года, когда капитан прибыл в Австралию улаживать дела. Дуглас был настолько щепетилен, что особо оговорил, что не пытался собирать средств на собственное предприятие, чтобы не создавать Скотту препятствий. Изначальный план Моусона был скромным: пройдя на «Нимроде» на мыс Адэр, провести годичный цикл наблюдений в максимальной близости к Южному магнитному полюсу. Если австралийское правительство выделит средства, можно было нанять геологов и начать обследование побережий. Наконец, в начале 1911 года Моусон был вызван в Австралийскую ассоциацию содействия развитию науки, где было решено поддержать Австралийскую антарктическую экспедицию. Ассоциация выделила 1000 фунтов стерлингов (треть всего бюджета организации) и назначила комитет по разработке плана экспедиции в составе Э. Дэвида, Р. Хендерсона, О. Массона и других. Аделаидский университет предоставил геологу отпуск с сохранением жалованья на весь срок подготовки и проведения экспедиции.

### Австралийская антарктическая экспедиция (1911—1914)

#### Путь к мысу Денисона

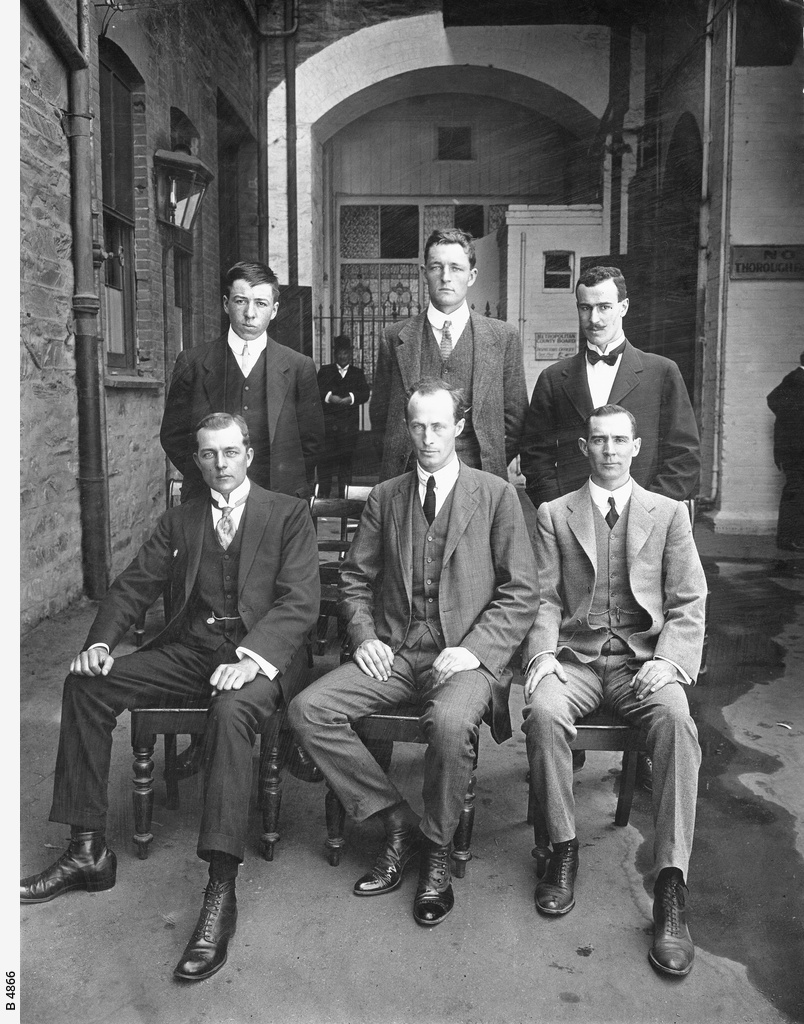
Участники экспедиции в Австралии: стоят (слева направо) Перси Корелл, Сесил Мадиган, Фрэнк Бикертон; сидят Альфред Ходжс, Дуглас Моусон (в центре) и Мортон Мойес. Фото 1911 года

Перед отправлением в Лондон в декабре 1910 года Дуглас Моусон обручился с Пакитой Дельпрат. В организации экспедиции Моусона поддержал Шеклтон, обратившийся с призывом к британцам со страниц газеты Daily Mail, его проект был одобрен Королевским географическим обществом. Издатель Уильям Хайнеманн предложил Моусону 1000 фунтов стерлингов наличными за право публикации книги об экспедиции и 60 % прибыли от её продаж. В апреле 1911 года сотрудником экспедиции стал капитан Дж. Дэвис, который сразу же деятельно включился в подготовку похода. При подготовке научной программы существенную помощь оказали известные исследователи Антарктики — Жан Шарко (рассматривалась перспектива купить его судно «Пуркуа-Па?»), барон Адриен де Жерлаш и Уильям Спирс Брюс, а также князь Монако. Удалось даже встретиться с кайзером Германии Вильгельмом II, который находился тогда в Лондоне. В июле 1911 года Моусон вернулся в Австралию, рассчитывая отплыть уже в конце года. Почти все нужные знакомства и скидки Моусон смог получить через Кэтлин Скотт — жену своего несостоявшегося начальника. Невеста Дугласа — П. Дельпрат — свидетельствовала, что данный промежуток времени был очень тяжёл для Моусона, поскольку он продолжал вести занятия в университете и возить студентов на практику во внутренние районы Южной Австралии, а также вести переписку, следить за закупкой и отправкой провианта и агитировать жителей Австралии и правительственных чиновников. В результате рекламная кампания имела успех, а проводы Моусона в Аделаиде превратились в событие всеобщего значения, на которых председательствовал губернатор штата.
После возвращения Моусона из Европы первоначальный план экспедиции был несколько скорректирован: помимо исследования Антарктиды, было решено основать метеорологическую базу на острове Маккуори, которая должна была также располагать беспроволочным телеграфом, обеспечивая передачу научных результатов антарктической команды. Помимо основной антарктической базы, предстояло высадить, насколько можно западнее, второй и третий отряды. Для нужд антарктических исследований Моусон заказал в Гренландии 49 собак, отбором и доставкой которых занималось Датское географическое общество. По разным причинам живыми до Тасмании добрались 38 животных. Основное снаряжение было складировано в Хобарте и запаковано в 5200 ящиков, каждый весом от 50 до 70 фунтов (28—32 кг). Ящики были маркированы цветными полосами: чёрный для группы острова Маккуори, красный — для группы Моусона, синий — для группы Уайлда и жёлтый — для группы Мерфи. Из-за последующего перераспределения людей и снаряжения возникала путаница.
Перед окончательным отправлением команду приветствовал губернатор Тасмании Гарри Баррон, были получены телеграммы от короля Георга V и королевы-матери Александры, были проведены молебны в кафедральных соборах Сиднея и Хобарта. В 16:00 по местному времени 4 декабря 1911 года яхта «Аврора» — экспедиционное судно — отплыла в Антарктику. 6 января 1912 года «Аврора» подошла к берегам Антарктиды, открытая экипажем бухта получила имя Союза (Коммонуэлт). Моусон, убедившись, что ледовая обстановка крайне неустойчива, а климат сильно отличается от бассейна моря Росса, принял решение вместо трёх береговых отрядов высадить два. 8 января был открыт мыс Денисона; поскольку рядом располагались огромные колонии пингвинов, главную базу решено было строить именно в этом месте. На берег свезли 23 тонны угля, два разобранных дома, магнитную обсерваторию, радиостанцию, запас провианта на два года, аэросани и запас топлива для них. Предстояло как можно скорее отправить партию Уайлда — Западную, причём её база должна была отстоять от мыса Денисона не менее чем на 400 миль.

#### Первая зимовка

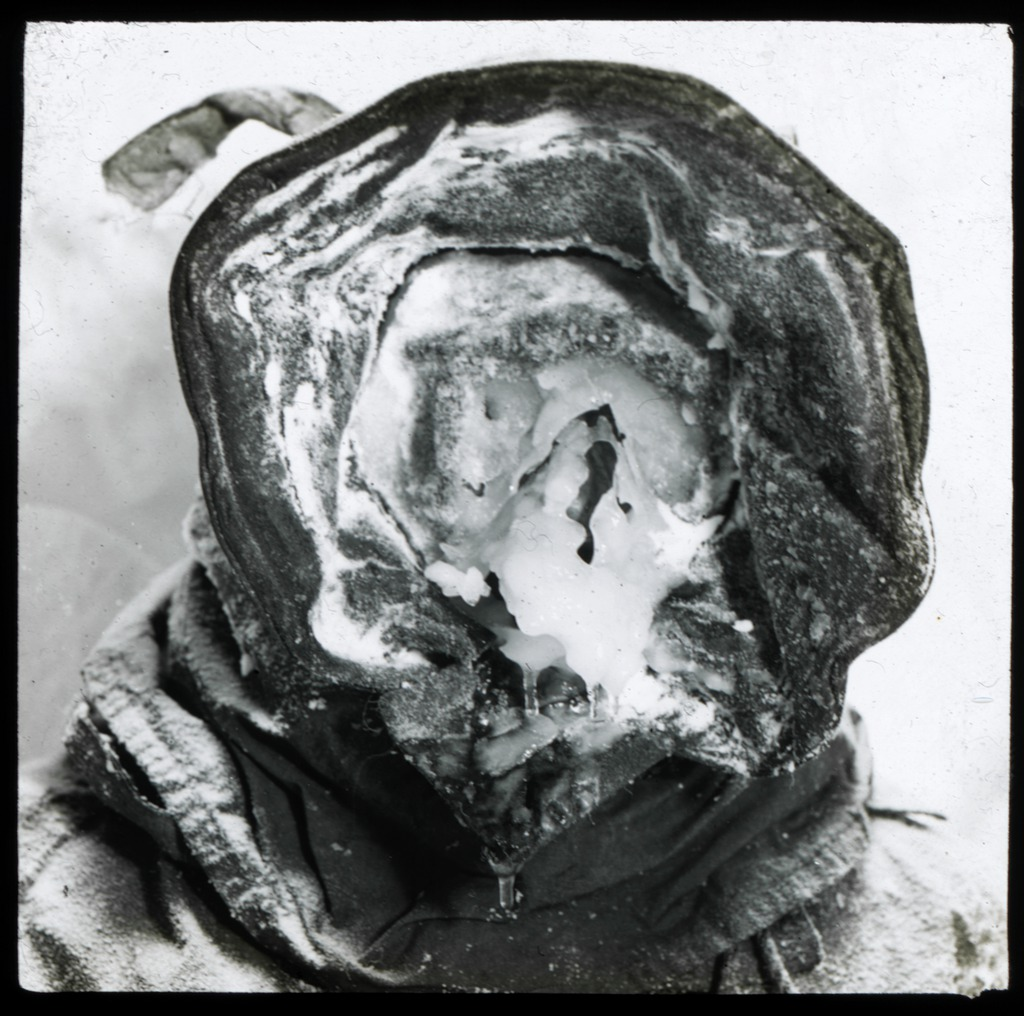
Метеоролог Сесил Мадиган после работ на воздухе во время полярной зимы. Фото Фрэнка Хёрли

Команда на мысе Денисона обосновалась в одном из самых ветреных мест на планете Земля. Ураганный ветер, достигавший 80 миль в час, поднимался едва ли не ежедневно; зимой бывали и ещё более суровые условия — шквалы до 200 миль в час. Надёжную опору давали только альпинистские швейцарские кошки, но они требовали плотной шнуровки поверх тёплых мягких унтов, из-за чего значительно возрастала опасность обморожения ног. Любые работы на воздухе — включая доставку топлива со склада, пресного льда для растопки или метеорологические измерения — были опасны для жизни. Однажды ассистента метеоролога — Ходжмана — снесло ветром, и он в течение двух часов не мог вернуться домой. В сильную метель лицо человека под капюшоном заносило снегом, который от тепла, выделяемого кожей и дыханием, смерзался в маску, как можно видеть на фотографии.

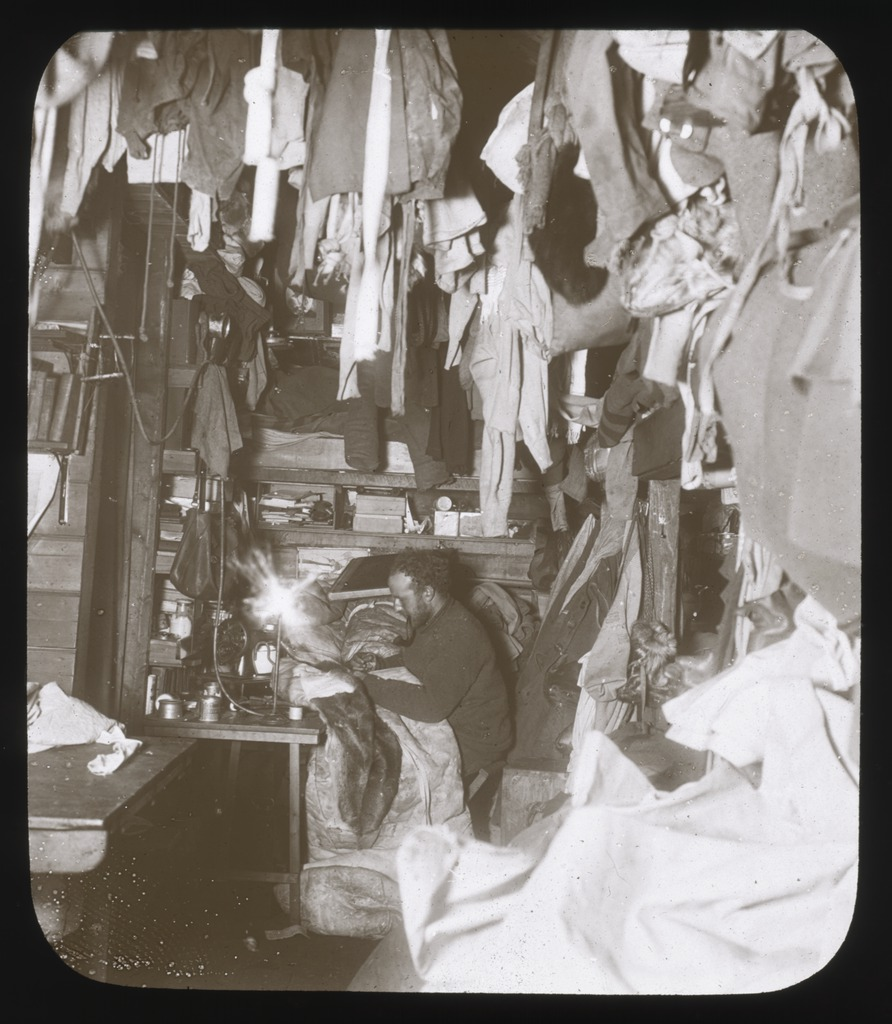
Интерьер хижины на мысе Денисона. Под потолком сушится меховая одежда, работы производятся при свете газовой горелки

Ещё во время морского перехода проявились отчуждённость Моусона от его команды и стремление сохранить дистанцию любой ценой; также он не переносил фамильярности ни в какой форме. При этом никто не сомневался в его профессиональной компетенции: так, он лично выбрал место для базы и спроектировал зимовочный дом. Круглосуточный цикл научных наблюдений стартовал 1 февраля 1911 года. Судя по дневникам членов экспедиции, возникло противостояние между Моусоном и геологом и метеорологом Сесилом Мадиганом. Мадиган не скрывал, что считал себя самым способным членом экспедиции, и ревновал к формальному статусу начальника. Командира он именовал по-латыни Dux Ipse («Сам Начальник» — это было общее обращение к Моусону за глаза) и негодовал, что Моусон старался контролировать работу учёных, одновременно избегая заниматься рутинными измерениями. Отчасти это объяснялось тем, что на зимовке оказалось трое геологов: Стиллуэлл должен был изначально входить в отдельный отряд, а его квалификация совпадала с моусоновской. Начальник отказался от самостоятельных исследований, чтобы не ставить Стиллуэлла в позицию ассистента, и сам по мере сил помогал остальным специалистам. Например, командир был на подхвате у биолога Хантера с работой на драге; кроме того, он писал невесте — П. Дельпрат, что любил физическую работу. Когда оказалось, что бурение морского льда не вызывает энтузиазма у большинства команды, Моусон взял и эту работу на себя.
Моусон, вероятно, не заботился о налаживании человеческих отношений со своими подчинёнными, весь ритм жизни был подстроен под добывание научной информации безотносительно погодных условий или иных трудностей. Моусон не скрывал своего интеллектуального превосходства, а его манеру обращения ассистент Чарльз Лейзерон называл «презрительной»; при этом трудолюбие и целеустремлённость начальника отмечали в своих дневниках все участники команды. 27 июня 1911 года, когда Дуглас заметил, что некоторые члены команды тайком употребляют портвейн, он без колебаний добавил в бутылки слабительное. В личном дневнике Моусон подчёркивал своё экзистенциальное одиночество и сравнивал антарктические условия с «докембрийской Землёй или планетой Марс». Моусон ввёл обычай общего чтения вслух после ужина, особенно предпочитая стихотворения Роберта Сервиса и трактат Марка Аврелия. Во второй половине полярной зимы начался тяжёлый конфликт Моусона с новозеландским врачом Уэттером. Хотя сам начальник не упоминал об этом в дневнике, в записях многих членов экспедиции описаны вспышки гнева. Открытый скандал разразился 3 октября, но большинство участников команды поддержали своего командира.
Ещё на зимовке был разработан рацион питания на время санных экспедиций; припасы были расфасованы на всю команду на 48 недель. Моусон основывался на опыте Шеклтона и высчитал суточную норму твёрдой пищи в 34 унции (963 г) на человека. Рационы упаковывались в хлопчатобумажные мешки из расчёта (по весу) на трёх человек на 7 дней. Часть мешков были сшиты ещё в Австралии невестой Моусона и её матерью — разных цветов, чтобы можно было легко отличить разные виды продуктов.

#### Поход Дальней восточной партии

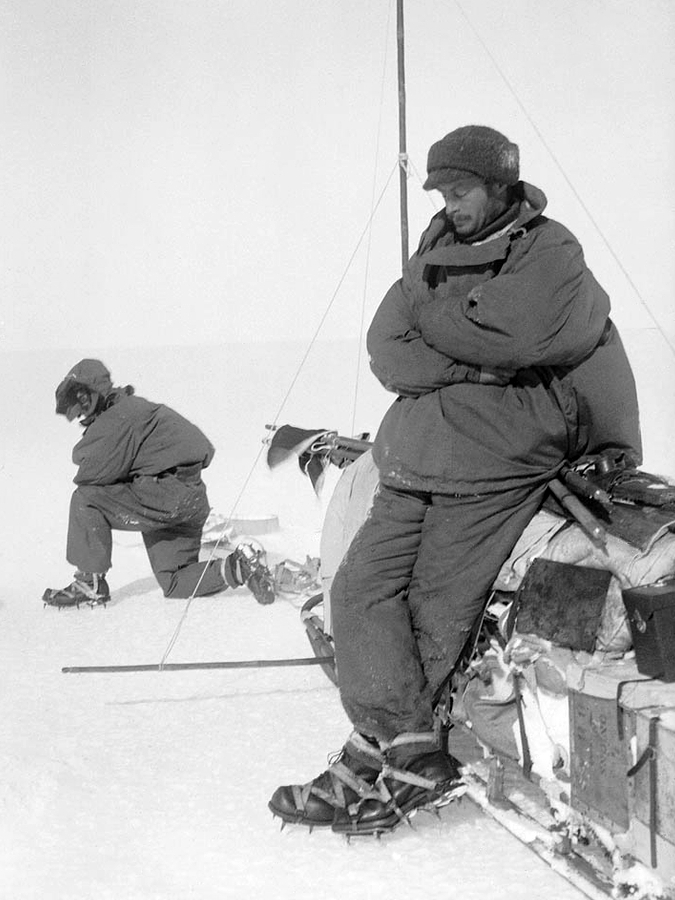
Дуглас Моусон в полярном снаряжении. Фото Ксавье Мерца, возможно, 10 ноября 1912 года

В ноябре 1912 года группа Моусона, лейтенанта Нинниса и швейцарца Мерца (так называемая «Дальняя восточная партия») отправилась через ледники к дальним побережьям для метеорологических и геологических наблюдений. К 18 ноября стихли бураны, дневная температура колебалась от 0 °F до +18 °F (от −17,7 °C до −7,7 °C). Снежная поверхность ледника (впоследствии названного именем швейцарца) позволила Мерцу надеть лыжи. Крутые склоны ледников приводили к постоянным опрокидываниям саней и запутыванию собак в постромках. 14 декабря при +21 °F (−6 °C) и солнечной погоде отряд попал в зону трещин. Мерц пошёл вперёд на лыжах. Моусон не понял знаков, которые он подавал, и спокойно пересёк большую трещину шириной около 11 футов (3,3 м) по снежному мосту. Следовавший за ним Ниннис, управлявший нартами с запасами продовольствия, совершенно бесшумно провалился в трещину вместе с упряжкой. Промеры леской показали, что глубина трещины превышала 150 футов (45 м). Ниннис и собаки не проявляли никаких признаков жизни, а рассмотреть подробности было невозможно даже в полевой бинокль. В 21 час Моусон и Мерц прочитали над краем трещины заупокойную молитву.

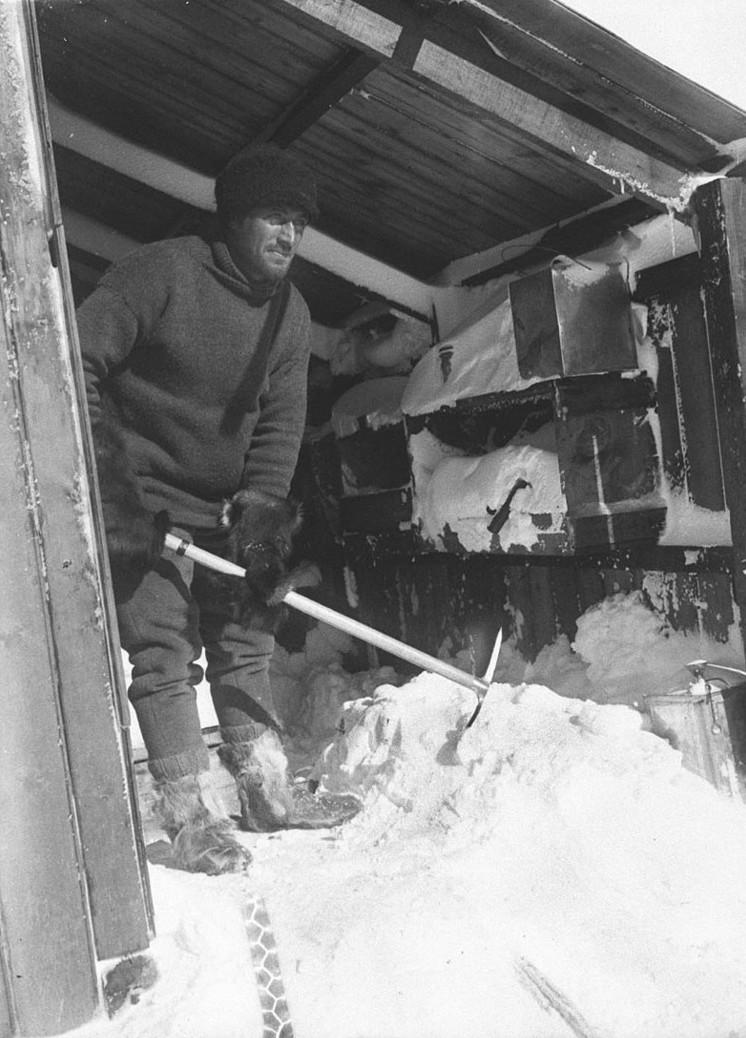
Ксавье Мерц выгребает снег с веранды зимовочного дома. Фото Фрэнка Хёрли

У Мерца и Моусона остались одни сани с запасом провианта на полторы недели только для людей, но для шестерых собак, уже сильно ослабленных походом, пищи не было. На пути Дальняя восточная партия не оставляла промежуточных складов с продуктами, поскольку не собиралась возвращаться тяжёлой ледовой дорогой. Мерц и Моусон решили идти кратчайшим путём до базы — по плато. Погибла и палатка, пришлось сделать некое временное убежище из запасного тента. Ни походная кухня, ни керосин не были потеряны, оставалось убивать слабейших собак. Моральное состояние Моусона и Мерца было очень тяжёлым; судя по их дневникам, полярниками владели чувства отчаяния и недоумения — они не понимали причин катастрофы. Мерц написал: «с немногими оставшимися вещами нам придётся сделать всё возможное, чтобы найти путь назад к зимовью». Дуглас написал просто: «Да поможет нам Бог». Рацион питания упростился донельзя: по воспоминаниям Моусона, собачье мясо было «жёстким, жилистым и не имело никаких следов жира». Поскольку было относительно тепло, переходы продолжались и ночью и длились до 12 часов кряду. Рождество отпраздновали унцией (28 г) сливочного масла и тушёной собачатиной. Дневной рацион состоял обычно из кусочка собачатины, дополненного 1—2 унциями шоколада или изюма и 3—4 унциями смеси пеммикана и галет. Всё это время дул ветер со скоростью 30 миль в час.
В канун Нового года заболел Мерц — он заявил, что собачатина плохо на него действует и что следует питаться обычной пищей. Из расспросов выяснилось, что он испытывает боли в области живота, такие же симптомы чувствовал и Моусон. 3 января Мерц отморозил пальцы на руках. Начальник экспедиции вычислил, что от базы их отделяет всего 100 миль. 7 января Мерц без помощи Моусона даже не мог выбраться из спального мешка. У него начались некие «мозговые припадки», сопровождавшиеся бредом; около восьми вечера учёный впал в буйство и даже сломал бамбуковую стойку палатки. Бред продолжался до полуночи, затем Мерц уснул и тихо скончался около двух часов утра. Физическое состояние Моусона, оставшегося в одиночестве, было плачевным: с 6 января с него стала сходить кожа в местах обморожений, а также в паху и на стопах, чернели и гноились пальцы на ногах, сходили ногти, его мучили сильнейшие боли в желудке. Он сомневался, что сможет даже самостоятельно установить палатку в штормовую погоду, но решительно отверг идею лечь и умереть. 8 января он похоронил в сугробе Мерца, завёрнутого в спальный мешок, и стал готовиться в одиночку добираться до базы. Из куртки Мерца и его вещевого мешка он сшил парус для нарт, а сами нарты распилил пополам.

#### Одиночное возвращение Моусона

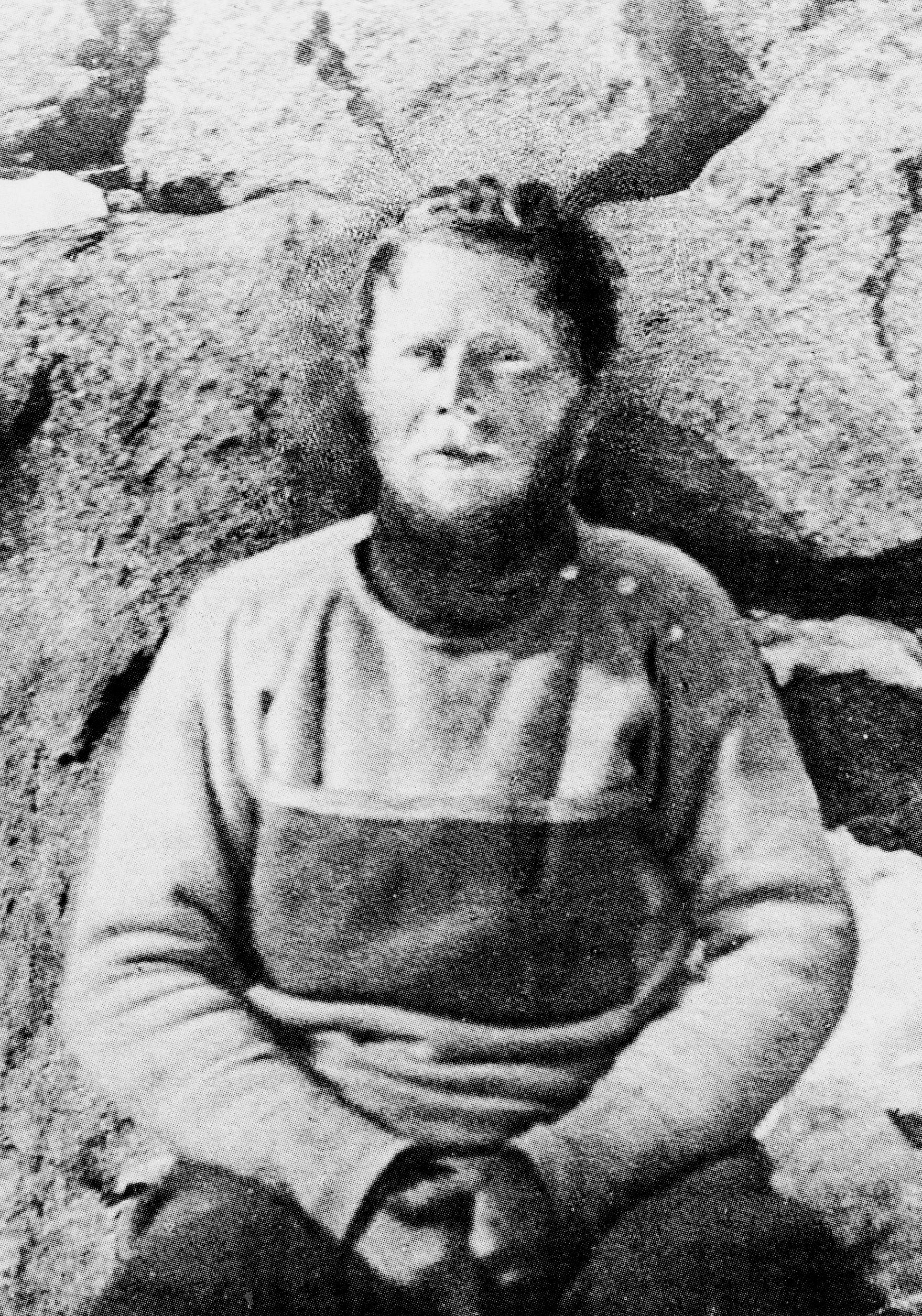
Моусон после возвращения из одиночного похода. 8 февраля 1913 года

После начала похода не было ветров слабее 50 миль в час. У Моусона было достаточно припасов, чтобы дойти до базы: имелись пеммикан, галеты, чай, какао и собачье мясо. Поскольку 10 января была сильная пурга, он воспользовался вынужденным простоем, чтобы проварить оставшуюся у него собачатину; это позволяло в дальнейшем экономить топливо и время на готовку. 11 января у Дугласа сошла кожа со стоп обеих ног, но он приклеил её ланолином, поскольку это уменьшало боль. Перебинтовав ноги, он надел шесть пар носок и меховые унты, поверх которых цеплял альпинистские «кошки», без которых было невозможно передвигаться по льду. 13 и 14 числа Моусон преодолевал по пять миль в день, позволяя себе питаться дважды в сутки. 17 января он прошёл полпути по леднику Мерца и столкнулся с самой серьёзной опасностью за всё время экспедиции: провалился на снежном мосту в ледниковую трещину. Моусон повис на упряжной верёвке длиной 14 футов (4,26 м). Оказалось, что сани упёрлись в ледяной бугор, не дав исследователю погибнуть: дна трещины не было видно. Каким-то образом, несмотря на израненные руки и несколько срывов с края трещины (один раз он вновь повис на всю длину верёвки), Дугласу удалось выбраться из расселины. Сам он утверждал, что это заняло четыре с половиной часа; чтобы подкрепить силы, учёный устроил «гастрономическую оргию». Читая публичные лекции два года спустя, Моусон признался, что испытывал желание выбраться из упряжи и покончить со всем. Остановила его мысль, что он может переломать кости и умирать долго и мучительно. С тех пор он всегда привязывался к верёвочной лестнице, которая осталась на санях.
Когда в 2007 году профессиональный полярный путешественник Тим Джарвис попытался реконструировать 300-мильный путь Моусона в одиночку в формате реалити-шоу, он столкнулся с почти непреодолимыми сложностями. Была сделана и попытка реконструировать, как Моусон выбирался из ледниковой трещины в 14 футов. После того, как Джарвис выбрался в первый раз, было решено повторить эксперимент, поскольку Моусон сорвался, почти выбравшись на край обрыва. Выкарабкаться во второй раз современному исследователю не удалось, и его вытянула съёмочная группа.
Биограф Моусона Филипп Эйрес отмечал, что больше всего его поражало при изучении документов одиночного похода, что Дуглас аккуратно вёл цикл метеорологических наблюдений и чётко фиксировал результаты в журнале. Научные записи не были связаны с дневником. Вероятно, он хотел, чтобы полностью сохранились научные результаты, даже если ему суждено погибнуть. На следующий день после падения в трещину Дуглас писал, что направление ветров в этой местности определяется течением ледника, а сильнейший стоковый ветер наблюдается к полуночи. Далее продолжительность пеших переходов увеличилась, за исключением сильнейшей пурги 24—27 января, державшей исследователя на одном месте. 28 января геолог увидел нунатак Мадигана, от которого до базы оставалось 30 миль. Провианта к тому времени осталось всего два фунта, но уже в полдень 29 января он вышел к снежной пирамиде с флагом, которую оставила группа доктора Маклина. Из записки следовало, что они разминулись всего на несколько часов; однако экспедиционеры оставили продовольственный склад, кроме того, были даны точные координаты двух промежуточных складов с припасами и новости, что Амундсен первым достиг Южного полюса. 1 февраля Моусон добрался до убежища и промежуточного склада для лыжников — так называемой Пещеры Аладдина, где пурга продержала его целую неделю. Хотя до базы оставалось всего пять миль, но дорога была покрыта голым льдом, а физически Моусон крайне ослабел.
Только в 19 часов 8 февраля 1913 года начальник достиг главной базы на мысе Денисона, первым его встретил Бикертон. «Аврора» уже ушла, выгрузив припасы, на зимовке остались Мадиган, Маклин, Бейдж, Ходжман и прибывший из Австралии радист Джеффрис (Дуглас уже был с ним знаком и отказал в месте годом ранее). Они должны были встретить группу Моусона и зазимовать вместе с ними. Необходимость оставаться на вторую зимовку вызвала у людей уныние. Сам начальник экспедиции позднее признавал, что зимовка на мысе Денисона спасла ему жизнь — в том физическом и моральном состоянии, в котором пребывал Моусон после одиночного возвращения, у него не было бы шансов перенести морской переход до Австралии. Судя по дневникам членов команды, отъезжающих на «Авроре», почти никто не ожидал увидеть Моусона и его спутников живыми.

#### Вторая зимовка и возвращение

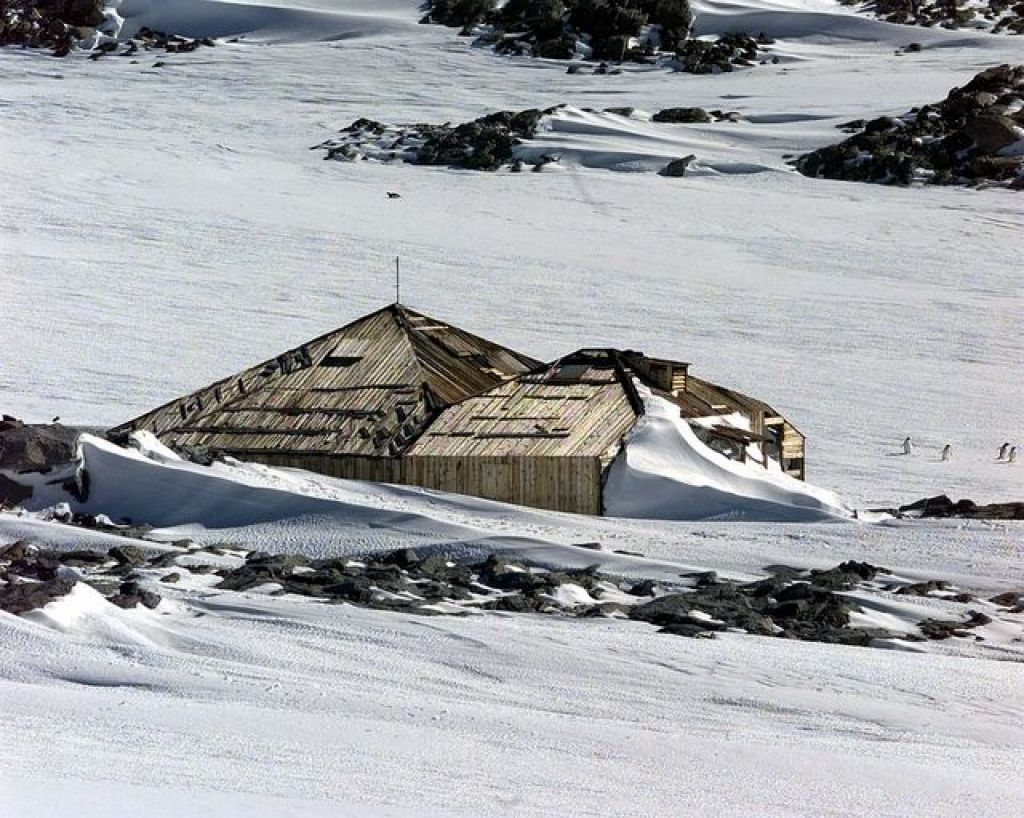
База Моусона на мысе Денисона. Фото 2006 года

Зима в 1913 году наступила очень рано, и, ввиду тяжёлого состояния Моусона, всеми делами занимались Мадиган и
доктор Маклин. Радист Джеффрис установил устойчивую радиосвязь: 23 февраля была отправлена первая радиограмма генерал-губернатору Австралии. В ней испрашивалось позволение назвать вновь открытое побережье в честь короля Георга V. Отдельные телеграммы в тот же день были отправлены родственникам погибших Нинниса и Мерца. Ответные сообщения прибыли в марте. Отношения в команде были сложными. За Моусоном, который очень долго восстанавливался, ухаживал Маклин, который был его главным собеседником. В своём дневнике Мадиган писал, что оставаться в Антарктиде было мучительно для него, но одновременно он чувствовал бы себя дезертиром, если бы покинул мыс Денисона. Сам Моусон лечился от подавленности составлением подробного отчёта об экспедиции. Его дневники и переписка показывали, что он скучал по Паките Дельпрат, но не стал отправлять накопившихся за зиму посланий, поскольку не знал, не расторгла ли она помолвку. Впрочем, получаемые из Австралии по радио послания развеяли все сомнения. Чтобы разнообразить жизнь на зимовке, доктор Маклин в апреле начал издавать журнал «Пурга Адели» (англ. Adelie Blizzard) — первое периодическое издание, официально выпускаемое в Антарктиде. Маклин через радиотелеграфные сообщения связался с Ассоциацией журналистов в Сиднее и был принят в её ряды.
10 июля радист Джеффрис впервые продемонстрировал симптомы острого психоза, его поведение стало непредсказуемым. Он был агрессивен, перестал мыться, стал собирать мочу и хранил её в разных сосудах; обвинял Маклина, что тот тайно исследует эту мочу, и даже потребовал отдать ему яд (который якобы был припасён доктором). В дальнейшем Джеффрис убедил себя, что Мадиган и Бейдж хотят его застрелить. Моусону и Маклину приходилось постоянно быть рядом с ним, причём врач констатировал, что не в состоянии помочь больному. Впрочем, на общем собрании под председательством Моусона 21 июля удалось убедить его мыться и поддерживать видимость социального поведения; однако Джеффрис вынимал из приёмника кристаллы, чтобы никто не мог им воспользоваться в его отсутствие. В сентябре пришлось отстранить его от работы: Джеффрис объявил о заговоре против него всей команды и стал посылать сообщения об этом в Австралию.

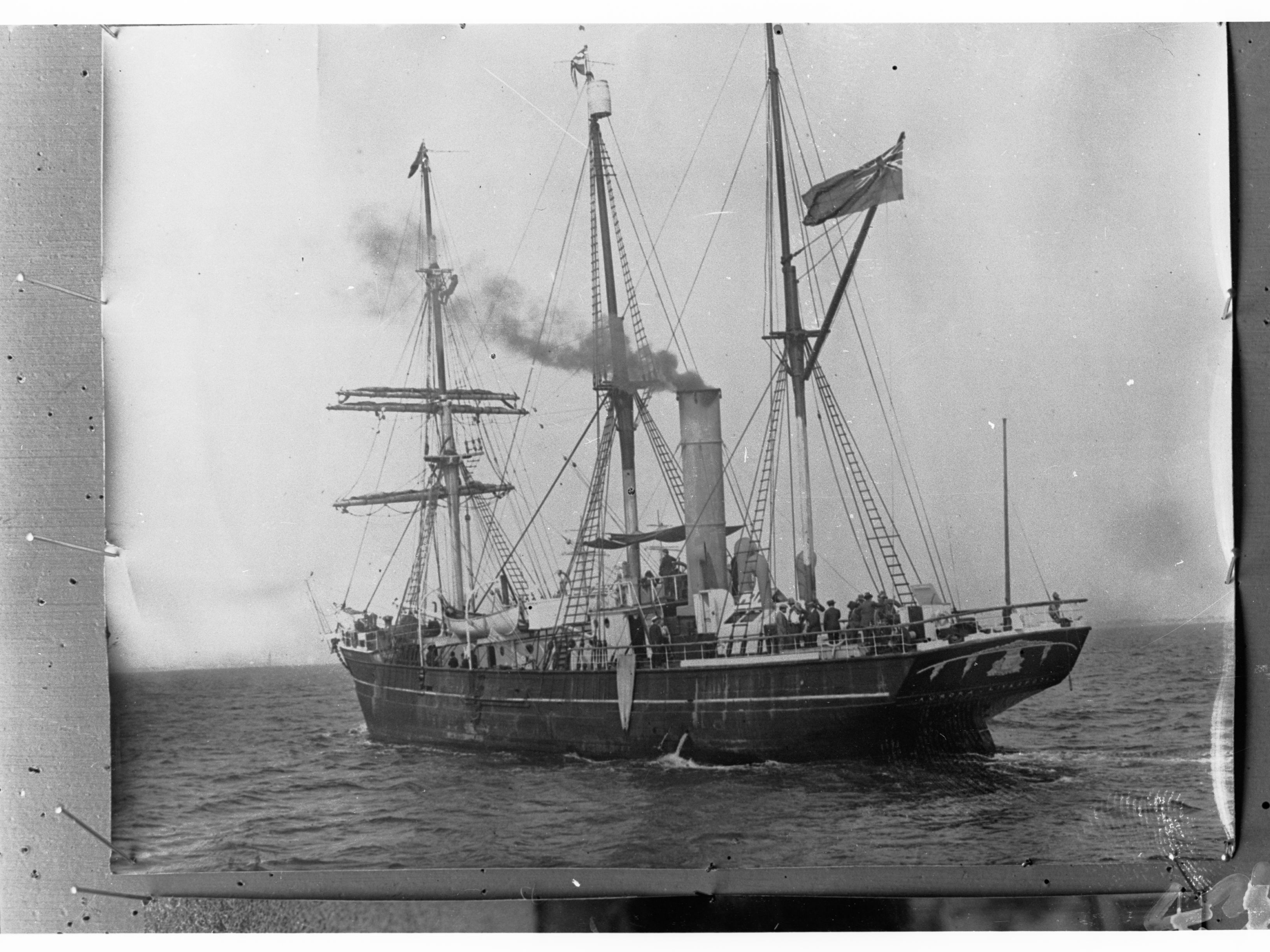
«Аврора» в открытом море

31 октября на базу пришла телеграмма, что выход «Авроры» был намечен на 15 ноября. 23 ноября Моусон, Мадиган и Ходжман предприняли краткую санную экскурсию на гору Мерчисон, чтобы эвакуировать приборы и имущество, оставленные там санными партиями. С собой они впервые взяли самодельный радиоприёмник, чтобы получать известия с базы. Поиски склада на 53-й миле от базы (там были геологические образцы) ни к чему не привели, поскольку он был погребён под толстым слоем снега. Возвращаясь 14 декабря обратно — пурга продержала команду 7 дней в 67 милях от базы, Моусон и товарищи увидели заходящую в бухту «Аврору»:

Два долгих года остались позади — их заслонило прекрасное настоящее. Теперь нам предстоит жить в стране, где нет ни метелей, ни ветров, где выпадает приятный освежающий дождь, где небо неделями остаётся голубым и где воспоминания о прожитом должны будут постепенно изгладиться, как сон — кошмарный сон!
26 февраля 1914 года «Аврора» прибыла в Аделаиду. На берегу членов экспедиции встречал глава Географического общества Южной Австралии, толпа собралась такая, что Моусону приходилось использовать мегафон. Вскоре приветствовать полярников прибыл генерал-губернатор Австралии — барон Томас Денман. В честь полярников были даны два приёма: лордом-мэром Аделаиды и ректором университета. Была получена поздравительная телеграмма от короля. Для самого Моусона самыми важными были высокие оценки, данные его работе Уильямом Брюсом и Эрнестом Шеклтоном. В торжествах не принимал участия Джеффрис: его списали на берег и отправили поездом до Мельбурна. Он вёл себя настолько неадекватно, что его сняли с поезда (не удалось договориться о сопровождающем) и поместили в психиатрическую лечебницу, из которой он никогда не вышел. Моусон переписывался с ним и его сестрой Нормой до 1915 года; Джеффрис в основном был поглощён религиозным бредом, но очень высоко оценивал Моусона как «избранного», которого ведёт Бог.
После обработки всех научных результатов (22 тома научного отчёта были завершены только в 1947 году) оказалось, что шесть санных партий экспедиции Моусона исследовали около 4000 миль (6437 км) разнообразных ландшафтов на Земле Адели, Земле Короля Георга V и Земле Королевы Мэри. В общих чертах были охарактеризованы геологические и ледовые условия в секторе Антарктики от 90° до 155° в. д., морской отряд на «Авроре» исследовал антарктический континентальный шельф. С трёх баз были проведены непрерывные метеорологические наблюдения в течение 18 месяцев подряд, в течение такого же срока фиксировались показатели геомагнитного поля. Экспедиция первой наладила устойчивую регулярную радиосвязь между Антарктидой и Австралией; с острова Маккуори ежедневно передавались сводки погоды в течение двух лет подряд.

## Война и «ревущие двадцатые» (1914—1929)

### После возвращения. Женитьба и награды

Свадьба Моусона и Франсиски Дельпрат 31 марта 1914 года. За женихом — его старший брат Уильям, крайний слева — шафер капитан Дэвис, вверху справа — Эджуорт Дэвид

Во время отъезда Моусона в экспедицию его невеста Франсиска Дельпрат находилась на родине её родителей — в Гааге — и вернулась в Австралию в феврале 1913 года. Ещё в море семья получила радиограмму о гибели Нинниса и Мерца и о том, что Моусон остаётся на вторую зимовку. Основная резиденция Дельпратов была в Мельбурне, однако Франсиска с матерью отправились на встречу команды в Аделаиду, руководствуясь его пожеланием, что он вернётся 26 или 27 февраля, причём оно было высказано за 27 месяцев до их действительной встречи. Свадьба состоялась в Мельбурне 31 марта в церкви Св. Троицы, со стороны жениха присутствовали его старший брат Уильям и научный руководитель Дэвид, прибывшие из Сиднея, а также канцлер университета Аделаиды и капитан Дэвис, служивший шафером. Свадебное путешествие было решено совместить с поездкой в Лондон для отчёта и чтения лекций, в этой поездке новобрачных сопровождали доктор Маклин и капитан Дэвис. Пакита Моусон вспоминала, как по пути в их каюту забрёл кот капитана, а Дуглас вздумал обесцветить его шерсть перекисью водорода. Пока пароход шёл Суэцким каналом, Моусоны посетили Каир, а в Неаполе были приглашены на приём к президенту Географического общества Италии. Издатель Хайнеман опекал Моусонов от самого Марселя. 3 мая в Лондоне австралийцев встречали леди Шеклтон и Ф. Уайлд. Поскольку Моусон превратился в героя национального масштаба, длительная поездка в Великобританию предоставляла огромные репутационные и деловые преимущества, что хорошо понимало университетское начальство. Дугласу был предоставлен очередной длительный отпуск.

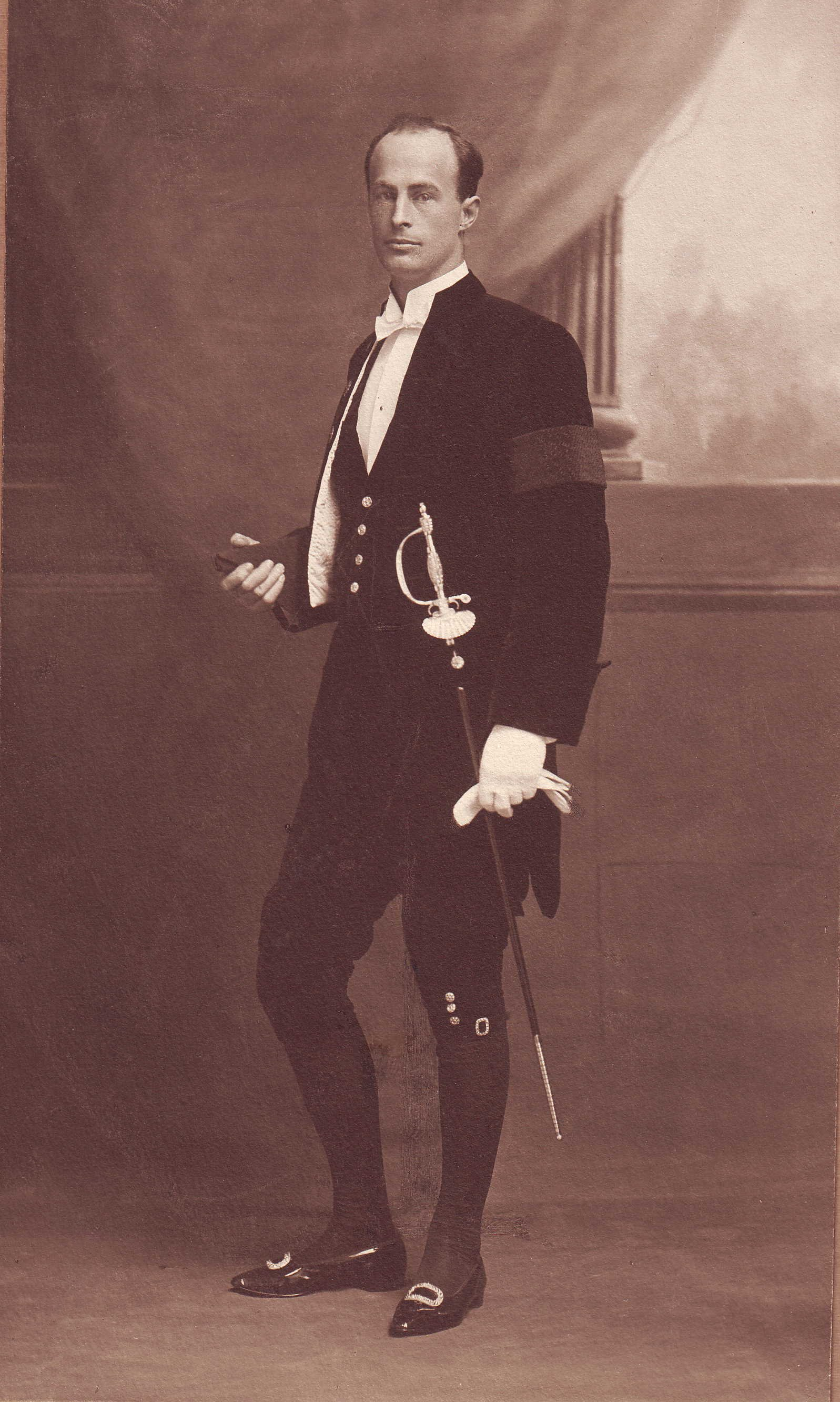
Моусон в одеянии и регалиях рыцаря-бакалавра. Фото 1914 года

Главной задачей Моусона было расплатиться с долгами — экспедиция, бывшая чрезвычайно успешной с научной точки зрения, оказалась катастрофической в финансовом плане. Наиболее срочные долги — из общей суммы 8000 фунтов стерлингов — были покрыты продажей «Авроры» (за 5000 или — по другим данным — за 3200 фунтов стерлингов) Шеклтону для нужд его Трансантарктической экспедиции. Остальную часть долга Моусон рассчитывал покрыть за счёт гонорара за описание путешествия — двухтомную книгу The Home of the Blizzard. Работа над ней шла в квартире в Сент-Джеймс-Корт, которую сняли Моусоны. Признавая, что является неважным писателем, Моусон пригласил в соавторы руководителей экспедиционных партий, от имени которых велось изложение в соответствующих главах. Устные рассказы и дневниковые записи редактировались доктором Маклином, которому Моусон заплатил за это 300 фунтов стерлингов (29 000 в ценах 2017 года) — сумму, равную его гонорару за участие в экспедиции. The Home of the Blizzard вышла в 1915 году тиражом 3500 экземпляров.
Дуглас Моусон и его жена пользовались популярностью в высшем свете Лондона. 13 мая они удостоились королевской аудиенции в Букингемском дворце, 22 мая Моусон был приглашён на официальный обед, который давал министр по делам Австралии Рид. Дуглас Моусон также был удостоен приватной аудиенции у королевы Александры и её сестры — русской императрицы. Исследователь прочёл серию лекций не только о своей экспедиции, но и о гибели Роберта Скотта, чья вдова — Кэтлин Скотт — в знак признательности пожертвовала в фонд Австралийской экспедиции 1000 фунтов стерлингов. 9 июня 1914 года Моусон сделал официальный доклад в Королевском географическом обществе, на котором присутствовали Шеклтон и множество сотрудников Моусона, бывших тогда в столице. Был там и Бельграв Ниннис-старший — отец одного из двух погибших участников Дальней восточной партии. Пакита Моусон впоследствии вспоминала о признании матери Нинниса после известий о разгроме его полка во Франции: «Почему-то смерть в ледяной расселине казалась более подходящей его юности, чем в бойне в грязи Фландрии». 29 июня Дуглас Моусон был официально возведён в рыцарское звание, имея 32 года от роду. Досуг был заполнен посещением театров: чета Моусонов могла оценить искусство Карузо в «Ковент Гардене», Шаляпина в «Куинс-холле» и первоначальную постановку «Пигмалиона» Шоу (со Стеллой Кэмпбелл в роли Элизы) в Театре Её Величества.

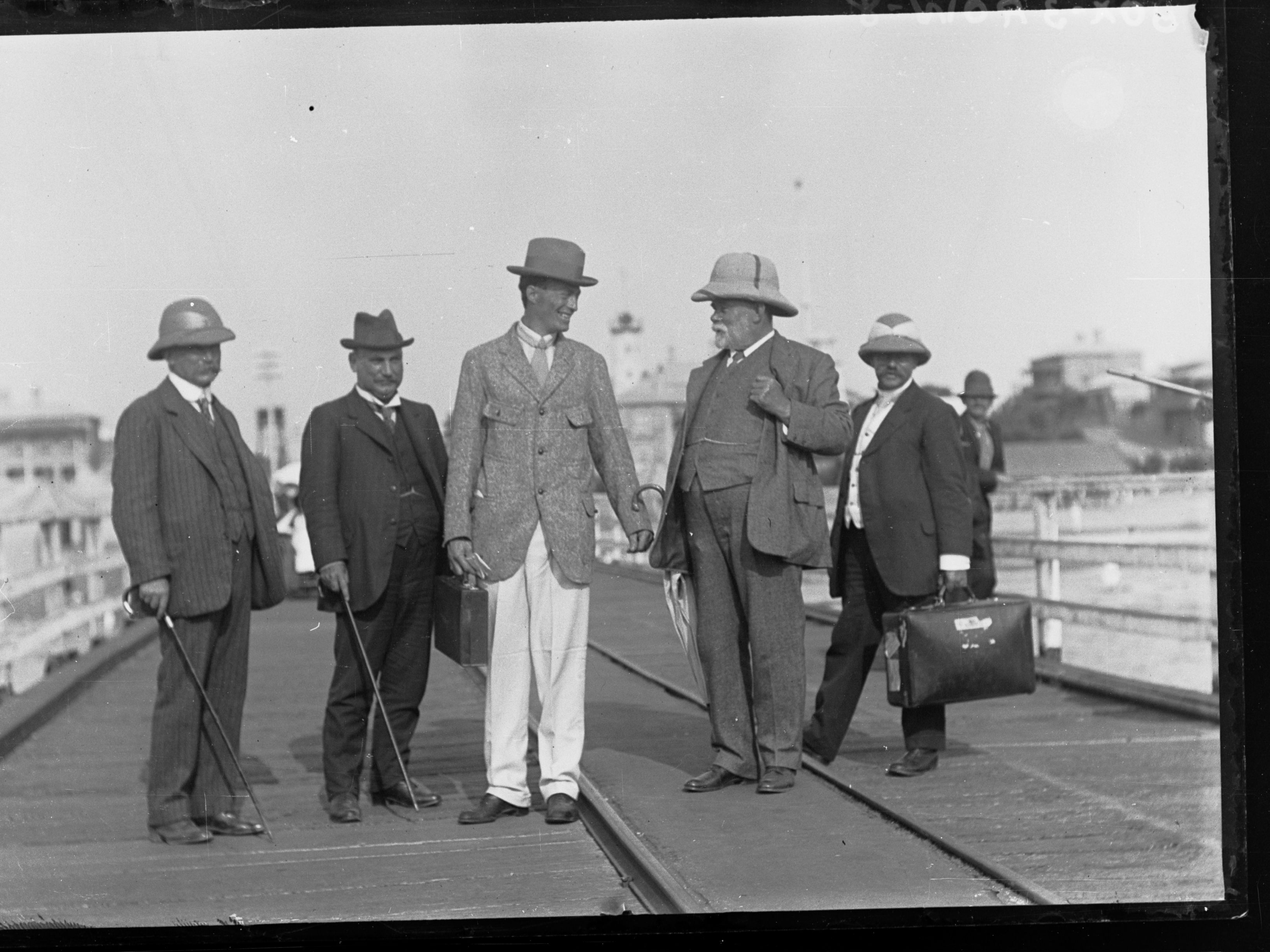
Дуглас Моусон на пристани в Аделаиде в 1914 году

В июле 1914 года Моусоны побывали у родни Пакиты в Голландии, а далее посетили семью Мерца в Базеле, у которых пробыли целый день. Проезжая в Тулон, они видели военные приготовления. Известия о начале войны были получены Моусонами, когда их пароход на пути в Австралию достиг Адена. Для Дугласа это в первую очередь означало финансовые трудности. Вдобавок прокат документальных фильмов Хёрли был отложен из-за конкуренции продукции Герберта Понтинга из экспедиции Скотта; при этом монтировать фильмы пришлось самому Моусону. Сразу после возвращения на родину пришлось устраивать лекционный тур в Новую Зеландию, а далее и в США (Моусон отплыл туда 2 января 1915 года), где должна была выйти книга об экспедиции. Долг, висящий на Дугласе, по-прежнему составлял 5000 фунтов стерлингов. Беременная миссис Моусон вернулась в родительский дом, где шесть недель спустя появилась на свет их дочь Патриция. Моусон скучал по семье, и на него угнетающе действовали воспоминания об экспедиции, которые он был вынужден поверять публике на лекциях. Он подписал новый контракт на выступления дважды в день, что ухудшило его самочувствие. Торжественные приёмы у Адольфа Грили, Роберта Пири и изобретателя телефона Белла не улучшили ситуации; вдобавок изнурительные выступления не способствовали продажам книги. Хайнеман прислал для американского рынка ничтожное число экземпляров без шансов получить новые в условиях военного дефицита. Пришлось продолжить лекционное турне в Канаде, что позволило выручить 400 фунтов стерлингов сверх ожидаемого. 24 марта 1915 года Моусона наградили Золотой медалью основателей Королевского географического общества.

### Первая мировая война

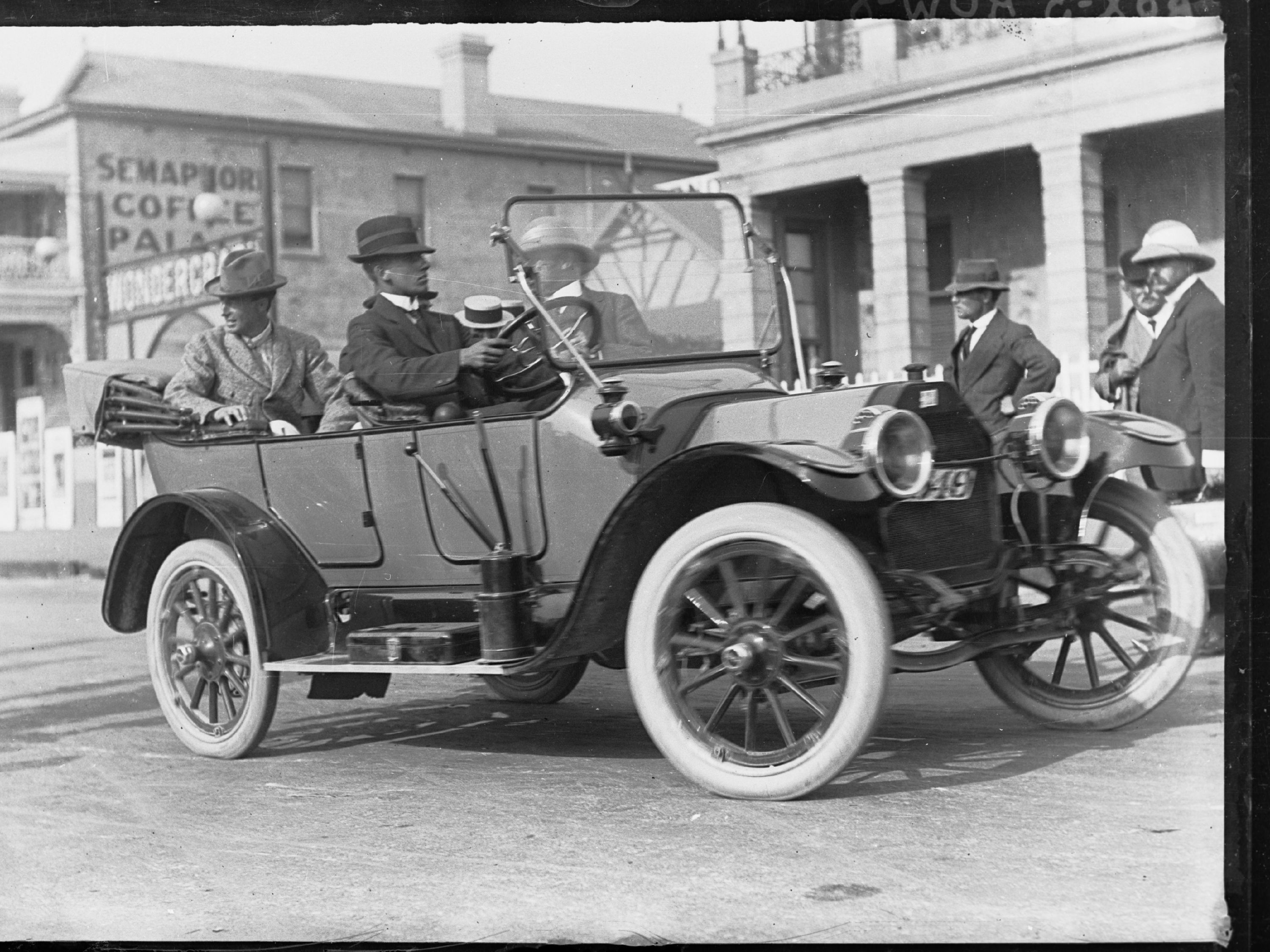
Моусон в автомобиле

Проработав полгода в университете, в 1915 году Моусон счёл своим долгом способствовать победе Великобритании и доминионов в войне, особенно после того, как его коллега Роберт Бейдж был убит под Галлиполи. 9 сентября он написал в Департамент обороны Австралийского Союза и получил ответ 10 ноября, с предложением возглавить представительство австралийской армии в Рабауле. Леди Хелен Манро-Фергюсон, супруга генерал-губернатора Австралии, предложила полярнику стать представителем Красного Креста в Египте, однако Моусон хотел использовать свою научную квалификацию. Канцлер Аделаидского университета издал специальное постановление, что «научные результаты Антарктической экспедиции будут потеряны для мира, если их редактированием не будет заниматься Дуглас Моусон». В апреле 1916 года Моусон через США выехал в Лондон; попутно он проверил, как идёт демонстрация диапозитивов об экспедиции, поскольку импресарио Ли Кидик организовал их показ в американских средних школах. Прибытие австралийца совпало с собранием конференции для организации помощи Шеклтону, который пропал вместе со своей Имперской трансантарктической экспедицией. 10 мая (в этот день Моусон прибыл в Лондон) было получено указание Адмиралтейства разворачивать спасательные операции одновременно в Море Уэдделла и Море Росса, где действовали отряды экспедиции. 19 мая рекомендации Моусона были представлены, он оценил бюджет операции примерно в 45 000 фунтов стерлингов. Остальные члены комитета заложили сумму в 65 000 фунтов, а руководить операциями должны были Уильям Брюс и капитан Джон Дэвис. Моусон писал жене, что в «Антарктиде разбирается лучше, чем в войне», вдобавок Адмиралтейство предложило ему жалованье в 500 фунтов стерлингов, если он пойдёт добровольцем.
В конце концов Дугласа Моусона устроили в Комиссию по боеприпасам, которая должна была контролировать отгрузки взрывчатки и химического оружия, поставляемого союзникам. Моусону даже временно присвоили капитанское звание, фактически это была синекура. Обязанности чиновника раздражали учёного, особенно по контрасту с общением с Эрнестом Резерфордом и президентом Королевского общества Дж. Томсоном; как минимум один раз он встречался и с Фритьофом Нансеном. В ноябре 1916 года к нему приехала жена, оставив дочь на попечении своих родителей. Моусон настолько устал от неразберихи и невостребованности, что намеревался вернуться в Аделаиду. В том же ноябре 1916 года оказалось, что фирме «Виккерс» не выплачены 955 фунтов стерлингов за самолёт, поставленный когда-то для Антарктической экспедиции. Впрочем, довольно скоро Моусона устроили в Министерство вооружений для координации поставок в Россию; вдобавок Моусону было поручено написать рекомендации по технологии взрывчатки и отравляющих газов, чтобы русская военная промышленность могла наладить собственные производства. Дуглас занимался технологией изготовления компонентов фосгена, нитроглицерина и хлора; планировалось даже отправить его в Россию (чего он, судя по переписке, не желал), но начавшаяся в 1917 году революция перечеркнула все проекты. 28 октября 1917 года в Лондоне родилась вторая его с Пакитой дочь — Джессика. К 1918 году Моусон получил временное звание майора и возглавил Секцию взрывчатых веществ и химического оружия министерства. Наконец, в апреле 1919 года Моусон и его научный руководитель — подполковник Дэвид — вместе с семьями вернулись в Австралию на борту транспорта «Еврипид». Пакита Моусон вспоминала, что у них было 52 единицы багажа — из Лондона в Австралию везли мебель, детали обстановки, детскую одежду и игрушки и прочее.

### Профессор геологии

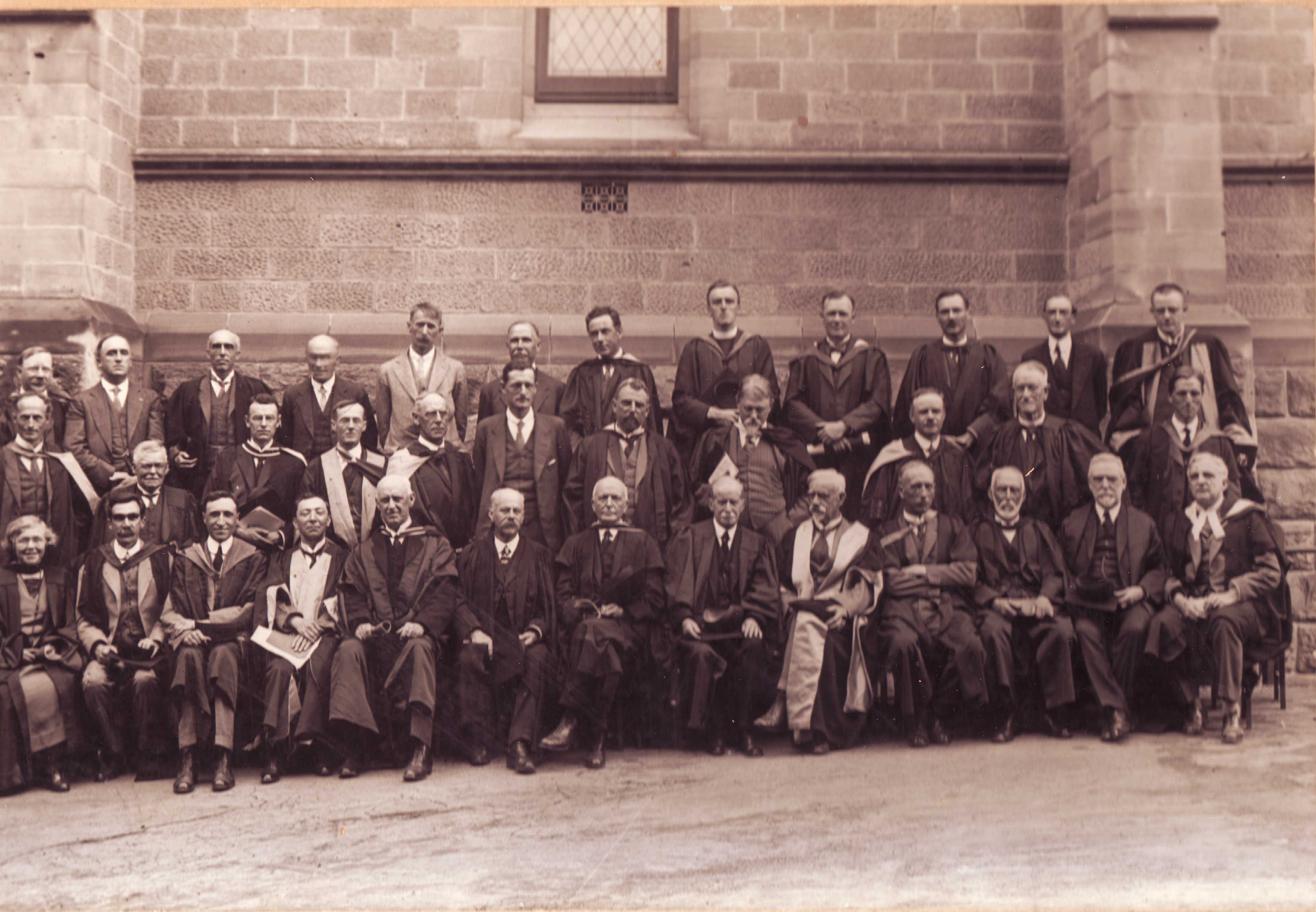
Преподаватели Аделаидского университета в 1923 году. Моусон — первый слева в среднем ряду, шестой в том же ряду Сесил Мадиган

По пути домой Моусон составлял доклад премьер-министру У. Хьюзу о введении в Австралии метрической системы. Пакита с двумя дочерьми осталась в Мельбурне, тогда как Дугласу нужно было восстанавливать положение в университете и решать вопросы с изданием отчёта Австралийской экспедиции: в 1916 году вышло два тома, к 1919 году было подготовлено ещё 17, но из-за дефицита средств их печатание откладывалось на неопределённый срок. Правительство Нового Южного Уэльса соглашалось предоставить грант в 5000 фунтов в обмен на все материалы и снаряжение экспедиции, включая личные дневники и фотографии. Кроме того, исследователя в 1920 году избрали президентом географического отделения Австралийской ассоциации развития науки; в 1926 году он занял пост главы отделения геологии этой же ассоциации. Моусон приступил к постройке семейного дома в приморском пригороде Аделаиды — Брайтоне, в семи милях от центра города. Участок в 2½ акра принадлежал отцу Пакиты Моусон и ещё в 1909 году был засажен абрикосовым садом. В своё время Дугласу предлагали кафедру геологии в Манчестерском университете со значительным повышением жалованья; ему также неофициально предложили место в Ливерпуле. Ещё в 1916 году место почётного профессора геологии в Аделаиде было отдано 74-летнему Уолтеру Хоучину. Собственную кафедру Моусон получил только в 1921 году, но считал, что должен университету, руководство которого годами терпело его отлучки. Основной заработок ему приносили каталогизация коллекций Музея Южной Австралии и работа в Бюро промышленности и естественных наук Южной Австралии.
Заняв кафедру, Дуглас Моусон не изменил своего образа жизни. На заработанные деньги он приобрёл несколько участков земли (первым был 187-акровый участок в Куитпо, что обошлось в 498 фунтов стерлингов), которые сдавал в аренду овцеводам; при доме в Брайтоне было собственное хозяйство с курами, кроликами и фруктовым садом, который приходилось орошать. Долгое время семейство Моусонов не имело автомобиля, затем была приобретена «Жестянка Лиззи». В летние каникулы 1922—1923 годов (лето в Южном полушарии соответствует европейскому Рождеству) Моусон ездил в Новую Зеландию выбирать хвойные деревья для акклиматизации в Австралии, поскольку он хотел засадить несколько своих участков лесом. Из-за опоздания парохода, на котором он должен был вернуться, Моусон решил взойти на ледник Мюллера (Южный остров) высотой более 8000 футов. Спутником его стал новозеландский министр общественных работ Г. Коутс, а само предприятие заняло более трёх суток. В дальнейшем рента от вложений в лесное хозяйство и мельницу составляла значительную часть доходов семейства Моусонов. Дуглас был основателем, владельцем и директором компании South Australian Hardwoods, которая являлась производителем твёрдой древесины и разнообразных изделий из неё, причём значительная часть продукции поставлялась государству.
На посту заведующего кафедрой Моусон смог создать эффективный преподавательский и научный коллектив, в который в 1922 году влился и Сесил Мадиган — бывший спутник и соперник по Австралийской антарктической экспедиции. Они работали вместе почти два десятилетия, в 1927 году совершили совместную экспедицию в горы Центральной Австралии, но отношения было трудно назвать дружескими. В 1923 году Моусона избрали членом Королевского общества в Лондоне — за его геологические работы на Новых Гебридах, Барьерном хребте Австралии и в Антарктиде. При этом Дуглас был до конца жизни освобождён от членских взносов, достигавших 75 фунтов стерлингов в год. В 1923—1924 годах Моусон избирался президентом Королевского общества Нового Южного Уэльса.

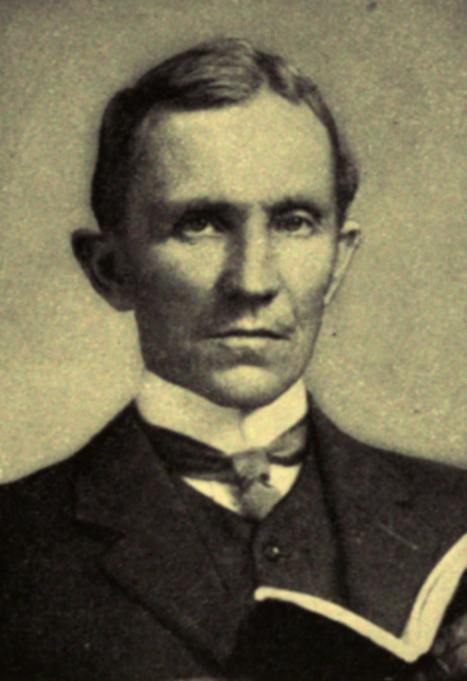
Эджуорт Дэвид в 1922 году

В 1924 году произошла скандальная история с замещением кафедры в Сиднейском университете — самом престижном в Австралии. Возглавлявший её Эджуорт Дэвид собирался в отставку и считал своим преемником Лео Коттона, который также участвовал в экспедиции на «Нимроде» (в морской её части) и длительное время замещал своего шефа во время его экспедиций и службы во время войны. В июле 1924 года интерес к конкурсу проявил и Моусон, что привело в замешательство комитет по назначениям, главой которого также был Дэвид. При этом Моусон официально отказался подавать заявку, поскольку в академическом мире учёного такого уровня известности приглашала сама организация, особенно в ситуации, когда была альтернатива в виде «внутреннего» кандидата. В ноябре история выплеснулась на страницы газет, дошла до канцлера университета, и профессор Дэвид официально попросил Моусона пересмотреть своё решение. В ответ его бывший студент заявил, что подаст заявку, но с условием, что не займёт должности до окончания 1925 года. 22 декабря 1924 года прошло заседание сената (университетского совета), на котором за Коттона было отдано 10 голосов, а за Моусона — 8; в итоге Лео Коттон получил профессорскую кафедру. Эта история даже не привела к разрыву отношений между Моусоном и Дэвидом, хотя до марта 1925 года они общались намного реже, чем обычно. Далее М. Маккалум, вице-канцлер Сиднейского университета, предложил Моусону занять его место после грядущей в 1926 году отставки. В начале 1926 года комитет по назначениям Сиднейского университета официально уведомил, что Британский имперский университетский совет (Imperial Inter-Universities Board) утвердил список кандидатов на должность вице-канцлера, в котором Дуглас Моусон стоял на первом месте. Его отказ вызвал известное замешательство университетского начальства, но причины стали яснее намного позднее. Как писал Бо Риффенберг: «Вице-канцлер первого из университетов Австралийского союза не мог бросить своего поста ради очередной экспедиции, но это было доступно простому профессору из Аделаиды».
В 1926 году чета Моусонов совершила длительную поездку за пределы Австралии. В Йоханнесбурге Моусон спускался в шахту по добыче золота, а в Кимберли — в алмазную трубку. Пакита Моусон писала, что, хотя была дочерью горного магната, сама она в первый раз жизни спустилась в забой. Пребывание в Кейптауне продлилось три недели: сестра Пакиты — Мэри — была замужем за генеральным консулом Нидерландов в ЮАС. Далее миссис Моусон посетила родственников в Голландии и ездила в Париж, а Дуглас Моусон готовился к лекционному турне в США, которое было организовано Ли Кидиком. Собранные средства были необходимы для продолжения публикации научных результатов антарктической экспедиции. Эта поездка охватывала все крупнейшие города от Нью-Йорка до Сан-Франциско. На родине ведомство образования Южной Австралии рекомендовало музеям и библиотекам штата приобретать тома «Научных результатов» Австралийской антарктической экспедиции.

## Британо-австрало-новозеландская антарктическая экспедиция (1929—1931)

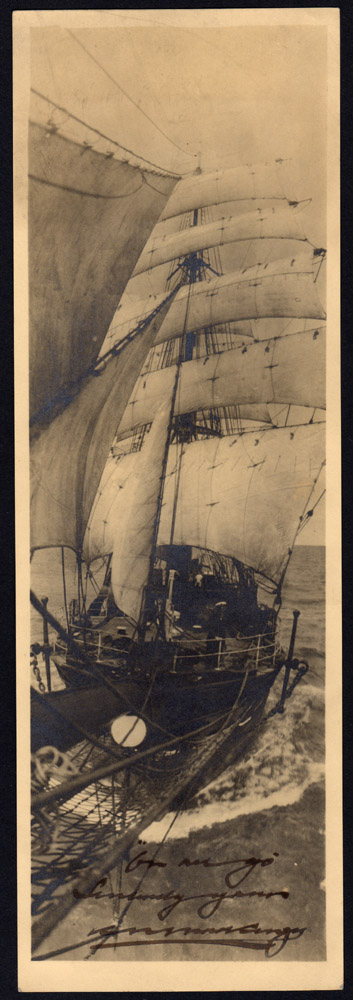
«Дискавери» под парусами. Вид с бушприта. Фото Фрэнка Хёрли

### Наука и политика
По мнению Бо Риффенберга, исходным мотивом для новой антарктической экспедиции Моусона стала концессия, полученная в 1923 году Карлом Ларсеном и Магнусом Коновом, на добычу китообразных в Море Росса. Концессия была заключена на 21 год с правом ежегодного промысла двум китобойным базам с десятью китобоями-охотниками. Британское правительство отреагировало на это провозглашением Территории Росса с передачей её под управление Новой Зеландии. Моусон в этой ситуации выступил за утверждение британского суверенитета над Австралийским сектором Антарктиды, который он выделял между 90° и 160° в. д. Являясь противником зверобойного промысла на острове Маккуори, Моусон считал, что и ресурсы Антарктики требуют контроля, оценки и научного управления. Активные действия в политической сфере позволили бы профессору продолжить работы, начатые в Австралийской экспедиции. Его активно поддержали капитан Джон Дэвис и Фрэнк Дебенхэм. Главный аргумент был следующий: расширение норвежского китобойного промысла может повлечь за собой аннексию тех антарктических побережий, вдоль которых он ведётся. Норвежские промышленники были недовольны высокими квотами на отлов китообразных и размерами концессионных платежей, хотя их работа велась вне территориальных вод Великобритании, Австралии и Новой Зеландии. Лишь намного позже стало известно, что Правительство Его Величества в 1920 году запланировало установление контроля надо всей Антарктидой, о чём были конфиденциально уведомлены руководители доминионов (но не Моусон). После установления в 1924 году французского суверенитета над Кергеленом Моусон обратился к премьер-министру Брюсу, настаивая на том, что Австралия должна оспорить эти действия. На Имперской конференции 1926 года было рекомендовано аннексировать семь антарктических регионов, которые входили в зону, исследованную экспедицией Моусона. Консультативный Антарктический комитет (в его состав были включены Моусон и Дэвис) рекомендовал Австралийскому Союзу в 1927 году отправить экспедицию для научных исследований и официального принятия территорий во владение. Было решено, что данная миссия потребует два сезона, начальником экспедиции назначался Моусон, экспедиционным судном должен был стать старый барк Роберта Скотта «Дискавери» — единственный на тот момент специализированный полярный корабль, находившийся в строю.
Поскольку правительства Австралии и Великобритании не желали нести бремя расходов на политизированную экспедицию, 22 января 1928 года Моусон сделал в Хобарте громкое заявление о необходимости аннексии антарктических территорий, которое было подхвачено прессой и широко освещалось по всей Австралии. Заявление приобрело огромный резонанс, поскольку на следующий день король Норвегии провозгласил суверенитет над островом Буве, который также входил в список британских притязаний. В марте Моусон отправился в Лондон, причём его главной целью стал проект гидроэлектростанции в Новой Зеландии на озере Манапоури. В результате значительную часть времени профессор потратил не на лоббирование своей экспедиции и аренду «Дискавери», а на составление сметы и деталей нового гидротехнического комплекса и возникающего на его базе промышленного кластера по производству алюминия и азотных удобрений. Тем не менее, реализовать проект не удалось, как из-за конкуренции фирм США, так и из-за начавшейся Великой депрессии. Примечательный эпизод описывала супруга учёного — леди Пакита Моусон: в Лондоне Дуглас побывал на одном из первых представлений звуковых фильмов и писал, что в будущем это освободит учёных от чтения лекций для научной работы и полевых исследований. В политическом плане к ноябрю 1928 года удалось добиться договора с Норвегией: в обмен на признание Буве норвежской территорией скандинавское королевство не претендовало на земли, упомянутые в резолюции Имперской конференции. Подвижки начались только после известий о новой экспедиции Ларса Кристенсена, которая могла завершиться новыми захватами. В начале 1929 года изначальная экспедиция была официально разрешена, и Моусон был признан её главой. Её организацией занимались три страны, включая Новую Зеландию. В числе претендентов на участие были геолог Вивиан Фукс и известный полярник Вильялмур Стефанссон. В мае 1929 года Моусон вернулся в Австралию и работал в обычном режиме до октября, когда должен был взойти на борт «Дискавери» в Кейптауне.

### Подготовка

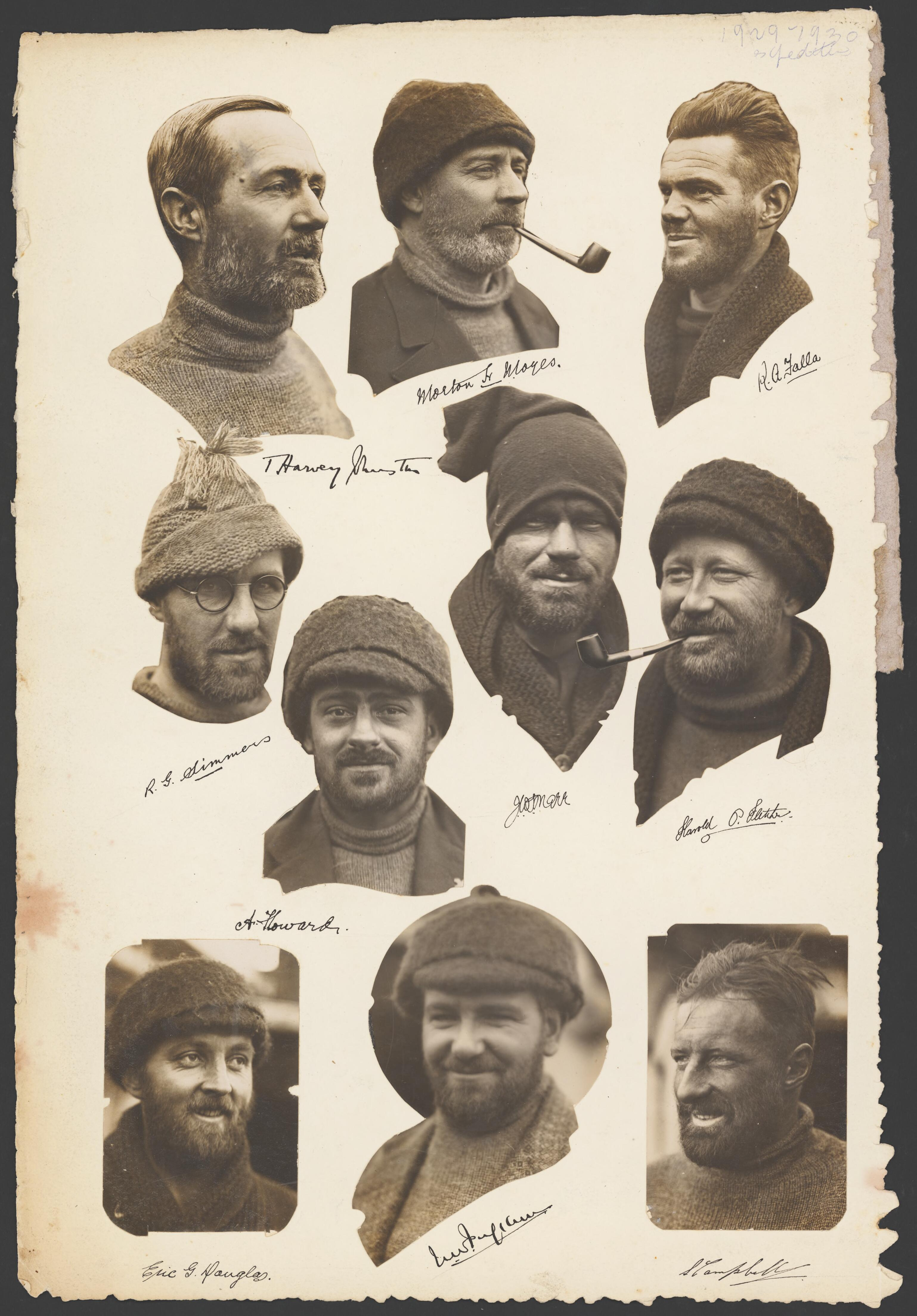
Научная команда Британо-австрало-новозеландской антарктической экспедиции. Коллаж Фрэнка Хёрли

Полярный барк «Дискавери» в то время находился на балансе Фолклендских островов и использовался для разведки китовых стад и гидрографических работ в Южной Атлантике. Решением британского правительства судно было предоставлено безвозмездно, с условием, что этим вклад Великобритании в экспедицию (её сокращённо называли BANZARE) ограничится, а прочее финансирование будет обеспечено доминионами — Австралией и Новой Зеландией. Главными спонсорами выступили, во-первых, фабрикант-кондитер Макферсон Робертсон и, во-вторых, медиамагнат Уильям Рэндольф Херст. Австралийский кондитер-филантроп первоначально пожертвовал 10 000 фунтов стерлингов, но затем покрыл расходы, последовавшие за увеличением бюджета. Херст приобрёл права на освещение первого сезона экспедиции в американской прессе за 40 000 долларов (8200 фунтов по курсу того времени), The Times купила такие же права за 1070 фунтов, а австралийская United Press — за 556 фунтов стерлингов. Окончательная стоимость предприятия составила 60 000 фунтов стерлингов. Полученные деньги позволили Моусону сразу закупать и заказывать снаряжение и провиант. Главной базой экспедиции предполагался Хобарт. Из-за постоянных конфликтов командира корабля и начальника экспедиции в контракте BANZARE было прописано, что Дэвис имел права командования только при условии, что Моусона нет на борту. Моусон также получил полномочия королевского комиссара с правом и полномочиями «законно делать и выполнять то, что служит для достижения поставленных целей».
Моусон окончательно разработал следующий план: в октябре 1929 года «Дискавери» должен был отплыть из Кейптауна, принять уголь на Кергелене и достигнуть антарктического побережья в районе Гауссберга, откуда двинуться к Земле Эндерби. Максимально достижимой точкой считалась 40° в. д., после чего следовало идти на восток. Планы сразу были нарушены. Капитан Дэвис обнаружил, что «Дискавери» очень тихоходен, и чтобы выдержать график, следовало выйти из Лондона в августе, что не позволяло подготовить поход должным образом. Судно могло взять только 300 тонн угля в бункеры, и пришлось навалить ещё 60 тонн на палубе и ещё 40 тонн угля прямо в машинном отделении. Дэвис и Моусон никак не могли согласовать состав научной команды (9 или 13 человек — от этого зависел объём и размещение снаряжения в ящиках). В результате научный отряд составил 11 человек, а В. Фукс был исключён. Среди учёных больше всего было биологов (в том числе специалист по планктону Джеймс Марр); также в команде был фотограф и кинооператор Фрэнк Хёрли. Многие из людей Моусона уже работали в Антарктиде с ним или в команде Шеклтона. Капитану Дэвису удалось всё успеть и выйти в море 1 августа 1929 года. На переход до Кейптауна потребовалось 55 дней, что было на три дня меньше, чем во время антарктической экспедиции 1901—1904 годов. На борт был погружен биплан на поплавках De Havilland DH.60 Moth, купленный Моусоном для нужд аэро- и ледовой разведки. Это вновь привело к открытому конфликту Моусона и Дэвиса, поскольку размеры судна не позволяли оборудовать ангар и защитить аэроплан от повреждений.

### Ход экспедиции

#### Первый сезон

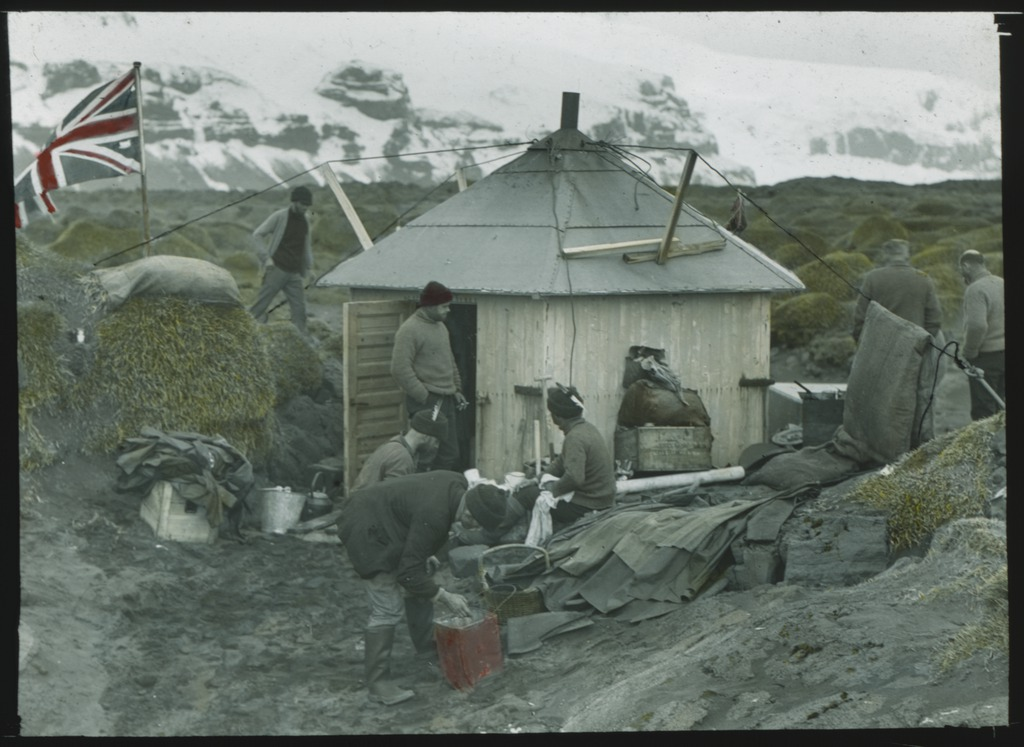
Полевой лагерь учёных на острове Херд. Фото Фрэнка Хёрли

20 октября 1929 года «Дискавери» с Моусоном на борту покинул Кейптаун, имея на борту 38 человек. Первые же океанографические исследования показали под 39° 25’ ю. ш. и 25° 30’ в. д. подводное плато вулканического происхождения. Следующими остановками на пути были архипелаги Крозе и Кергелен, где Моусон фиксировал хищнический промысел морских животных. «Дискавери» показал себя как валкое судно, паровая машина которого требовала огромного количества угля; топливо ожидалось с транспортом на Кергелене, где имелась угольная станция Южноафриканской китобойной компании. 190 тонн угля навалом и в 25-фунтовых брикетах пришлось перегружать из трюмов всем членам команды, не исключая офицеров и учёных, что вызвало недовольство Моусона. Этого запаса должно было хватить только до начала февраля, было также зарезервировано 175 тонн топлива для обратного пути. Возвращение в Австралию ожидалось 14 марта. На острове Херд бушевал шторм такой силы, что пришлось высадить научный десант на сушу, чтобы не рисковать каждый день возвращаться на борт экспедиционного судна. Из-за погоды удалось снять точные карты лишь западного побережья, однако научная группа за неделю сумела обойти весь остров и составила его первичное описание. Постоянно бурная погода препятствовала действиям промышленников, поэтому Моусон насчитал на одном из побережий около 1300 особей морских слонов. При возвращении на борт Моусон едва не погиб вместе с моторной лодкой, была потеряна ездовая собака. 4 декабря в сильный шторм «Дискавери» двинулся к берегам Антарктиды. Во время морского перехода активно проводились батиметрические измерения с использованием эхолота; требовалось проверить наличие подводного хребта, который тянулся от Херда до Гауссберга.
Большие скопления айсбергов появились после 8 декабря, причём все они в той или иной степени были разрушены. Биолог Марр активно работал с планктонной сетью, обнаружив богатейший животный мир вод Южного океана. 19 декабря «Дискавери» оказался в полях сплочённого молодого льда, который можно было использовать для запуска самолёта. Оказалось, однако, что аэроплан был повреждён во время штормов, а пока его привели в порядок, погода испортилась, и полёт не состоялся. В дневниках Моусона и Дэвиса описан их конфликт, связанный главным образом с несхожими подходами к руководству экспедицией, а также тем, что Дэвис беспокоился, что норвежцы опередят британцев с суверенитетом над Антарктидой. В одной из записей Моусона даже зафиксирована ссора, во время которой Дэвис прямо сказал, что без его участия предыдущая экспедиция потерпела бы фиаско: «Ты мне обязан всем. Я создал тебя. Но я не получил за это благодарности». Рождество отпраздновали подарками от Географического общества Южной Австралии и марципановым тортом, предоставленным спонсором экспедиции Робертсоном. В тот же день Моусон, проводя вахту наблюдателя в «вороньем гнезде», открыл новый остров, названный в честь Робертсона. 31 декабря удалось запустить самолёт-разведчик, который с высоты 1500 м подтвердил наличие неизвестных земель. Сплочённые льды не позволяли приблизиться к побережью до 3 января 1930 года; пятого числа вновь запустили аэроплан, на котором Моусон поднялся на высоту 1200 м. Далее начался шторм, повредивший плоскости самолёта, а быстро таявший запас угля заставлял продолжить плавание.

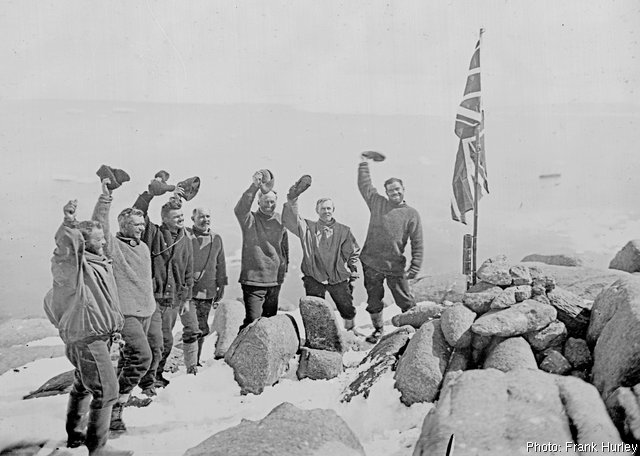
Церемония на Прокламейшн-айленде 13 января 1930 года

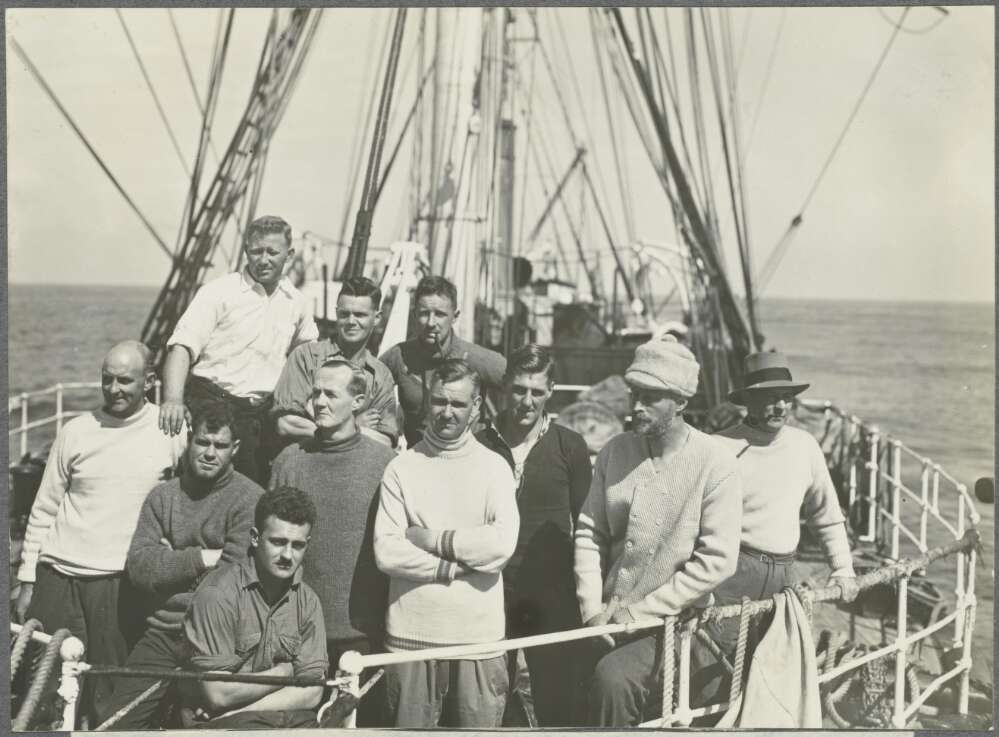
Команда Моусона возвращается на «Дискавери» в Аделаиду. Фото Фрэнка Хёрли, 1930

Только 13 января «Дискавери» подошёл к побережью Земли Кемпа. На небольшом скалистом острове, названном Прокламейшн-айленд, Моусон провёл торжественную церемонию принятия территорий между 65° и 45° ю. ш. под суверенитет Георга V. Вскоре после этого показалась норвежская китобойная база, официальная встреча начальника экспедиции, Дэвиса и капитана Рисер-Ларсена прошла мирно; было решено, что норвежцы будут работать к западу от 35-го меридиана. Достичь материкового побережья никак не удавалось, что привело к очередной ссоре Моусона и Дэвиса. 18 января 1930 года директор Госдепартамента Австралийского Союза прислал радиограмму с выражением недовольства, что флаг был поднят лишь единожды, притом не на материке, поэтому 25 января Моусон и пилот Стюарт Кемпбелл пролетели над ним на самолёте, зачитали прокламацию в воздухе и сбросили британский флаг над мысом Баттерби. Географ и картограф Мойес открыл при этом 73 горных вершины и нунатака, выступающих из-под ледника. Поскольку запасы угля быстро таяли, пришлось повернуть на Кергелен, и 31 марта «Дискавери» прибыл в Аделаиду. Зимовки не намечалось. По воспоминаниям супруги Моусона, оказанный ему приём не уступал тому, что был после первой экспедиции, состоялся и официальный приём у лорда-мэра.
Результаты первого сезона были впечатляющими. Моусон объявил, что более или менее картографированы или определены побережья на протяжении 28° по широте. Добытые геологические образцы позволили сделать заключение о материковой природе находок; следовательно, именно Моусон окончательно объявил, что Антарктида является единым южным континентом, а не скоплением изолированных друг от друга земель. Биологи определили, что морская и наземная фауна островов Субантарктики (Кергелен, Буве, Херд) идентична таковым на Южной Георгии и Южных Оркнейских островах. Идентичны были виды пингвинов, тюленей и морских птиц на всём материковом побережье. Исследование континентального шельфа потребовало 750 морских станций, включающих промеры глубин и эхолокацию; было совершено 20 станций в зоне дрейфующих льдов. Власти высоко оценили результаты экспедиции. Несмотря на всемирный экономический кризис, главный спонсор Робертсон предоставил ещё 6000 фунтов стерлингов, на зиму «Дискавери» был переведён в Мельбурн для ремонта. Был запланирован второй сезон экспедиции, который начался 22 ноября 1930 года.

#### Второй сезон

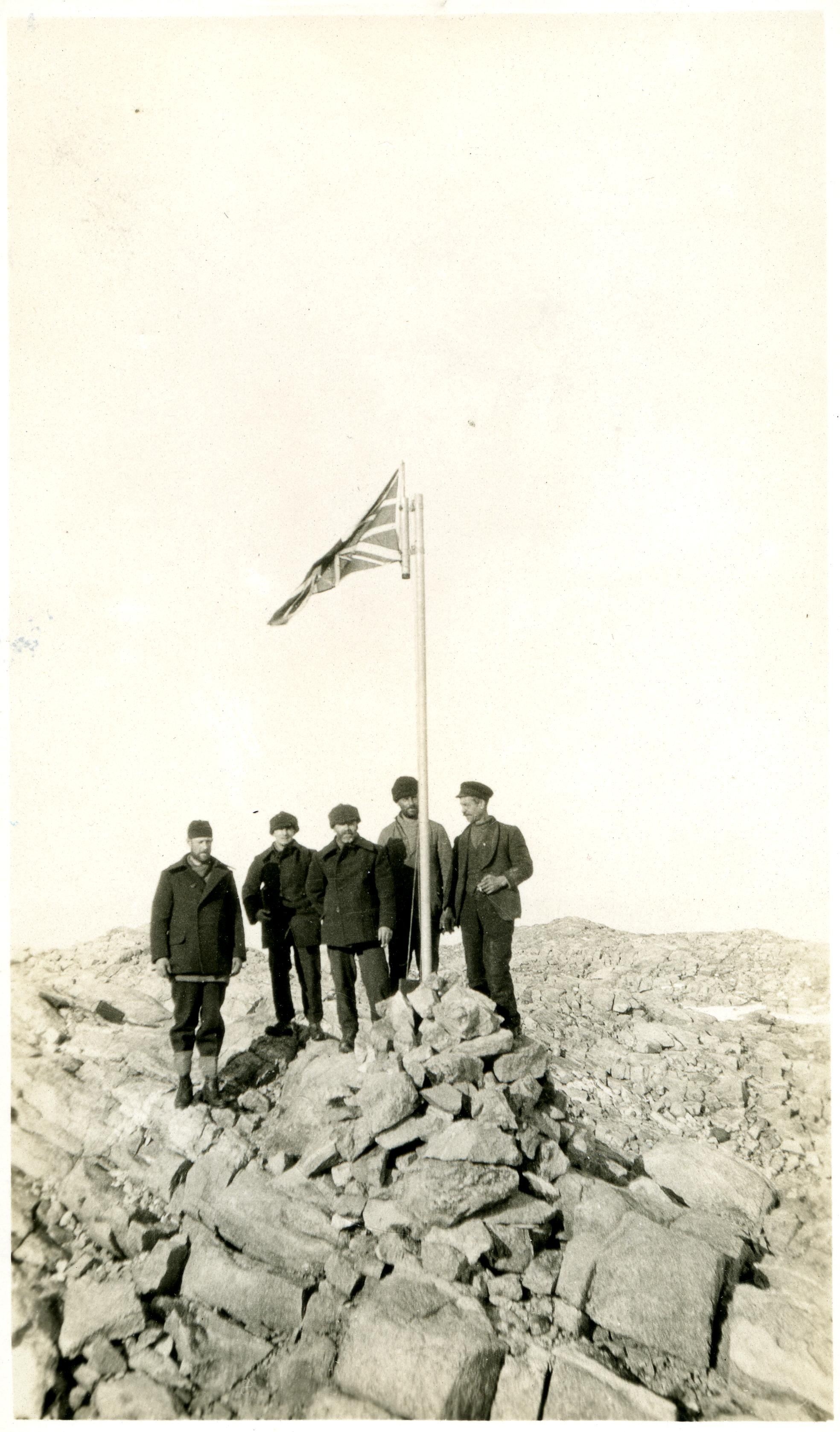
Провозглашение Земли Адели британским владением. 5 января 1931 года

В 1929 году к власти в Австралии пришли лейбористы, проводившие политику резкого сокращения бюджетных расходов, но это не сказалось на финансировании BANZARE. Причиной стал ажиотаж в прессе по поводу того, что только в марте 1930 года в порты Австралии и Новой Зеландии заходили четыре норвежские китобазы, которые добыли 279 000 баррелей китового жира на сумму более 1,3 миллиона фунтов стерлингов. 21 мая 1930 года отчёт Моусона, содержащий выпады против стиля работы капитана Дэвиса, слушался в австралийском парламенте, и уже на следующий день премьер-министр уведомил Палату представителей, что экспедиция будет работать в Антарктиде в полном соответствии с первоначальным планом. Капитан Джон Кинг Дэвис отказался работать с Моусоном (с тактичной формулировкой, что на его место требуется более молодой человек), поэтому экспедиционным судном командовал его первый помощник Ч. Маккензи. Кроме того, действуя через Секретариат по делам доминионов в Лондоне, Моусон добился присуждения своему главному спонсору Робертсону рыцарского титула.
Экспедиция вышла из Хобарта курсом на остров Маккуори, который достигла 1 декабря. Ещё в 1916 году Моусон добился постановления губернатора Тасмании об отзыве лицензии у тюленебоев, промышлявших на острове. Однако по прибытии в бухту Бакли выяснилось, что запрет на добычу морских животных не выполнялся, более того, нашлась могила охотника за тюленями, похороненного на острове в 1919 году. С 5 по 15 декабря «Дискавери» шёл в океане навстречу китобойной флотилии «Сэр Джеймс Кларк Росс», что обошлось ещё в 60 тонн угля. Флотилия должна была передать на старый барк 100 тонн угля, чтобы хватило топлива для похода вдоль побережья. Антарктическое лето 1930—1931 годов было холоднее предыдущего, линия льдов была намного севернее, температура постоянно держалась ниже нуля. Первый айсберг был замечен на 53° 29' ю. ш. В конце декабря экспедиция встретила норвежскую китобойную флотилию «Космос», от которой получила дополнительно 110 тонн угля и 25 тонн пресной воды, причём норвежские моряки справились с погрузкой всего за пять часов. Ураган 3 января — ветер достигал 70 метров в секунду — вынудил Моусона 36 часов кряду находиться на капитанском мостике, но старое судно устояло. 5 января 1931 года «Дискавери» прибыл на мыс Денисона на старую базу Моусона, где никто не был в течение 17 лет. Начальник забрал с собой обрезанные сани, с которыми вернулся из своего одиночного похода; предназначались они для музейной экспозиции. Кроме Моусона, в этот раз из ветеранов экспедиции на борту был только Хёрли (магнитолог Кеннеди во время экспедиции состоял в Западной партии Уайлда). Была совершена церемония поднятия флага и зачитана прокламация, что Земля Георга V переходит под юрисдикцию британской короны.
Дальнейшее продвижение «Дискавери» на восток оказалось возможным только благодаря авиаразведке. Во время урагана 27 января едва не был потерян самолёт с пилотом, в последний момент повреждённый аэроплан сорвался с буксирного троса, а затем перевернулся. Пилот мог или погибнуть в ледяной воде, или получить серьёзные травмы от разрыва проволочных растяжек; также ему угрожала опасность быть затянутым под гребной винт. При одной из попыток вытянуть фюзеляж в воду упал и Моусон. Хёрли успел заснять всё происшествие на кинокамеру. В дальнейшем выяснилось, что длинный ледниковый язык Шеклтона, открытый в 1912 году, исчез, площадь ледника сильно сократилась, и это сильно ухудшило ледовую обстановку в Море Дэвиса. В этих условиях пришлось пойти на север, планы составить полную карту береговой линии Земли Королевы Мэри оказались сорваны. 8 февраля на 80° ю. ш. в английских водах была встречена норвежская китобойная флотилия «Фальк», команда которой отгрузила исследователям 20 тонн угля и сообщила, что Рисер-Ларсен открыл на 75° в. д. землю, которую намерен объявить норвежской. 9 февраля удалось поднять аэроплан в небо, и при ясной погоде Моусон открыл с воздуха и положил на карту 90 миль побережья новой Земли Принцессы Елизаветы. Прилегающий водный бассейн был назван Морем Маккензи. Вновь открытые земли приводились под суверенитет британской короны. Когда в бункерах осталось менее 100 тонн угля, 18 февраля было решено поворачивать на обратный курс. Это спровоцировало конфликт Моусона и Маккензи. 19 марта экспедиция прибыла в Хобарт, а 22-го вернулась в Мельбурн, где окончательно завершилась.

### Результаты BANZARE

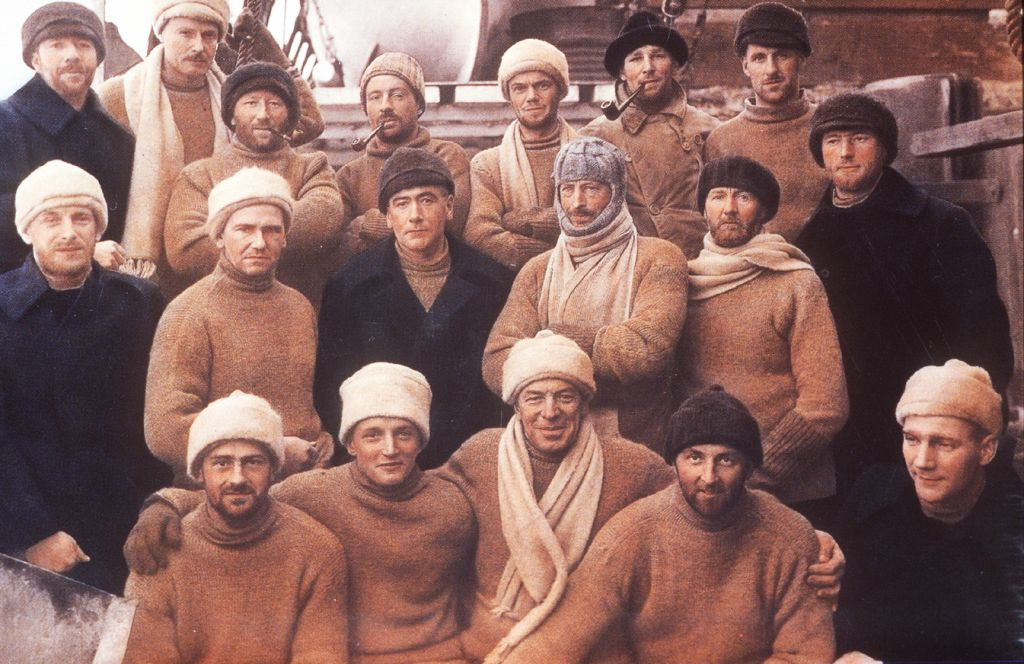
Команда Моусона в 1931 году. Глава экспедиции в синей балаклаве

В королевском указе, изданном по результатам Британо-австрало-новозеландской экспедиции 7 февраля 1933 года, говорилось, что Корона приобрела 2 250 000 квадратных миль (5 830 000 км²) новых земель. Это составило 42 % всей территории Антарктического материка. В том же году был принят Акт о принятии данных территорий Австралией, в результате его промульгации в 1936 году была провозглашена Австралийская антарктическая территория.
Отчёт правительству был доложен в 1932 году, из него, в частности, следует, что снятый Ф. Хёрли документальный фильм не был успешен в прокате (хотя был хорошо принят в Мельбурне и Брисбене) и не стал событием международного масштаба, поскольку дистрибьютор — фирма «Gaumont» — отказалась от контракта. Не осуществился план издать книгу, которую в проспекте Моусон назвал «Ледяной фронтир». Публикация научного отчёта финансировалась специальным трастовым фондом, учреждённым Министерством финансов Австралии, а результаты, полученные экспедицией, намного превысили все ожидаемые расчёты. Из-за экономического кризиса в 1931 году в очередной раз прервалась публикация научных результатов Австралийской экспедиции 1911—1914 годов. Отчасти причиной было непредоставление рукописей в срок. Только после 1937 года публикация возобновилась и длилась ещё десять лет, составив в итоге 22 тома в 96 выпусках. Столь же длительной оказалась публикация отчёта Британо-австрало-новозеландской экспедиции. Данный отчёт включал серии A и B. Первая включала географические, геологические, гидрологические, метеорологические и магнитные данные; вторая — биологию во всех её проявлениях. Лично Моусон был редактором серии A, но после кончины в 1951 году Харви Джонстона, главного редактора серии B, принял на себя и эту работу. Окончательно 60 выпусков научного отчёта BANZARE в 9 томах были завершены дочерью — Патрисией Моусон — только к 1975 году.
Научный отчёт Моусона, представленный в Институт полярных исследований имени Скотта, был зачитан Ф. Дебенхэмом 7 марта 1932 года. Вторая экспедиция Моусона полностью обследовала весь Индийский сектор Антарктиды на протяжении 109° по широте от бухты Кука на востоке до залива Кейси на западе, из которых более или менее картографировано 73°. Было наименовано 104 крупных географических объекта, было совершено 14 обследований местности с воздуха и три сеанса аэрофотосъёмки. Также было взято 107 океанографических станций, из которых 40 — в глубоководных районах океана над континентальным склоном. Было запущено 34 шара-зонда, максимальная достигнутая высота составила 17,2 км.

## Дуглас Моусон в 1932—1958 годах

### Научная и общественная деятельность

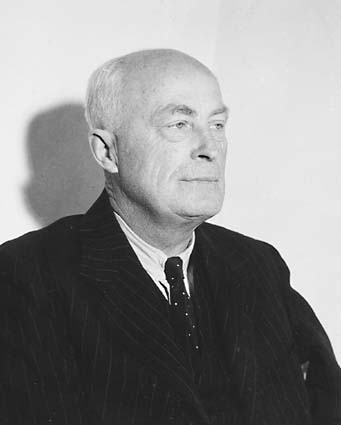
Моусон в 1945 году

Дуглас Моусон больше никогда не принимал участия в дальних экспедициях, однако интереса к антарктической проблематике не терял до конца жизни. После смерти Шеклтона (в 1922 году) и гибели Амундсена (в 1928 году) Моусон остался единственным авторитетным полярником «Золотого века антарктических исследований». Ещё в 1928 году к консультациям Моусона обращался Ричард Бэрд, готовясь к своей антарктической экспедиции, в дальнейшем они переписывались до самой кончины Бэрда в 1957 году. Линкольн Эллсворт, запланировав пересечение всей Антарктиды по воздуху, также консультировался с Моусоном и в 1935 году достиг своей цели.
После окончания BANZARE и представления первичного отчёта Моусон в конце 1932 года выехал в Лондон, где решал вопросы погашения финансового долга. В июле 1933 года учёный вернулся в Аделаиду, и основным его занятием на следующие два десятилетия стала ферма Хэрвуд, которая превратилась в экономически выгодное производство, которое развивалось по специальному плану. Моусон продолжал вести курсы в университете и традиционно возил студентов (а иногда жену и дочерей) в геологические походы на хребет Флиндерс. Оксфордский университет в 1937 году предложил Дугласу кафедру геологии с жалованьем 1200 фунтов стерлингов в год, о чём он сообщал супруге (Франсиска была у родителей), что, имея в Аделаиде столько же, глупо соглашаться ехать в Европу, где, самое малое через два года, начнётся война. В период 1932—1937 годов несколько раз переизбирался президентом Австралийской ассоциации развития науки. В 1936 году Моусон удостоился чести читать в Королевском обществе Южной Австралии актовую речь «Прогресс в геологическом изучении Южной Австралии». В 1938 году, восстановив отношения с Дэвисом, Дуглас Моусон предлагал осуществить третью экспедицию в Антарктиду — с основанием стационарной научной базы, функционирующей круглый год. Место для неё было запланировано Моусоном и Мадиганом ещё в 1912 году на мысе Фрэшфилд. Проект был одобрен конференцией ректоров австралийских университетов в 1939 году, но далее перечёркнут войной.

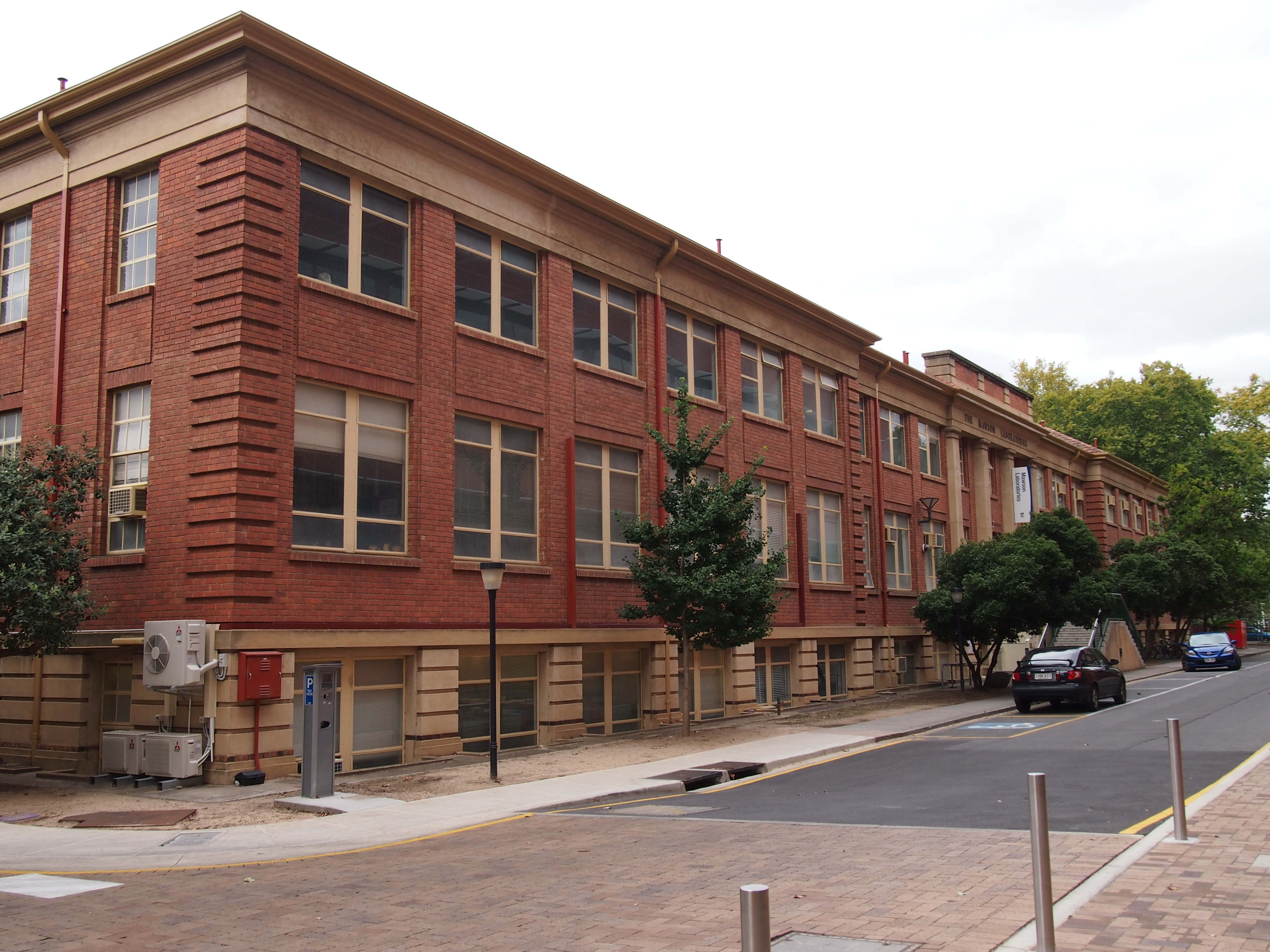
Здание факультета геологии и геофизики, т. н. «Моусоновских лабораторий», 2014 год

В течение 1937 года от онкологических заболеваний скончались тесть и тёща Моусона, оставив его жене Франсиске значительную часть наследства, оценённого в 60 000 фунтов стерлингов. Она провела пять месяцев в Тегеране, поскольку муж её сестры Марии был послом Нидерландов в Иране. На 1939 год семейство Моусонов планировало всей семьёй совершить длительную поездку в Англию и попутно объехать Иран; начало Второй мировой войны перечеркнуло все планы. Моусон по-прежнему сохранял социальную активность и предложил правительству свои услуги. После захвата нацистами Франции Дуглас сделал запрос о статусе Кергелена и Новой Каледонии, а также предоставил правительству карты, составленные во время его экспедиций. Его друзья хлопотали в 1941 году о месте посла Австралии в Вашингтоне для Дугласа, но в правительственных архивах соответствующие документы не сохранились. В конечном итоге Моусон продолжил мирную жизнь, однако в 1943 году передал правительству положенную ему квоту бензина и хлопотал о поставках военному ведомству жизненно важных продуктов с собственной фермы. Его жена служила начальником отдела гражданской службы Австралийского Красного Креста. Моусоны помогали размещению беженцев-голландцев из Индонезии, а их дочери работали волонтёрами в больнице.
После окончания войны Моусон смог реализовать проект, к которому обращался начиная с 1905 года: строительство удобного современного здания геологического факультета. Поскольку горная промышленность являлась к середине XX века основой австралийской экономики, Моусону удалось в 1947 году убедить добывающие компании выделить 50 000 фунтов стерлингов для строительства новой геологической лаборатории, помещений для коллекций и лекционного зала. Строительство велось с 1949 года и завершилось в августе 1952 года; общий бюджет составил 120 000 фунтов. Всё это время Моусон продолжал издание научных результатов BANZARE и был привлечён Министерством иностранных дел как советник для урегулирования отношений с оккупированной Японией. Тогда же праздновалось 70-летие учёного, в ознаменование чего был выпущен том его ранее не опубликованных работ, а вновь открытый вид ископаемых третичных дипротодонтов был назван Meniscolophus mawsoni. Кроме того, в 1951 году Моусона включили в состав управляющих Музея Южной Австралии, и в этой должности он пробыл до самой кончины.

### Отставка. Последние годы жизни

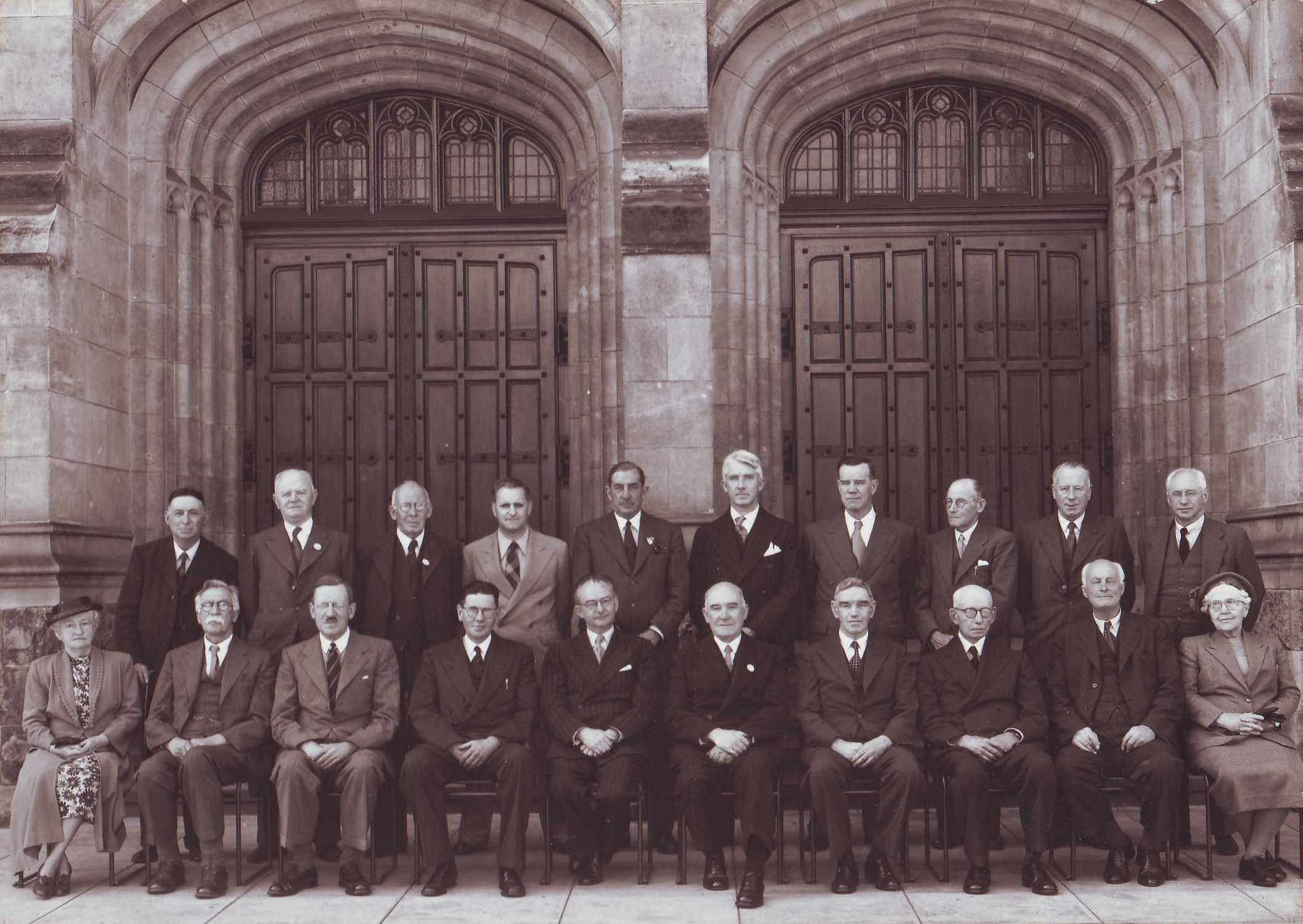
Совет Аделаидского университета в 1952 году. Моусон сидит вторым справа

В декабре 1952 года 70-летний Моусон завершил преподавательскую работу, которой занимался почти полвека; отчасти это было следствием несовпадения во взглядах с канцлером Лайджертвудом и новым деканом Роу. Они даже попытались лишить его права работать с коллекциями и в лаборатории. Отставка при этом была отпразднована торжественным собранием. Вскоре Сиднейский университет удостоил своего выпускника Моусона почётной докторской степени; естественнонаучный факультет Аделаидского университета присвоил ему звание эмерита и предоставил рабочий кабинет. Научная и административная работа продолжалась, особенно после начала печатания биологической серии научных результатов BANZARE. Известность Моусона была так велика, что он был приглашён на официальные мероприятия по случаю визита в Австралию Её Величества Елизаветы II и принца Филиппа, в том числе по встрече королевской четы в аэропорту. В апреле 1954 года Дуглас Моусон перенёс сердечный приступ, проведя месяц в Королевской больнице Аделаиды, после чего был вынужден сократить интенсивность труда и избавиться от фермы. Следствием пережитых в экспедициях испытаний стал хронический артрит.
Оправившись, Моусон продолжал участвовать в подготовке Международного геофизического года (МГГ), в 1954 году было принято решение назвать в его честь вновь основанную антарктическую станцию. Поскольку в 1956 году Олимпийские игры принимала Австралия, в честь визита принца Филиппа Королевским обществом Виктории был организован симпозиум по вопросам участия в страны в МГГ; с докладом был приглашён и Моусон. В сезон 1957—1958 года Моусон резко выступил против поддержания станции «Уилкс» (ныне «Кейси») после окончания МГГ, поскольку, как он считал, это снизит финансирование «Моусона» (база действительно была закрыта, а затем восстановлена). Он чрезвычайно заинтересовался и советской антарктической программой: во время захода в Аделаиду дизель-электроходов «Лена» и «Обь» Дуглас 23 апреля 1956 года побывал на борту и целый день потратил на знакомство с лабораториями и советскими учёными, а затем пригласил их к себе домой, где гости угощались чёрной икрой и осетриной, доставленной с кораблей. Во время захода в 1958 году ледокольных дизель-электроходов «Обь» и «Кооперация» Моусон, несмотря на заболевание, много общался с А. Ф. Трёшниковым. Несколько лет Моусон поддерживал переписку с О. С. Вяловым, капитаном И. А. Маном, Е. М. Сузюмовым.

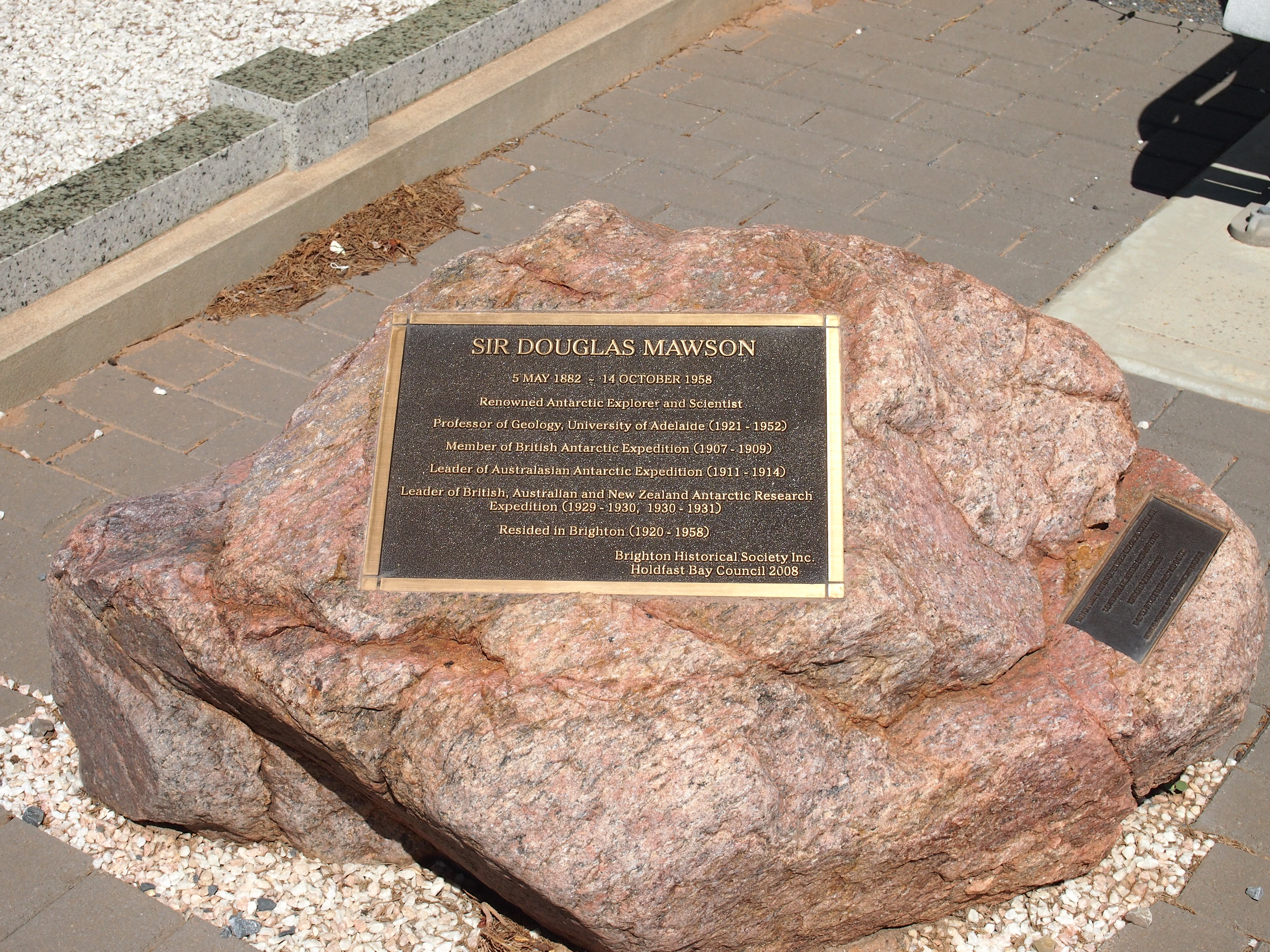
Надгробие Дугласа Моусона

В 1958 году Моусон удостоился визита королевы-матери; по её просьбе он устроил вечер воспоминаний об экспедиции на «Дискавери», которой та покровительствовала, ещё нося титул герцогини Йоркской. В августе из уважения к его заслугам заседание Австралийской ассоциации развития науки было проведено в Аделаиде. Он также помогал супруге писать книгу о её отце — горнозаводчике Г. Дельпрате, которая вышла в том же году. В сентябре 1958 года последовал инсульт, который вызвал нарушения речи и памяти; однако Моусон при поддержке жены настойчиво восстанавливал дикцию и выписывал слова, которые забывал. Последнее письмо, собственноручно написанное Моусоном, датировано 11 октября; оно было посвящено плану будущих антарктических экспедиций. 12 октября он общался со своим преемником по кафедре геологии Артуром Олдермэном. В понедельник 13 октября 1958 года Дуглас Моусон был поражён новым инсультом и впал в кому. Не приходя в сознание, он скончался 14 октября в девять часов вечера в собственном доме в окружении семьи.
Премьер-министр Р. Мензис предложил организовать государственные похороны, что было большой честью, так как этой церемонии удостоились только три человека, не являющихся политиками. Отпевание прошло 16 октября в церкви Св. Иуды в Брайтоне, гроб был накрыт тем флагом, который был поднят над Антарктидой в 1930 году. На церковном кладбище Моусон и упокоился; во время церемонии большой колокол отбил 76 раз по числу прожитых лет. Панихиду в кафедральном соборе Св. Петра организовал 20 октября университет; проповедь читал епископ Аделаиды, темой её была Сир. 44:13: «тела их погребены в мире, и имена их живут в роды».

## Награды. Почести

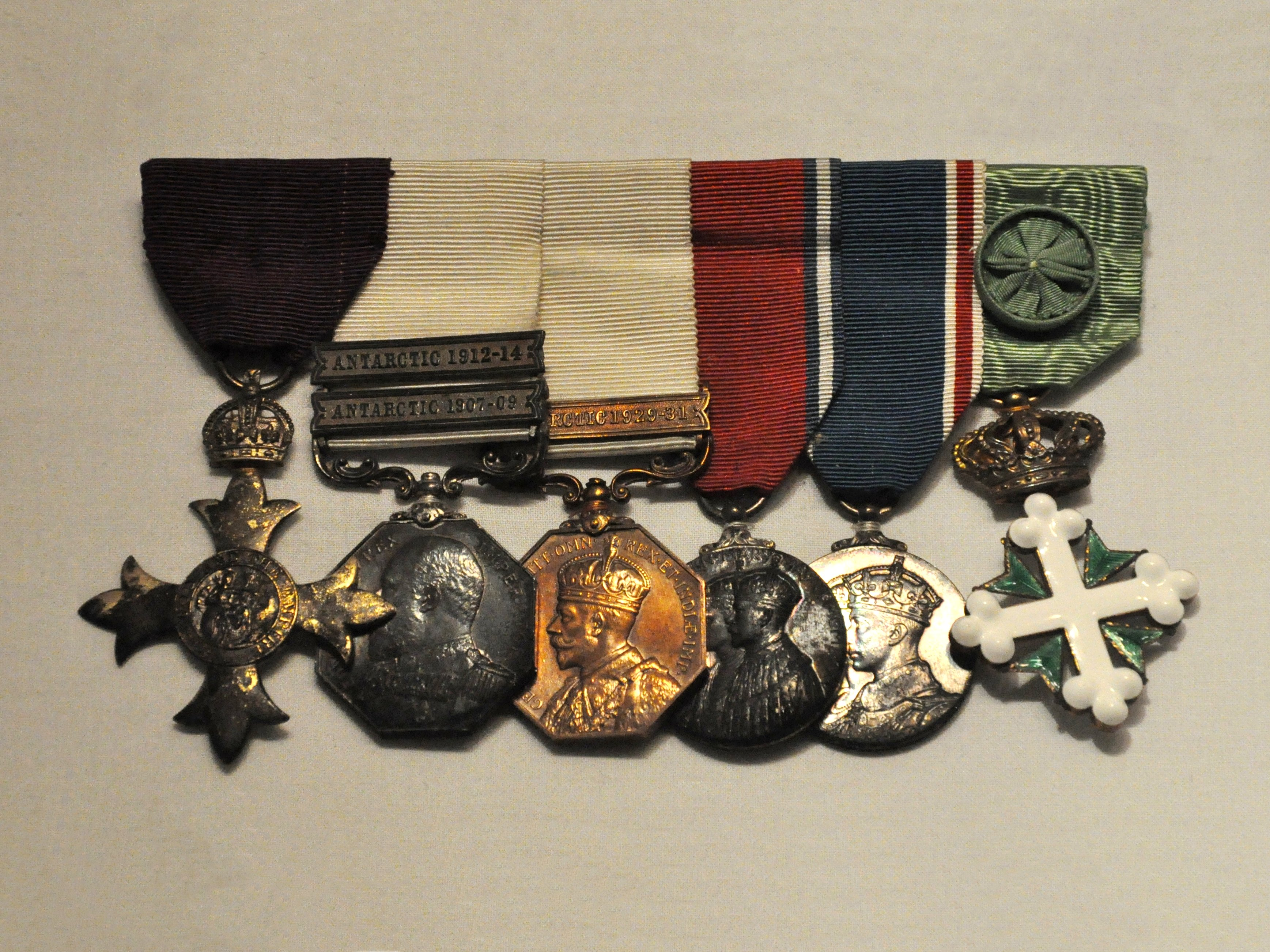
Награды Моусона из коллекции Музея Южной Австралии

Д. Моусон был удостоен множества австралийских, британских и иностранных наград:
Государственные
- Полярная медаль:
  - в серебре с пряжкой[англ.] «АНТАРКТИКА 1907—09» (1909)[215];
  - в серебре с пряжкой «АНТАРКТИКА 1912—14» (1914)[216];
  - в бронзе с пряжкой «АНТАРКТИКА 1929—31» (1934)[217].
- рыцарь-бакалавр (1914)[218].
- орден Британской империи степени офицера (1921)[219].
- медаль Серебряного юбилея короля Георга V (1935)[220].
- коронационная медаль Георга VI (1937)[126].
- коронационная медаль Елизаветы II (1953)[220].

Иностранные
- орден Святых Маврикия и Лазаря степени офицера (Италия, 1920)[221].
- орден Короны Италии степени командора (Италия, 1925)[222].

Научные и общественные
- Антарктическая медаль Королевского географического общества (1908)[220].
- Золотая медаль основателей Королевского географического общества (1915)[223].
- «Серебряный волк[англ.]» Скаутской ассоциации[англ.] (1915)[126].
- Золотая медаль Хелен Карвер[англ.] Географического общества Чикаго (1915)[220].
- Медаль Столетия Дэвида Ливингстона Американского географического общества[224].
- медаль Бигсби Геологического общества Лондона (1919)[225].
- член Королевского общества (1923)[226].
- Золотая медаль за океанографические исследования Французского географического общества (1927)[220].
- медаль Густава Нахтигаля[нем.] Берлинского географического общества (1928)[126].
- медаль памяти Фердинанда фон Мюллера Австралийской ассоциации развития науки[англ.] (1930)[220].
- медаль Джозефа Верко[англ.] Королевского общества Южной Австралии[англ.] (1931)[227].
- медаль Кларка[англ.] Королевского общества Нового Южного Уэльса[англ.] (1936)[228].
- иностранный член Шведского общества антропологии и географии[англ.] (1939)[126].
- Золотая медаль Джона Льюиса[англ.] Королевского географического общества Южной Австралии[англ.] (1950)[229].
- член-основатель[англ.] Австралийской академии наук (1953)[220].

## Наследие. Память
Дуглас Моусон считается одним из австралийских национальных героев и великих первопроходцев, себя он определял в первую очередь как учёного. Основную часть его научного наследия составляют статьи, общее число которых достигает 102. До начала его работ геологическое строение Южной Австралии (штата площадью 380 000 квадратных миль) было практически неизвестным. Моусон был одним из самых опытных полевых исследователей, практически каждый год он совершал одну или две геологические вылазки и за время жизни посетил с научными целями практически все территории штата. Начав с обследования Барьерного хребта от горы Лофли и хребта Флиндерс, он перешёл к вопросам гляциологии (после обнаружения скоплений галечника ледникового происхождения) и поискам урановых руд, причём задолго до того, как эти исследования приобрели стратегический характер. Его ученик А. Олдермэн отмечал, что профессор умел моментально определять минералы по визуальным признакам, даже если они относились к редким или малоизвестным видам. Он умел совмещать свои полевые экспедиции с преподаванием, и все студенты геологического факультета получали практический опыт именно в поездках с Моусоном. В Австралии Моусон считается одним из пионеров геохимии, который настаивал на важности изучения химического базиса петрогенеза, и всех своих выпускников заставлял проделать как минимум один анализ горных пород. Тем не менее, репутацию во всемирном масштабе он приобрёл как исследователь Антарктиды и организатор науки. Как учёный Моусон преуменьшал важность теоретизирования и зачастую был консервативен. Например, он всю жизнь отвергал теорию дрейфа материков А. Вегенера, несмотря на то, что с ней согласился его научный руководитель Э. Дэвид. Главной задачей учёного он считал собирание и описание образцов и, благодаря дотошности к деталям, был выдающимся геологом-практиком.
Помимо сугубо научных задач, Моусон решал и некоторые важные общественные проблемы. Его предложения относительно введения в Австралии метрической системы мер не были замечены, и только после 1970 года правительство начало постепенный переход к единицам СИ. Он также оказался у истоков природоохранных мер, добившись прекращения промысла птиц и морских животных на острове Маккуори и превратив его с 1933 года в биосферный заповедник.
Архивный фонд Дугласа Моусона хранится в Национальной библиотеке Австралии. В его составе — рабочие журналы и дневники участников экспедиционной партии на острове Маккуори за 1911—1914 годы, собрание научных публикаций и газетных вырезок, относящихся к периоду до 1931 года, собрание документов тестя Моусона — Гийома Дельпрата, а также леди Пакиты Моусон, включая машинопись её книги об отце и переписку с дочерьми. Сохранилась также проектная документация по дому Моусонов в Брайтоне. В Музее Южной Австралии хранится минералогическая коллекция Моусона, включающая более 100 000 единиц хранения, а также несколько его реликвий, включая экспедиционную балаклаву, обрубленные сани и награды. Реконструирована и каюта учёного на экспедиционной базе. Сохранилась даже кукла, которую Анна Павлова подарила лейтенанту Ниннису перед отъездом из Лондона. В 1979 году Австралийская академия наук, одним из основателей которой он являлся, учредила почётную Моусоновскую лекцию и медаль. Изображения Моусона многократно были помещены на почтовые марки, купюру в 100 австралийских долларов (образца, выпускаемого в 1984—1996 годах) и однодолларовую монету. Именем Моусона названы улицы, учебные заведения, а также ряд географических объектов, в частности: море в Антарктике, полуостров, берег, Моусон-Пик в Антарктиде и гора в Южной Тасмании, а также австралийская полярная станция. В 1980 и 1982 годах бронзовые бюсты Моусона были воздвигнуты на Норт-Террас в Аделаиде и в Кентерберийском музее в Новой Зеландии.

Увековечивание памяти Дугласа Моусона
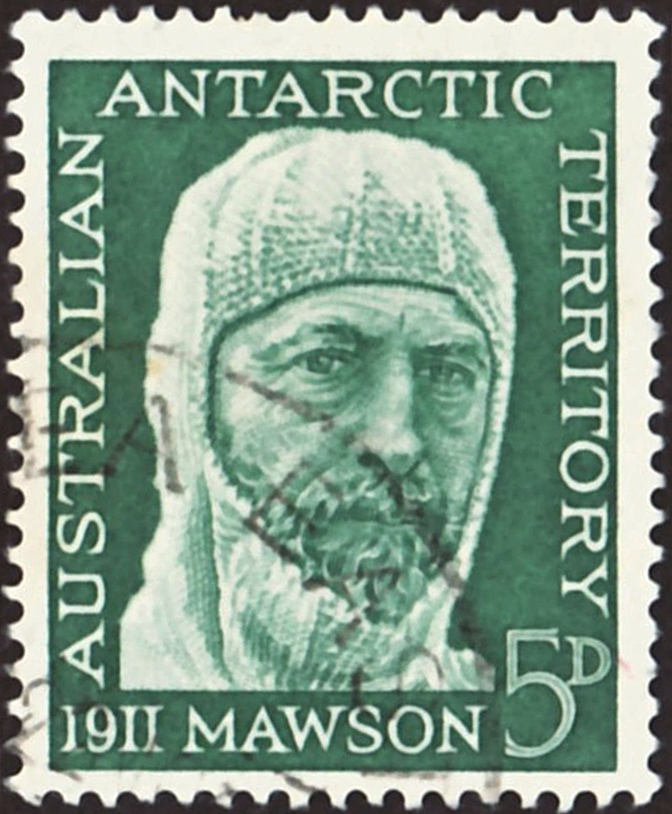
Почтовая марка Michel №7 1961 года
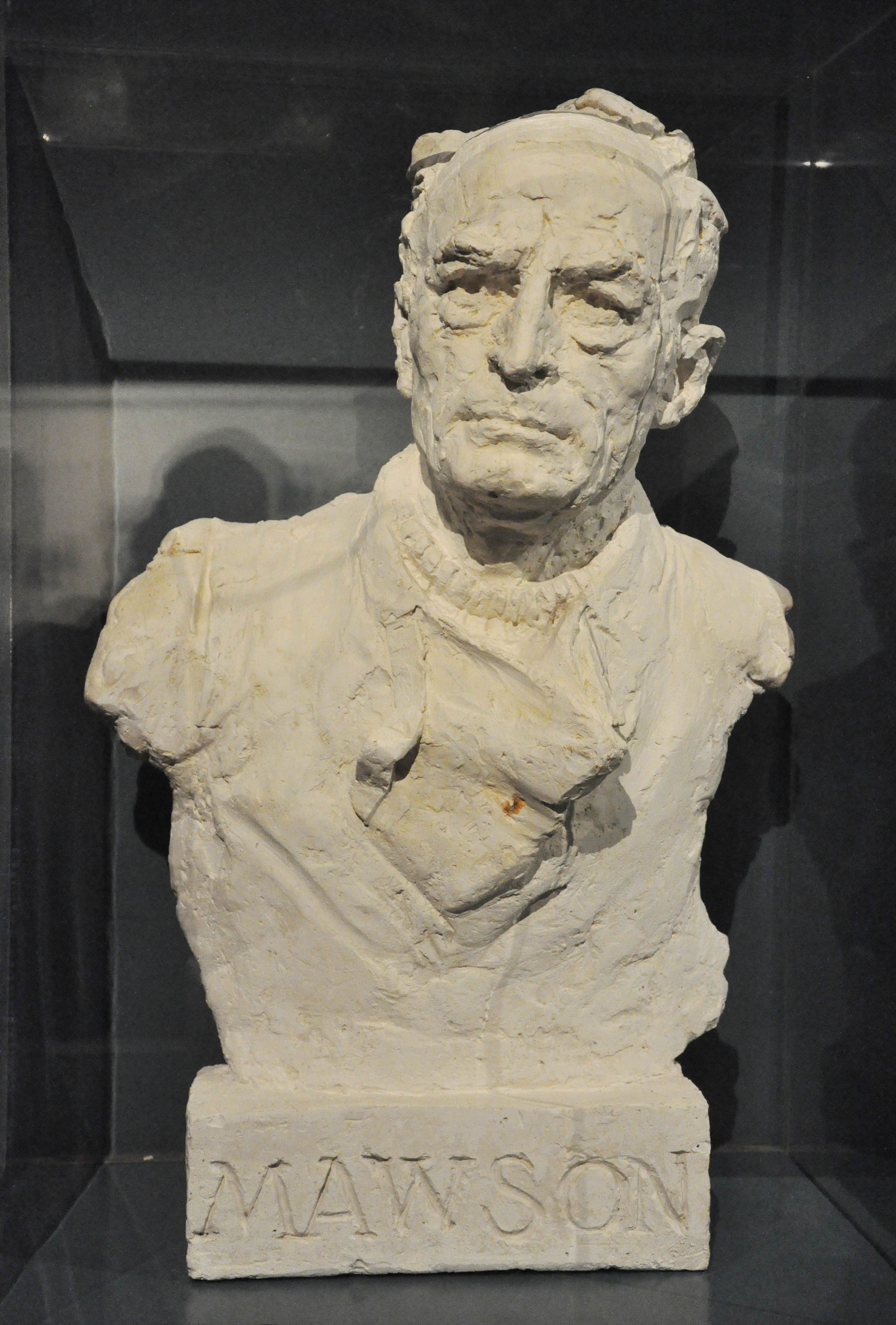
Бюст Моусона из Музея Южной Австралии
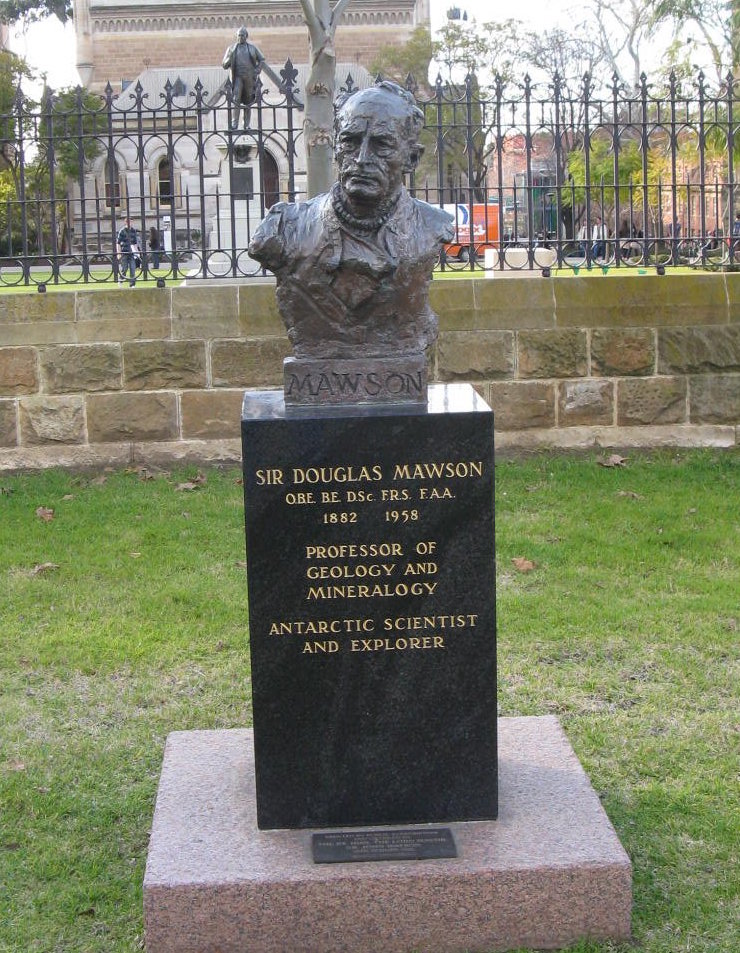
Бронзовый бюст Моусона на Норт-Террас в Аделаиде
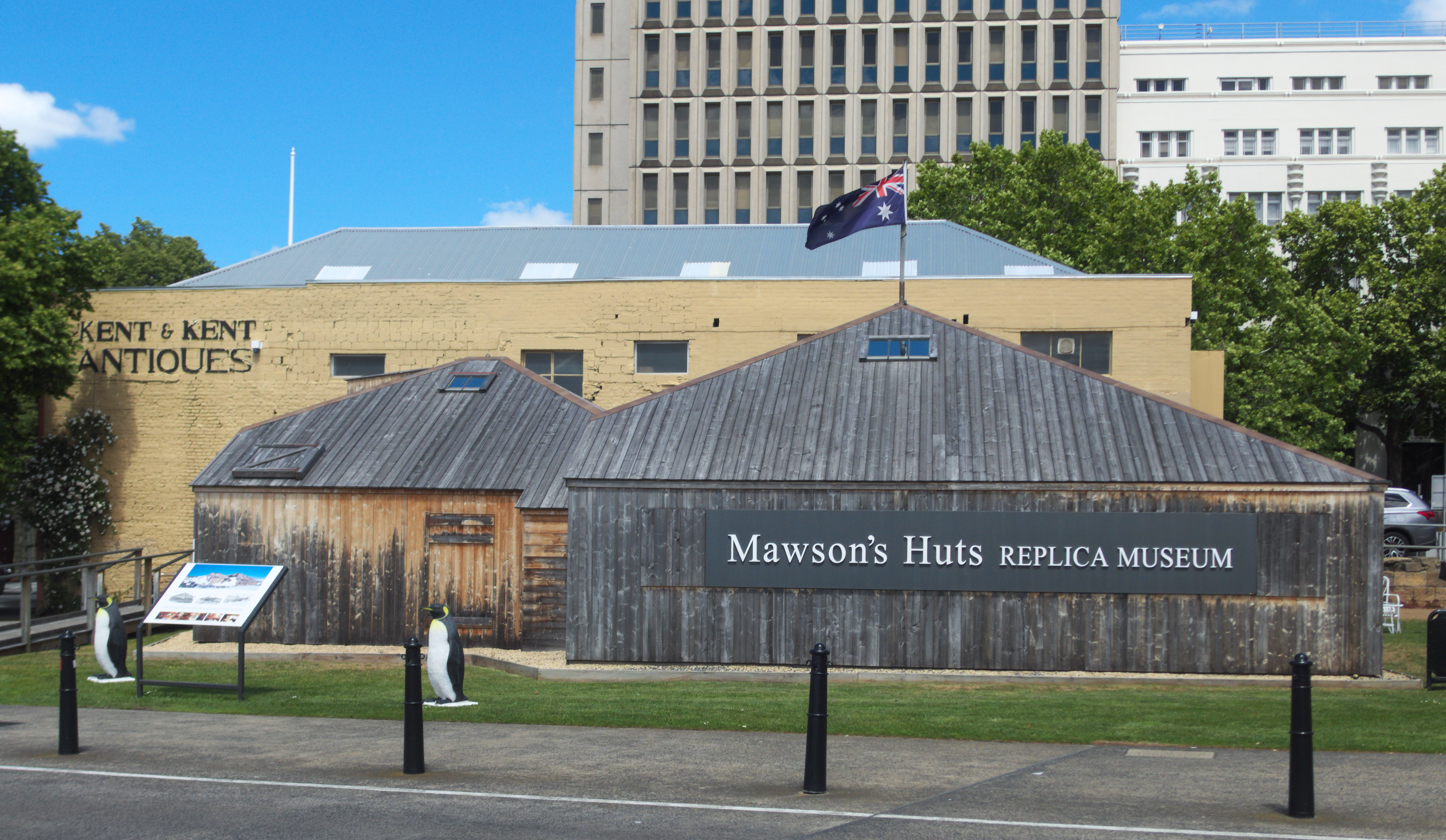
Музей — реплика антарктической хижины на Моусон-стрит в Хобарте

Популярность Моусона в Австралии оставалась неизменно высокой всю его жизнь. В 1964 году вдова — Пакита Моусон — выпустила биографию Дугласа и приложила много усилий для пропаганды его наследия. Написанная ею книга остаётся важнейшим источником информации частного характера и сведений о личности полярника. В 1967 году она даже посетила Советский Союз. Вне Австралии — и вообще в мире — первой биографией Моусона оказалась 80-страничная книга Е. Сузюмова, выпущенная ещё в 1960 году. В 1968 году она была переведена на английский язык и опубликована в Аделаиде. В англоязычном мире внимание к Моусону было привлечено книгой Леннарда Байкела, выпущенной в 1977 году; критики характеризовали её как «чрезмерно популярную и упрощённую». Она, в определённой степени, заложила стандарт подобных изданий, когда основное внимание в биографии Д. Моусона привлекает его одиночная одиссея во время Антарктической экспедиции 1911—1914 годов. Научные биографии, основанные на большом комплексе первоисточников, опубликовали Филип Эйрес и Бо Риффенберг. К столетию Австралийской антарктической экспедиции был приурочен выпуск книги историка Дэвида Дэя «Flaws in the ice: In search of Douglas Mawson» (2013). Книга подверглась критике из-за крайнего ревизионистского подхода: Моусон был подан как тщеславный человек, создававший вокруг себя миф и препятствующий карьере тех, кто мог затмить его в научной сфере. Он стремился к богатству и славе, а основным его интересом были территориальные захваты под прикрытием науки. «Некомпетентный руководитель» Моусон признан главным виновником гибели как Нинниса, так и Мерца. Также Дэй обвинил Моусона в том, что он стремился избежать реальных военных действий в Первую мировую войну. Историк утверждал, что Дуглас Моусон летом 1916 года пережил роман с Кэтлин Скотт.

## Публикации
Примечание: полная библиография приведена в некрологе А. Олдердмена и Ч. Тилли.
- (With T. G. Taylor). The geology of Mittagong // J. and Proc. Roy. Soc. N. S. W. 1903. Vol. 37, pp. 306–350.
- (With T. H. Laby). Preliminary observations on radioactivity and the occurrence of radium in Australian minerals // Proc. Roy. Soc. N. S. W. 1904. Vol. 38, pp. 382–389.
- The geology of the New Hebrides // Proc. Linn. Soc. N. S. W. 1905. Vol. 3, pp. 400–485.
- (With F. Chapman). Halimeda-limestones of the New Hebrides // Quart. J. Geol. Soc. 1906. Vol. 62, pp. 702–711.
- On certain new mineral species associated with carnotite in the radio-active ore body near Olary // Trans. Roy. Soc. S. Aust. 1906. Vol. 30, pp. 188–193.
- Map incorporating route survey of coast line and hinterland of portion of South Victoria Land / Reproduced in The heart of the Antarctic. L.: Heinemann[англ.], 1909.
- The Australasian Antarctic Expedition // Geogr. J. 1911, June, pp. 1–12.
- Mawson, D. The home of the blizzard, being the story of the Australasian antarctic expedition, 1911—1914. — London: William Heinemann, 1915. — Vol. I. — 349 p.
- Mawson, D. The home of the blizzard, being the story of the Australasian antarctic expedition, 1911—1914. — London: William Heinemann, 1915. — Vol. II. — 339 p.
Revised ed. Vol. 1 & 2. L.: Hodder and Stoughton, 1932.
- Auroral observations at Cape Royds Station // Antarctica. 1916. pp. 151–212.
- A contribution to the study of ice structures // Rep. Brit. Ant. Exp. 1907—9. L.: 1916. Geology. Iss. 2, pp. 3–24.
- Petrology of rock collections from the mainland of South Victoria Land // Rep. Brit. Ant. Exp. 1907—9. L.: 1916. Geology, Iss. 2, pp. 201–237.
- A discussion on the Antarctic ice-cap and its borders // Abstracts of Proc. Geol. Soc. Lond. 1918. No. 1027, pp. 2–8.
- Macquarie Island, a sanctuary for Australasian sub-Antarctica fauna // Proc. Roy. Geog. Soc. Aust. (S. A. Branch). 1919. Vol. 20, pp. 1–15.
- Australasian Antarctic expedition: Report on the progress of the publication of the scientific results // Rep. Aust. Assoc. Advanc. Sci. 1921. Vol. 15, pp. 1–6.
- Records of the Aurora Polaris // Australasian Ant. Exp. 1911—14. Scientific Repts., Series B, 2 (1), pp. 1–191.
- Varve shales associated with the Permo-Carboniferous glacial strata of South Australia // Trans. Roy. Soc. S. Aust. 1926. Vol. 50, pp. 160–162.
- The Antarctic cruise of the «Discovery», 1929—1930 // Geog. Rev. Vol. 20., issue. 4. 1930. pp. 534–554.
- Sir Tannatt William Edgeworth David. Obit. // Not. Roy. Soc. 1935. Vol. 1, pp. 493–501.
- Centenary address no. 7: Progress in knowledge of the geology of South Australia // Trans. Roy. Soc. S. Aust. 1936. Vol. 60, Pp. lvi—lxv.
- Further discoveries of sapropelic deposits in the Coorong region of South Australia / Pub. in Oil shale and cannel coal. The Inst. of Petroleum, 1938, pp. 50–52.
- Catalogue of rocks and minerals collected in Antarctic Lands // Australasian Ant. Exp. 1911—14. Scientific Repts, Series A, 1940. Vol. 4, iss. 13, pp. 405–432.
- Macquarie Island: its geography and geology // Australasian Ant. Exp. 1911—14. Scientific Repts, Series A, 1943. Vol. 5, pp. 1–194.
- The Elatina glaciation: a third recurrence of glaciation evidenced in the Adelaide System // Trans. Roy. Soc. S. Aust. 1949. Vol. 73, pp. 117–121.
- Programme of Australian Antarctic exploration // Nature. 1953. Iss. 172, p. 479.
- Моусон Д. Родина снежных бурь. История Австралийской антарктической экспедиции 1911—1914 годов, написанная сэром Дугласом Моусоном, доктором естественных наук, бакалавром инженерных наук / Пер. А. А. Павловой. — М.: Мысль, 1967. — 334 с.
- Моусон Д. Страна штормов и туманов. История Австралийской антарктической экспедиции 1911—1914 годов, написанная сэром Дугласом Моусоном, доктором естественных наук, бакалавром инженерных наук / Пер. А. А. Павловой. — М.: Мысль, 1970. — 247 с.
- Douglas Mawson's Antarctic diaries / edited by Fred Jacka and Eleanor Jacka; illustrations by Frank Hurley. — London : Allen and Unwin, 1989. — 512 p. — ISBN 0043202098.